# Tatabánya autóbusz-közlekedésének járatváltozásai
Ebben a listában a tatabányai autóbusz-közlekedésben történt járatváltozásokat lehet nyomon követni járatonként időrendben. A vastagon és dőlttel szedett járatszámok már nem létező autóbuszjáratot jelölnek.
| Járatszám  | Indítás ideje | Megszüntetés ideje | Útvonal | Megjegyzések |
| ---------- | ------------- | ------------------ | --- | --- |
| 1          | 1972. 09. 01. | ?                  | Felső vasútállomás – Széchenyi utca – Baross Gábor utca – Bányász körtér – Fő út – Semmelweis utca – Ságvári Endre út – Károlyi Mihály utca – Árpád utca – Kossuth Lajos utca – Bajcsy Zsilinszky utca – Dózsa György út – Győri út – Álmos vezér utca – Komáromi út – Újváros, végállomás | |
| 1          | ?             | 1986. 05. 31.      | Felső vasútállomás – Széchenyi utca – Baross Gábor utca – Bányász körtér – Fő út – Semmelweis utca – Ságvári Endre út – Károlyi Mihály utca – Árpád utca – Kossuth Lajos utca – Bajcsy Zsilinszky utca – Dózsa György út – Réti utca – Erdész utca – Dózsa György út – II. Kórház – Dózsa György út – Bajcsy Zsilinszky utca – Kossuth Lajos utca – Árpád utca – Károlyi Mihály utca – Ságvári Endre út – Semmelweis utca – Fő út – Bányász körtér – Baross Gábor utca – Széchenyi utca – Felső vasútállomás (hurokjárat) | |
| 1          | 1986.06.01.   | 1989. 12. 09.      | Újváros, autóbuszállomás – Győri út – Erdész utca – Réti utca – Dózsa György út – Bajcsy Zsilinszky utca – Kossuth Lajos utca – Árpád utca – Károlyi Mihály utca – Ságvári Endre út – Semmelweis utca – Fő út – Bányaforgalmi iroda | |
| 1          | 1989. 12. 10. | 1994. 08. 28.      | Újváros, autóbuszállomás – Győri út – Vasúti felüljáró – Dózsa György út – Bajcsy Zsilinszky utca – Kossuth Lajos utca – Árpád utca – Károlyi Mihály utca – Ságvári Endre út – Semmelweis utca – Fő út – Bányaforgalmi iroda | |
| 1          | 1994. 08. 29. | 2007. 05. 25.      | Újváros, autóbuszállomás – Győri út – Vasúti felüljáró – Dózsa György út – Bajcsy-Zsilinszky utca – Kossuth Lajos utca – Árpád utca – Károlyi Mihály utca – Ságvári Endre út – Semmelweis utca – Fő út – Bányász körtér | 2000. 08. 17-től 2007. 05. 25.-ig a járművek kijelzőin a 01-es jelzést használták. 2001. 05. 06-től 2001. 11. 04.-ig reggeltől délutánig egyes járatok a Bányász körtér – Fő utca – Baross Gábor út – Szabadság tér – Szent István út útvonalon a Szent István úti fordulóig, illetve onnan közlekedtek. 2003. 12. 01.-től egyes járatok csak halottak napja környékén közlekedtek. |
| 1          | 2007. 05. 26. | 2007. 09. 30.      | Autóbuszállomás – Győri út – Vasúti felüljáró – Dózsa György út – Bajcsy-Zsilinszky utca – Kossuth Lajos utca – Árpád utca – Károlyi Mihály utca – Ságvári Endre út – Semmelweis utca – Fő utca – Bányász körtér | Halottak napja környékén sűrűbben közlekedett. |
| 1          | 2007. 10. 01. | 2012. 06. 30.      | Autóbuszállomás – Győri út – Rákóczi Ferenc utca –Dózsakerti összekötő út – Erdész utca – Dózsa György út – Bajcsy-Zsilinszky utca – Kossuth Lajos utca – Árpád utca – Károlyi Mihály utca – Ságvári Endre út – Semmelweis utca – Fő utca – Bányász körtér | 2011-ben halottak napja környékén sűrűbben közlekedett. |
| 1          | 2012. 07. 01. | 2017. 02. 31.      | Autóbusz-állomás – Győri út – Vasúti felüljáró – Dózsa György út – Bajcsy-Zsilinszky utca – Kossuth Lajos utca – Árpád utca – Károlyi Mihály utca – Omega Park – Ságvári Endre út – Semmelweis utca – Fő utca – Baross Gábor út – Szabadság tér – Szent István út – Szent István úti forduló | 2014-ben a Bányásznapi hétvégén munkanapi menetrenddel közlekedett. 2017. 08. 14-től a 6.15-kor Újvárosból és 16.15-kor a Szent István útról induló járatok a Bányász körtér helyett a Vigadó út megállóhelyet érintették. |
| 1          | 2018. 01. 01. | ma                 | Autóbusz-állomás – Mozdony utca – Győri út – Vasúti felüljáró – Dózsa György út – Bajcsy-Zsilinszky utca – Kossuth Lajos utca – Árpád utca – Károlyi Mihály utca – Omega Park – Szent Borbála út – Semmelweis út – Dr. Mohi Rezső utca – Baross Gábor út – Szabadság tér – Szent István út – Szent István úti forduló | |
| 1A         | 1972. 09. 01. | ?                  | Bányász forduló – Fő út – Semmelweis utca – Ságvári Endre út – Károlyi Mihály utca – Árpád utca – Kossuth Lajos utca – Bajcsy-Zsilinszky utca – Dózsa György út – Győri út – Álmos vezér utca – Komáromi út – Újváros, végállomás | |
| 1A         | ?             | 1986. 05. 31.      | Bányaforgalmi iroda – Fő út – Semmelweis utca – Ságvári Endre út – Károlyi Mihály utca – Árpád utca – Kossuth Lajos utca – Bajcsy Zsilinszky utca – Dózsa György út – Réti utca – Erdész utca – Dózsa György út – II. Kórház – Dózsa György út – Bajcsy Zsilinszky utca – Kossuth Lajos utca – Árpád utca – Károlyi Mihály utca – Ságvári Endre út – Semmelweis utca – Fő út – Bányaforgalmi iroda (hurokjárat) | |
| 1A         | 2017. 08. 14. | 2017. 12. 31.      | Vigadó út – Fő utca – Semmelweis utca – Ságvári Endre út – Omega Park – Károlyi Mihály utca – Árpád utca – Kossuth Lajos utca – Bajcsy-Zsilinszky utca – Dózsa György út – Vasúti felüljáró – Győri út – Autóbusz-állomás | Csak ebben az irányban és csak egy alkalommal, késő este közlekedett. |
| 1D         | 2018. 01. 01. | ma                 | Autóbusz-állomás – Mozdony utca – Győri út – Vasúti felüljáró – Erdész utca – Réti utca – Dózsa György út – Bajcsy-Zsilinszky utca – Kossuth Lajos utca – Árpád utca – Károlyi Mihály utca – Omega Park – Szent Borbála út – Semmelweis út – Dr. Mohi Rezső utca – Baross Gábor út – Szabadság tér – Szent István út – Szent István úti forduló | Csak ebben az irányban, munkanapokon reggel közlekedik egyetlen járat. |
| 1F         | 2001. 11. 05  | 2003. 09. 30.      | Újváros autóbuszállomás – Győri út – Vasúti felüljáró – Dózsa György út – Bajcsy-Zsilinszky utca – Kossuth Lajos utca – Árpád utca – Károlyi Mihály utca – Ságvári Endre út – Semmelweis utca – Fő utca – Bányász körtér – Fő utca – Baross Gábor út – Szabadság tér – Szent István út – Szent István úti forduló | Csak munkanapokon reggeltől délutánig közlekedett. |
| 1F         | 2003. 10. 01. | 2007. 05. 25.      | Újváros autóbuszállomás – Győri út – Vasúti felüljáró – Dózsa György út – Bajcsy-Zsilinszky utca – Kossuth Lajos utca – Árpád utca – Károlyi Mihály utca – Ságvári Endre út – Semmelweis utca – Fő utca – Bányász körtér – Fő utca – Baross Gábor út – Szabadság tér – Széchenyi utca – Felsőgalla vasútállomás | Csak iskolai előadási napokon, reggelente közlekedett egy járatpár. |
| 1F         | 2007. 05. 26. | 2007. 09. 30.      | Autóbuszállomás – Győri út – Vasúti felüljáró – Dózsa György út – Bajcsy-Zsilinszky utca – Kossuth Lajos utca – Árpád utca – Károlyi Mihály utca – Ságvári Endre út – Semmelweis utca – Fő utca – Bányász körtér – Fő utca – Baross Gábor út – Szabadság tér – Széchenyi utca – Felsőgalla vasútállomás | Csak iskolai előadási napokon, csak ebben az irányban reggelente közlekedett egy járat. |
| 1F         | 2007. 10. 01. | 2012. 06. 30.      | Autóbuszállomás – Győri út – Rákóczi Ferenc utca –Dózsakerti összekötő út – Erdész utca – Dózsa György út – Bajcsy-Zsilinszky utca – Kossuth Lajos utca – Árpád utca – Károlyi Mihály utca – Ságvári Endre út – Semmelweis utca – Fő utca – Baross Gábor út – Szabadság tér – Széchenyi utca – Felsőgalla vasútállomás | Csak iskolai előadási napokon, csak ebben az irányban reggelente közlekedett egy járat. |
| 1F         | 2012. 07. 01. | 2017. 12. 31.      | Autóbusz-állomás – Győri út – Vasúti felüljáró – Erdész utca – Réti utca – Dózsa György út – Bajcsy-Zsilinszky utca – Kossuth Lajos utca – Árpád utca – Károlyi Mihály utca – Ságvári Endre út – Semmelweis utca – Fő utca – Baross Gábor út – Szabadság tér – Széchenyi utca – Felsőgalla, vasútállomás | Csak iskolai előadási napokon, csak ebben az irányban reggelente közlekedett egy járat. |
| 1G         | 1972. 09. 01. | ?                  | Bányász forduló – Fő út – Semmelweis utca – Ságvári Endre út – Károlyi Mihály utca – Árpád utca – Kossuth Lajos utca – Bajcsy-Zsilinszky utca – Dózsa György út – Győri út – Álmos vezér utca – Komáromi út – Újváros, végállomás | Gyorsjárat, csak a Bányász forduló, a Sportpálya, a Vágóhíd, a Kirendeltség, az SZTK rendelő, a MEGYEI TANÁCS, az Általános iskola és az Újváros végállomás megállóhelyeken állt meg, és csak munkanapokon, csúcsidőben közlekedett. |
| 1G         | 2018. 01. 01. | ma                 | Autóbusz-állomás – Mozdony utca – Győri út – Vasúti felüljáró – Dózsa György út – Bajcsy-Zsilinszky utca – Kossuth Lajos utca – Árpád utca – Károlyi Mihály utca – Omega Park – Szent Borbála út – Semmelweis út – Dr. Mohi Rezső utca – Mikovinyi Sámuel utca – Vigadó utca – Rózsa utca – Gyöngyvirág sor – Baross Gábor út – Szabadság tér – Szent István út – Szent István úti forduló | Csak munkanapokon műszakváltásokkor, és szombat reggelente közlekedik néhány járat. |
| 1K         | 1986. 06. 01. | 1989. 05. 27.      | Újváros, autóbuszállomás – Győri út – Erdész utca – Réti utca – Dózsa György út – Bajcsy Zsilinszky utca – Kossuth Lajos utca – Árpád utca – Károlyi Mihály utca – Ságvári Endre út – Sportpálya vagy Újváros, autóbuszállomás – Győri út – Erdész utca – Réti utca – Dózsa György út – Bajcsy Zsilinszky utca – Kossuth Lajos utca – Árpád utca – Károlyi Mihály utca – Ságvári Endre út – Tóth Bucsoki utca – Népház | Időszakos járat, színházi és sportrendezvények előtt, illetve után közlekedett csak a Sportpálya vagy Népház megállókig, illetve onnan indulva. |
| 1Y         | 1982. 11. 06. | 1985. 03. 03.      | Felső vasútállomás – Széchenyi utca – Baross Gábor utca – Bányász körtér – Fő út – Semmelweis utca – Ságvári Endre út – Károlyi Mihály utca – Árpád utca – Kossuth Lajos utca – Bajcsy Zsilinszky utca – Dózsa György út – Réti utca – Erdész utca – Győri út – Újváros autóbusz állomás | Éjszakai járat volt, napi egy-egy járattal. |
| 1Y         | 2011. 10. 01. | 2012. 06. 30.      | Autóbuszállomás – Győri út – Rákóczi Ferenc utca –Dózsakerti összekötő út – Erdész utca – Dózsa György út – Bajcsy-Zsilinszky utca – Kossuth Lajos utca – Árpád utca – Károlyi Mihály utca – Ságvári Endre út – Semmelweis utca – Fő utca – Baross Gábor út – Szabadság tér – Szent István út – Szent István úti forduló | Csak munkanapokon, reggeltől délutánig közlekedett. |
| 2          | 1972. 09. 01. | ?                  | Felső vasútállomás – Széchenyi utca – Baross Gábor utca – Bányász körtér – Fő út – Semmelweis utca – Ságvári Endre út – Károlyi Mihály utca – Árpád utca – Kossuth Lajos utca – Dankó utca – Környei út – II. Erőmű | |
| 2          | ?             | 1986. 05. 31.      | Felső vasútállomás – Széchenyi utca – Gábor Áron utca / Deák Ferenc utca – Tatai utca – Vértanúk tere – Tóth Bucsoki út – Ságvári Endre út – Károlyi Mihály utca – Árpád utca – Kossuth Lajos utca – Gellért tér – Dankó utca – Környei út – II. Erőmű forduló | |
| 2          | 1986. 06. 01. | 1989. 12. 09.      | Tatabánya-felső vasútállomás – Iskola utca – Cementgyári út – Aradi utca – Mátyás király út – Ady Endre utca – Csaba utca – Táncsics Mihály utca – Mártírok útja – Felszabadulás tér – Komáromi utca – Ond vezér utca – Győri út – Vasúti felüljáró – Erdész utca – Réti utca – Dózsa György út – Dankó utca – Környei út – II. Erőmű forduló | |
| 2          | 1989. 12. 10. | 1991. 06. 04.      | Bányaforgalmi iroda – Fő út – Bányász körtér – Baross Gábor út – Széchenyi utca – Gyár utca – Cementgyári út – Aradi utca – Mátyás király út – Ady Endre utca – Csaba utca – Táncsics Mihály utca – Mártírok útja – Felszabadulás tér – Komáromi utca – Ond vezér utca – Győri út – Vasúti felüljáró – Erdész utca – Réti utca – Dózsa György út – Dankó utca – Környei út – II. Erőmű forduló | |
| 2          | 1991. 06. 05  | 1994. 08. 28.      | Újváros, autóbuszállomás – Győri út – Vasúti felüljáró – Erdész utca – Réti utca – Dózsa György út – Dankó utca – Környei út – II. Erőmű forduló | |
| 2          | 1994. 08. 29. | 2001. 05. 05.      | Újváros, autóbuszállomás – Komáromi utca – Fő tér – Mártírok útja – Ifjúmunkás út – Köztársaság út – Fő tér – Vasúti felüljáró – Erdész utca – Réti utca – Dózsa György út – Dankó Pista utca – Környei út – Környei úti forduló | 1994. 08. 29-től 1997. 08. 31-ig egyes jártok Köztársaság út – Összekötő út – Sárberki lakótelep útvonalon sárberki betéréssel közlekedtek. 1998. 09. 01-től 2000. 06. 16-ig egyes jártok reggeli és délutáni műszakváltáskor a Köztársaság út – Összekötő út – Sárberki lakótelep útvonalon sárberki betéréssel közlekedtek. |
| 2          | 2001. 05. 06. | 2003. 05. 31.      | Újváros autóbuszállomás – Győri út – Vasúti felüljáró – Erdész utca – Réti utca – Dózsa György út – Dankó Pista utca – Környei út – Környei úti forduló | |
| 2          | 2001. 06. 01. | 2007. 05. 25.      | Újváros autóbuszállomás – Komáromi utca – Fő tér – Mártírok útja – Ifjúmunkás út – Köztársaság útja – Vasúti felüljáró – Erdész utca – Réti utca – Dózsa György út – Dankó Pista utca – Környei út – Környei úti forduló | |
| 2          | 2007. 05. 26. | 2007. 09. 30.      | Autóbuszállomás – Győri út – Vasúti felüljáró – Erdész utca – Réti utca – Dózsa György út – Dankó Pista utca – Környei út – Környei úti forduló – Környei út – Dankó Pista utca – Kossuth Lajos utca – Árpád utca – Károlyi Mihály út – Összekötő út – Sárberki lakótelep – Ifjúmunkás út – Mártírok útja – Fő tér – Komáromi utca – Győri út – Jedlik Ányos utca – Autóbuszállomás (körjárat) | Csak ebben az irányban, visszafelé 12-es számozással közlekedett. |
| 2          | 2007. 10. 01. | 2008. 12. 31.      | Autóbuszállomás – Győri út – Rákóczi Ferenc út – Dózsakerti összekötő út – Réti utca – Dózsa György út – Dankó Pista utca – Környei út – Környei úti forduló – Környei út – Dankó Pista utca – Kossuth Lajos utca – Árpád utca – Károlyi Mihály út – Összekötő út – Sárberki lakótelep – Ifjúmunkás út – Mártírok útja – Fő tér – Komáromi utca – Győri út – Jedlik Ányos utca – Autóbuszállomás (körjárat) | Csak ebben az irányban, visszafelé 12-es számozással közlekedett. |
| 2          | 2009. 01. 01. | 2009. 01. 31.      | Autóbuszállomás – Győri út – Rákóczi Ferenc út – Dózsakerti összekötő út – Erdész utca – Dózsa György út – Dankó Pista utca – Környei út – Környei úti forduló | Csak reggeltől késő délutánig közlekedett. |
| 2          | 2009. 02. 01. | 2012. 06. 30.      | Autóbuszállomás – Álmos vezér utca – Fő tér – Mártírok útja – Ifjúmunkás út – Köztársaság útja – Fő tér – Vasúti felüljáró – Dózsa György út – Dankó Pista utca – Környei út – Környei úti forduló | |
| 2          | 2018. 01. 01. | ma                 | Omega Park – Összekötő út – Sárberki lakótelep – Ifjúság út – Mártírok útja – Komáromi utca – Töhötöm vezér utca (csak odafelé) – Győri út – Vasúti felüljáró – Erdész utca – Réti utca – Dózsa György út – Dankó Pista utca – Környei út – Környei úti forduló | |
| 2A         | 2000. 06. 17. | 2001. 05. 05.      | Újváros autóbuszállomás – Komáromi utca – Fő tér – Mártírok útja – Ifjúmunkás út – Köztársaság út – Fő tér – Vasúti felüljáró – Erdész utca – Réti utca – Dózsa György út – Dankó Pista utca – Környei út – Környei úti forduló | Újvárosból csak a reggeli műszakváltáskor egy, míg a Környei út felől a csak a délutáni műszakváltáskor két járat közlekedett. |
| 2F         | 2001. 06. 01. | 2003. 09. 30.      | Újváros autóbuszállomás – Komáromi utca – Fő tér – Mártírok útja – Ifjúmunkás út – Köztársaság útja – Összekötő út – Sárberki lakótelep – Köztársaság útja – Vasúti felüljáró – Erdész utca – Réti utca – Dózsa György út – Dankó Pista utca – Környei út – Környei úti forduló | Újvárosból kora reggel egy, a Környei úttól kora délután két járat indult, csak munkanapokon. |
| 2P         | 2009. 02. 01. | 2012. 06. 30.      | Autóbuszállomás – Győri út – Rákóczi Ferenc út – Dózsakerti összekötő út – Erdész utca – Dózsa György út – Dankó Pista utca – Környei út – Környei úti forduló | Átszámozva 2-esről. Csak szabadnapokon reggeltől kora délutánig közlekedett. |
| 2T         | 1986. 06. 01. | 1989. 05. 27.      | Tatabánya-felső vasútállomás – Iskola utca – Cementgyári út – Aradi utca – Mátyás király út – Ady Endre utca – VOLÁN telep vagy II. sz. Erőmű forduló – Környei út – Dankó utca – Dózsa György út – Vasúti felüljáró – Népköztársaság útja – Március 15. utca – Táncsics Mihály utca – Csaba utca – VOLÁN telep | Települő járat, ritkán, nem menetrend szerint közlekedett. |
| 3          | 1972. 09. 01. | ?                  | Bányász körtér – Fő út – Semmelweis utca – Tóth Bucsoki utca – Vértanúk tere – Táncsics Mihály utca – Mártírok útja – Felszabadulás tér – Komáromi út – Újváros, végállomás | |
| 3          | ?             | 1985. 03. 03.      | Újváros, autóbuszállomás – Komáromi utca – Felszabadulás tér – Mártírok útja – Táncsics Mihály utca – Vértanúk tere – Tóth Bucsoki utca – Ságvári Endre út – Összekötő út – Népköztársaság útja – Felszabadulás tér – Dózsa György út – Réti utca – Erdész utca – Dózsa György út – II. Kórház – Dózsa György út – Felszabadulás tér – Népköztársaság útja – Összekötő út – Ságvári Endre út – Tóth Bucsoki utca – Vértanúk tere – Táncsics Mihály utca – Mártírok útja – Felszabadulás tér – Komáromi utca – Újváros, autóbuszállomás | Csak munkanapokon közlekedett. |
| 3          | 1985. 03. 04. | 1986. 05. 31.      | Újváros, autóbuszállomás – Komáromi utca – Felszabadulás tér – Mártírok útja – Táncsics Mihály utca – Vértanúk tere – Tóth Bucsoki utca – Ságvári Endre út – Összekötő út – Népköztársaság útja – Felszabadulás tér – Győri út – Újváros, autóbuszállomás | |
| 3          | 1986. 06. 01. | 1989. 12. 09.      | Újváros autóbuszállomás – Komáromi utca – Felszabadulás tér – Mártírok útja – Táncsics Mihály utca – Vértanúk tere – Tóth Bucsoki utca – Semmelweis utca – Fő út – Baross Gábor út – Szabadság tér – Széchenyi utca – Tatabánya-felső vasútállomás | |
| 3          | 1989. 12. 10. | 1994. 08. 28.      | Újváros, autóbuszállomás – Komáromi utca – Felszabadulás tér – Mártírok útja – Táncsics Mihály utca – Vértanúk tere – Tóth Bucsoki utca – Semmelweis utca – Fő út – Bányaforgalmi iroda | |
| 3          | 1994. 08. 29. | 2007. 05. 25.      | Újváros, autóbuszállomás – Komáromi utca – Fő tér – Mártírok útja – Táncsics Mihály utca – Vértanúk tere – Népház utca – Semmelweis utca – Fő út – Bányász körtér | 2003. 12. 01-től 2007. 05. 25-ig egyes járatok csak halottak napja környékén közlekedtek. |
| 3          | 2007. 05. 26. | 2008. 12. 31.      | Autóbuszállomás – Győri út – Komáromi utca – Fő tér – Mártírok útja – Táncsics Mihály utca – Vértanúk tere – Népház utca – Semmelweis utca – Fő út – Bányász körtér | A délelőtti időszakban csak vasárnap és ünnepnapokon közlekedett. Halottak napja környékén sűrűbben közlekedett. |
| 3          | 2009. 01. 01. | 2012. 06. 30.      | Autóbuszállomás – Győri út – Komáromi utca – Fő tér – Mártírok útja – Táncsics Mihály utca – Vértanúk tere – Népház utca – Semmelweis utca – Fő út – Baross Gábor út – Gábor Áron utca (csak oda) – Deák Ferenc utca | Csak reggeltől késő délutánig közlekedett. 2011-ben halottak napja környékén sűrűbben közlekedett. |
| 3          | 2012. 07. 01. | 2017. 12. 31.      | Autóbusz-állomás – Győri út – Komáromi utca – Fő tér – Mártírok útja – Táncsics Mihály utca – Vértanúk tere – Népház utca – Semmelweis utca – Fő út – Bányász körtér | Munkanapokon reggeltől délutánig, valamint szabadnapokon délelőttönként közlekedett. Halottak napja környékén sűrűbben közlekedett. 2014-ben a Bányásznapi hétvégén munkanapi menetrenddel közlekedett. 2017. 08. 14-től munkanapokon a járatok a Vigadó útig, illetve onnan közlekedtek. |
| 3          | 2018. 01. 01. | ma                 | Kertváros végállomás – Hadsereg utca – Gerecse utca – Lapatári út – Győri út – Töhötöm vezér utca (csak visszafelé) – Komáromi utca – Mártírok útja – Táncsics Mihály utca – Eszterházy József utca – Tatai út – Népház utca – Vértanúk tere – Népház utca – Semmelweis út – Dr. Mohi Rezső utca – Bányász körtér | |
| 3A         | ?             | 1985. 03. 03.      | Újváros, autóbuszállomás – Komáromi utca – Felszabadulás tér – Mártírok útja – Táncsics Mihály utca – Vértanúk tere – Tóth Bucsoki utca – Semmelweis utca – Fő utca – Bányaforgalmi iroda | Munkanapokon napi egy-egy alkalommal, reggeli műszakváltáskor Óváros felé, délutánikor Újváros felé közlekedett. |
| 3A         | 2018. 07. 01. | ma                 | Kertváros végállomás – Hadsereg utca – Gerecse utca – Lapatári út – Győri út – Töhötöm vezér utca (csak visszafelé) – Komáromi utca – Mártírok útja – Táncsics Mihály utca – Csaba utca – Ady Endre utca – Mátyás király utca – Aradi utca – Tatai út – Népház utca – Vértanúk tere – Népház utca – Semmelweis út – Dr. Mohi Rezső utca – Bányász körtér | Csak munkanapokon és szabadnapokon délelőtt közlekedik néhány járat. |
| 3G         | 1972. 09. 01. | ?                  | Bányász forduló – Fő út – Semmelweis utca – Tóth Bucsoki utca – Vértanúk tere – Táncsics Mihály utca – Mártírok útja – Felszabadulás tér – Komáromi út – Újváros, végállomás | |
| 3G         | 2018. 01. 01. | ma                 | Kertváros végállomás – Hadsereg utca – Gerecse utca – Lapatári út – Győri út – Töhötöm vezér utca (csak visszafelé) – Komáromi utca – Mártírok útja – Táncsics Mihály utca – Eszterházy József utca – Tatai út – Népház utca – Vértanúk tere – Népház utca – Semmelweis út – Dr. Mohi Rezső utca – Mikovinyi Sámuel utca – Vigadó utca – Rózsa utca – Gyöngyvirág sor – Dr. Mohi Rezső utca – Bányász körtér | Csak munkanapokon műszakváltásokkor, és szombat reggelente közlekedik néhány járat. |
| 3T         | 1986. 06. 01. | 1989. 05. 27.      | Újváros, autóbuszállomás – Komáromi utca – Felszabadulás tér – Mártírok útja – Táncsics Mihály utca – Csaba utca – VOLÁN telep vagy Bányaforgalmi iroda – Fő út – Semmelweis utca – Tóth Bucsoki utca – Vértanúk tere – Táncsics Mihály utca – Csaba utca – VOLÁN telep | Települő járat, ritkán, nem menetrend szerint közlekedett. |
| 4          | 1972. 09. 01. | ?                  | Felső vasútállomás – Széchenyi utca – Baross Gábor utca – Bányász körtér – Fő út – Semmelweis utca – Ságvári Endre út – Károlyi Mihály utca – Árpád utca – Kossuth Lajos utca – Gellért tér – Dankó utca – Néphadsereg utca – Kertváros, tömbházak | |
| 4          | ?             | 1986. 05. 31.      | Felső vasútállomás – Széchenyi utca – Szabadság tér – Baross Gábor utca – Bányász körtér – Fő út – Semmelweis utca – Ságvári Endre út – Károlyi Mihály utca – Árpád utca – Kossuth Lajos utca – Gellért tér – Dankó utca – Néphadsereg utca – Élmunkás utca – Kertváros lakótelep forduló – Élmunkás utca – Néphadsereg utca – Kertváros végállomás | Visszafelé 104-es számozással közlekedett. 1985. 03. 04-től 1986. 05. 31-ig munkanapokon a reggeli és délutáni csúcsidőben néhány rásegítő járat indul a Bányaforgalmi irodától. |
| 4          | 1986. 06. 01. | 1989. 12. 09.      | Kertváros végállomás – Néphadsereg utca – Élmunkás utca – Kertváros lakótelep forduló – Élmunkás utca – Néphadsereg utca – Dankó utca – Kossuth Lajos utca – Árpád utca – Károlyi Mihály utca – Ságvári Endre út – Tóth Bucsoki utca – Vértanúk tere – Aradi utca – Mátyás király utca – Ady Endre utca – VOLÁN telep – Csaba utca – Táncsics Mihály utca – Vértanúk tere – Tóth Bucsoki utca – Ságvári Endre út – Károlyi Mihály utca – Árpád utca – Kossuth Lajos utca – Dankó utca – Néphadsereg utca – Élmunkás utca – Kertváros lakótelep forduló – Élmunkás utca – Néphadsereg utca – Kertváros végállomás (hurokjárat) | A Kertvárosi lakótelepen a Kertvárosból induló járatok az orvosi rendelő, míg az ellentétes irányú járatok az ABC felőli oldalon álltak meg. |
| 4          | 1989. 12. 10. | 1991. 06. 04.      | Kertváros végállomás – Néphadsereg utca – Petőfi Sándor utca – Élmunkás utca – Szőlődomb utca – Búzavirág utca – Dankó utca – Kossuth Lajos utca – Árpád utca – Károlyi Mihály utca – Ságvári Endre út – Tóth Bucsoki utca – Vértanúk tere – Aradi utca – Mátyás király utca – Ady Endre utca – VOLÁN telep – Csaba utca – Táncsics Mihály utca – Vértanúk tere – Tóth Bucsoki utca – Ságvári Endre út – Károlyi Mihály utca – Árpád utca – Kossuth Lajos utca – Dankó utca – Néphadsereg utca – Élmunkás utca – Kertváros lakótelep forduló – Élmunkás utca – Néphadsereg utca – Kertváros végállomás (hurokjárat) | |
| 4          | 1991. 06. 05. | 1994. 08. 28.      | Kertváros végállomás – Néphadsereg utca – Élmunkás utca – Szőlődomb utca – Búzavirág utca – Dankó utca – Kossuth Lajos utca – Árpád utca – Károlyi Mihály utca – Ságvári Endre út – Tóth Bucsoki utca – Vértanúk tere – Aradi utca – Mátyás király utca – Ady Endre utca – VOLÁN telep – Csaba utca – Táncsics Mihály utca – Vértanúk tere – Tóth Bucsoki utca – Ságvári Endre út – Károlyi Mihály utca – Árpád utca – Kossuth Lajos utca – Dankó utca – Búzavirág utca – Szőlődomb utca – Élmunkás utca – Néphadsereg utca – Kertváros végállomás (hurokjárat) | |
| 4          | 1994. 08. 29. | 2001. 05. 05.      | Kertváros végállomás – Hadsereg utca – Szent György utca – Szőlődomb utca – Búzavirág utca – Dankó Pista utca – Kossuth Lajos utca – Árpád utca – Károlyi Mihály utca – Ságvári Endre út – Népház utca – Vértanúk tere – Aradi utca – Mátyás király utca – Ady Endre utca – Csaba utca – Táncsics Mihály utca – Vértanúk tere – Népház utca – Ságvári Endre út – Károlyi Mihály utca – Árpád utca – Kossuth Lajos utca – Dankó Pista utca – Búzavirág utca – Szőlődomb utca – Szent György utca – Hadsereg utca – Kertváros végállomás (hurokjárat) | 1998. 09. 01-től 2000. 06. 16-ig egyes jártok műszakváltásokkor Szentgyörgypuszta Ipartelepek betéréssel közlekedtek. |
| 4          | 2001. 05. 06. | 2001. 11. 04.      | Kertváros végállomás – Hadsereg utca – Szent György utca – Kertvárosi lakótelep forduló – Szent György utca – Lapatári utca – Dózsakerti összekötő út – Réti utca – Dózsa György út – Bajcsy-Zsilinszky utca – Kossuth Lajos utca – Árpád utca – Károlyi Mihály utca – Ságvári Endre út – Semmelweis utca – Fő út – Bányász körtér | |
| 4          | 2001. 11. 05. | 2012. 06. 30.      | Kertváros végállomás – Hadsereg utca – Szent György utca – Szőlődomb utca – Búzavirág utca – Kossuth Lajos utca – Árpád utca – Károlyi Mihály utca – Ságvári Endre út – Semmelweis utca – Fő út – Bányász körtér | 2009. 01. 01-től 2012. 06. 30-ig csak reggeltől késő délutánig közlekedett. |
| 4          | 2012. 07. 01. | 2012. 11. 30.      | Kertváros végállomás – Hadsereg utca – Szent György utca – Kertvárosi lakótelep forduló – Szent György utca – Rákóczi Ferenc út – Búzavirág utca – Dankó Pista utca – Kossuth Lajos utca – Árpád utca – Károlyi Mihály utca – Omega Park | Reggeltől délutánig közlekedett naponta, késő délután-kora este csak hétvégenként járt. |
| 4          | 2012. 12. 01. | 2017. 12- 31.      | Kertváros végállomás – Hadsereg utca – Szent György utca – Kertvárosi lakótelep forduló – Szent György utca – Rákóczi Ferenc út – Búzavirág utca – Dankó Pista utca – Kossuth Lajos utca – Árpád utca – Károlyi Mihály utca – Omega Park – Ságvári Endre út – Semmelweis utca – Fő út – Bányász körtér | Munkanapokon a reggeli és délutáni csúcsidőben közlekedett csak, hétvégeken csak délelőttönként járt. 2014-ben a Bányásznapi hétvégén munkanapi menetrenddel közlekedett. |
| 4          | 2018. 01. 01. | ma                 | Kertváros végállomás – Hadsereg utca – Szent György utca – Szőlődomb utca – Búzavirág utca – Dankó Pista utca – Kossuth Lajos utca – Árpád utca – Károlyi Mihály utca – Omega Park – Szent Borbála út – Semmelweis utca – Dr. Mohi Rezső utca – Bányász körtér | Kora reggeltől kora estig közlekedik. |
| 4A         | 1991. 06. 05. | 1994. 08. 28.      | Kertváros végállomás – Néphadsereg utca – Élmunkás utca – Szőlődomb utca – Búzavirág utca – Dankó utca – Kossuth Lajos utca – Árpád utca – Károlyi Mihály utca – Ságvári Endre út – Tóth Bucsoki utca – Vértanúk tere – I. sz. Erőmű forduló | Csak munkanapokon a reggeli és délutáni csúcsidőben közlekedett. |
| 4A         | 2000. 08. 17. | 2001. 05. 05.      | Kertváros végállomás – Hadsereg utca – Szent György utca – Szőlődomb utca – Búzavirág utca – Szentgyörgypusztai Iparterület – Búzavirág utca – Dankó Pista utca – Kossuth Lajos utca – Árpád utca – Károlyi Mihály utca – Ságvári Endre út – Népház utca – Vértanúk tere – Aradi utca – Mátyás király utca – Ady Endre utca – Csaba utca – Táncsics Mihály utca – Vértanúk tere – Népház utca – Ságvári Endre út – Károlyi Mihály utca – Árpád utca – Kossuth Lajos utca – Dankó Pista utca – Búzavirág utca – Szentgyörgypusztai Iparterület – Búzavirág utca – Szőlődomb utca – Szent György utca – Hadsereg utca – Kertváros végállomás | Csak a reggeli, délutáni és esti csúcsidőben közlekedett. |
| 4B         | 1972. 09. 01. | ?                  | Bányász forduló – Fő út – Semmelweis utca – Ságvári Endre út – Károlyi Mihály utca – Árpád utca – Kossuth Lajos utca – Gellért tér – Dankó utca – Néphadsereg utca – Kertváros, tömbházak | Vasár- és ünnepnapokon nem közlekedett. |
| 4E         | 2009. 12. 01. | 2012. 06. 30.      | Kertváros végállomás – Hadsereg utca – Szent György utca – Szőlődomb utca – Búzavirág utca – Környei út – Környei úti forduló – Környei út – Dankó Pista utca – Kossuth Lajos utca – Árpád utca – Károlyi Mihály utca – Ságvári Endre út – Semmelweis utca – Fő út – Bányász körtér | Csak munkanapokon, reggeltől kora délutánig közlekedett. 2011. 05. 01-től egy, kora délután Kertvárosból induló járat az AGC-hez történő betéréssel közlekedett. |
| 4E         | 2018. 07. 01. | ma                 | Kertváros végállomás – Hadsereg utca – Szent György utca – Szőlődomb utca – Búzavirág utca – Környei út – Környei úti forduló – Környei út – Dankó Pista utca – Kossuth Lajos utca – Árpád utca – Károlyi Mihály utca – Omega Park – Szent Borbála út – Semmelweis utca – Dr. Mohi Rezső utca – Bányász körtér | Reggel és kora délelőtt közlekedett két-két járatpár. |
| 4F         | 2009. 02. 01. | 2012. 06. 30.      | Kertváros végállomás – Hadsereg utca – Szent György utca – Szőlődomb utca – Búzavirág utca – Kossuth Lajos utca – Árpád utca – Károlyi Mihály utca – Ságvári Endre út – Semmelweis utca – Fő út – Baross Gábor út – Szabadság tér – Szent István út – Szent István úti forduló | Csak iskolai előadási napokon közlekedett reggelente egy járatpár. 2011. 05. 01-től munkanapokon a Szent István útról még egy járat indult, amely a BD Hungaryhez történő betéréssel közlekedett. |
| 4F         | 2012. 07. 01. | 2017. 12. 31.      | Kertváros végállomás – Hadsereg utca – Szent György utca – Szőlődomb utca – Búzavirág utca – Kossuth Lajos utca – Árpád utca – Károlyi Mihály utca – Ságvári Endre út – Semmelweis utca – Fő út – Baross Gábor út – Szabadság tér – Széchenyi utca – Felsőgalla, vasútállomás | Csak iskolai előadási napokon közlekedett reggel Kertvárosból, kora délután Felsőgalláról egy-egy járat. 2012-ben halottak napja környékén reggeltől sötétedésig is közlekedett. |
| 4F         | 2018. 01. 01. | ma                 | Kertváros végállomás – Hadsereg utca – Szent György utca – Szőlődomb utca – Búzavirág utca – Kossuth Lajos utca – Árpád utca – Károlyi Mihály utca – Omega Park – Szent Borbála út – Semmelweis utca – Dr. Mohi Rezső utca – Baross Gábor út – Szabadság tér – Széchenyi utca – Felsőgalla, vasútállomás | Csak iskolai előadási napokon közlekedik reggel Kertvárosból, kora délután Felsőgalláról egy-egy járat. A buszok a Baross Gábor utca, Csarnok utca, Baross köz, Szabadság tér nevű megállókban nem állnak meg. |
| 4G         | 1972. 09.01.  | ?                  | Bányász forduló – Fő út – Semmelweis utca – Ságvári Endre út – Károlyi Mihály utca – Árpád utca – Kossuth Lajos utca – Gellért tér – Dankó utca – Néphadsereg utca – Kertváros, tömbházak | Gyorsjárat, csak a Bányász forduló, a Sportpálya, a Vágóhíd, a Kirendeltség, a Kertvárosi elágazás, a Kertváros, Május 1. út, a Kertváros iskola és a Kertváros tömbházak megállóhelyeken állt meg, és csak munkanapokon, csúcsidőben közlekedett. |
| 4G         | ?             | 1985. 03. 03.      | Felső vasútállomás – Széchenyi utca – Szabadság tér – Baross Gábor utca – Bányász körtér – Fő út – Semmelweis utca – Ságvári Endre út – Károlyi Mihály utca – Árpád utca – Kossuth Lajos utca – Gellért tér – Dankó utca – Néphadsereg utca – Kertváros végállomás | Csak munkanapokon, a reggeli és délutáni műszakváltáskor közlekedett. A délutáni műszakváltáskor a Kertváros felé közlekedő buszok a Bányaforgalmi irodától indultak. |
| 4K         | 1986. 06. 01. | 1989. 05. 27.      | Kertváros végállomás – Néphadsereg utca – Élmunkás utca – Kertváros lakótelep forduló – Élmunkás utca – Néphadsereg utca – Dankó utca – Kossuth Lajos utca – Árpád utca – Károlyi Mihály utca – Ságvári Endre út – Sportpálya vagy Kertváros végállomás – Néphadsereg utca – Élmunkás utca – Kertváros lakótelep forduló – Élmunkás utca – Néphadsereg utca – Dankó utca – Kossuth Lajos utca – Árpád utca – Károlyi Mihály utca – Ságvári Endre út – Tóth Bucsoki utca – Népház | Időszakos járat, színházi és sportrendezvények előtt, illetve után közlekedett csak a Sportpálya vagy Népház megállókig, illetve onnan indulva. |
| 4V         | 1982. 11. 06. | 1985. 03. 03.      | II. sz. Erőmű forduló – Környei út – Néphadsereg utca – Kertváros végállomás | Munkanapokon csak műszakváltásokkor közlekedett egy-egy járat mindkét irányban. |
| 4V         | 1985. 03. 04. | 1986. 05. 31.      | II. sz. Erőmű forduló – Környei út – Néphadsereg utca – Kertváros végállomás | Csak munkanapokon műszakváltásokkor és szombaton reggelente közlekedett néhány járattal mindkét irányban. |
| 4Y         | 1982. 11. 06. | 1986. 05. 31.      | Bányaforgalmi iroda – Fő út – Semmelweis utca – Ságvári Endre út – Károlyi Mihály utca – Árpád utca – Kossuth Lajos utca – Gellért tér – Dankó utca – Néphadsereg utca – Élmunkás utca – Kertváros lakótelep forduló | Munkanapokon csak a reggeli műszakváltáskor és iskolakezdéskor közlekedett. |
| 5          | 1972. 09. 01. | ?                  | Újváros, végállomás – Komáromi utca – Felszabadulás tér – Mártírok útja – Táncsics Mihály utca – Csaba utca – Ady Endre utca – Mátyás király utca – Aradi utca – Vértanúk tere – Tóth Bucsoki utca – Semmelweis utca – Fő út – Bányász körtér – Baross Gábor utca – Hősök tere – Beloiannisz utca – Budai út – Budai út 2. | |
| 5          | ?             | 1986. 05. 31.      | Újváros, autóbuszállomás – Komáromi utca – Felszabadulás tér – Mártírok útja – Táncsics Mihály utca – Csaba utca – Ady Endre utca – Mátyás király utca – Aradi utca – Vértanúk tere – Tóth Bucsoki utca – Semmelweis utca – Fő út – Bányaforgalmi iroda | |
| 5          | 1986. 06. 01. | 1994. 08. 28.      | Újváros, autóbuszállomás – Győri út – Felszabadulás tér – Népköztársaság útja – Összekötő út – Ságvári Endre út – Tóth Bucsoki utca – Vértanúk tere – Tatai utca – Deák Ferenc utca/Gábor Áron utca – Baross Gábor út – Beloiannisz út – Budai út forduló | A régi 25-ös járat átszámozásaként indult. |
| 5          | 1994. 08. 29. | 2007. 05. 25.      | Újváros, autóbuszállomás – Győri út – Fő tér – Köztársaság út – Összekötő út – Ságvári Endre út – Népház utca – Vértanúk tere – Tatai utca – Deák Ferenc utca/Gábor Áron utca – Baross Gábor út – Szent István út – Szent István úti forduló | |
| 5          | 2007. 05. 26. | 2012. 06. 30.      | Autóbuszállomás – Győri út – Fő tér – Köztársaság út – Összekötő út – Ságvári Endre út – Népház utca – Vértanúk tere – Tatai utca – Deák Ferenc utca/Gábor Áron utca – Baross Gábor út – Szent István út – Szent István úti forduló | 2009. 01. 01-től 2012. 06. 30-ig csak reggeltől késő délutánig közlekedett. |
| 5          | 2012. 07. 01. | 2017. 12. 31.      | Autóbusz-állomás – Győri út – Fő tér – Köztársaság út – Összekötő út – Omega Park – Ságvári Endre út – Népház utca – Vértanúk tere – Tatai utca – Deák Ferenc utca/Gábor Áron utca – Baross Gábor út – Szent István út – Szent István úti forduló | 2014-ben a Bányásznapi hétvégén munkanapi menetrenddel közlekedett. |
| 5          | 2018. 01. 01. | ma                 | Autóbusz-állomás – Jedlik Ányos utca – Mozdony út – Győri út – Köztársaság út – Összekötő út – Omega Park – Szent Borbála út – Népház utca – Vértanúk tere – Népház utca –Tatai út – Deák Ferenc utca/Gábor Áron utca – Baross Gábor út – Szabadság tér – Szent István út – Szent István úti forduló | |
| 5A         | 1991. 06. 05. | 1994. 08. 28.      | Újváros, autóbuszállomás – Győri út – Felszabadulás tér – Népköztársaság útja – Összekötő út – Ságvári Endre út – Tóth Bucsoki utca – Vértanúk tere – I. sz. Erőmű forduló | Csak munkanapokon a reggeli és délutáni csúcsidőben közlekedett. |
| 5A         | 2001. 05. 06. | 2003. 09. 30.      | Újváros autóbuszállomás – Győri út – Fő tér – Köztársaság út – Összekötő út – Ságvári Endre út – Népház utca – Vértanúk tere | Vasárnap és ünnepnapokon nem közlekedett. |
| 5P         | 2018. 01. 01. | 2020. 06. 14.      | Piac-tér – Győri út – Ond vezér utca – Jedlik Ányos utca – Autóbusz-állomás – Jedlik Ányos utca – Mozdony út – Győri út – Köztársaság út – Összekötő út – Omega Park – Szent Borbála út – Népház utca – Vértanúk tere – Népház utca –Tatai út – Deák Ferenc utca/Gábor Áron utca – Baross Gábor út – Szabadság tér – Szent István út – Szent István úti forduló | Keddtől szombatig munka- és szabadnapokon közlekedik reggeli és délelőtti időszakban. |
| 5P         | 2020. 06. 15. | ma                 | Autóbusz-állomás – Jedlik Ányos utca – Ond vezér utca – Győri út – Töhötöm vezér utca – Győri út – Szanatóriumi út – Győri út – Ond vezér utca – Jedlik Ányos utca – Autóbusz-állomás – Jedlik Ányos utca – Mozdony út – Győri út – Köztársaság út – Összekötő út – Omega Park – Szent Borbála út – Népház utca – Vértanúk tere – Népház utca –Tatai út – Deák Ferenc utca/Gábor Áron utca – Baross Gábor út – Szabadság tér – Szent István út – Szent István úti forduló | Munkanapokon egész nap, szabadnapokon csak délelőtt közlekedik, vasárnapokon és ünnepnapokon nem közlekedik. A járat a két Autóbusz-állomás közötti hurokban csak a következő megállóhelyeket érinti: Felsőgalla felé: Autóbusz-állomás – Töhötöm vezér utca – Szanatóriumi út – Győri út – Piac tér – Autóbusz-állomás – ...; Felsőgalla felől: ... – Autóbusz-állomás – Piac tér – Töhötöm vezér utca – Szanatóriumi út – Győri út – Autóbusz-állomás. |
| 5T         | 1986. 06. 01. | 1989. 05. 27.      | Budai út forduló – Budai út – Templom utca – Beloiannisz utca – Szabadság tér – Baross Gábor utca – Gábor Áron utca – Tatai utca – Aradi utca – Mátyás király utca – VOLÁN telep | Települő járat, ritkán, nem menetrend szerint közlekedett. |
| 6          | 1972. 09. 01. | ?                  | Felső vasútállomás – Széchenyi utca – Baross Gábor utca – Bányász körtér – Fő út – Semmelweis utca – Ságvári Endre út – Károlyi Mihály utca – Árpád utca – Síkvölgy utca – Síkvölgyi Szanatórium | Egyes járatok csak a Síkvölgyi elágazástól a Síkvölgyi Szanatóriumig, illetve vissza, az elágazásig közlekedtek. |
| 6          | ?             | 1985. 03. 03.      | Újváros, autóbuszállomás – Győri út – Erdész utca – Réti utca – Dózsa György út – Bajcsy-Zsilinszky utca – Kossuth Lajos utca – Síkvölgyi utca – Környebánya – Síkvölgy út – Hosszú sor – Bányász körtér – Fő utca – Semmelweis utca – Ságvári Endre út – Összekötő út – Népköztársaság útja – Ifjúmunkás út – Mártírok útja – Felszabadulás tér – Komáromi utca – Újváros, autóbuszállomás | Visszafelé 106-os számozással közlekedett. |
| 6          | 1986. 06. 01. | 1989. 12. 09.      | Újváros, autóbuszállomás – Komáromi utca – Felszabadulás tér – Mártírok útja – Ifjúmunkás út – Népköztársaság útja – Felszabadulás tér – Vasúti felüljáró – Erdész utca – Réti utca – Dózsa György út – Bajcsy-Zsilinszky utca – Kossuth Lajos utca – Síkvölgyi út – Környebánya – Síkvölgyi utca – Rugógyár | A legelső járatok mindkét irányban a Síkvölgyi iskola, a Síkvölgyi szanatórium, Környebánya és a Horgásztanya érintése nélkül közlekedtek. 1986. 06. 01-től 1988. 03. 31-ig a reggeli időszakban az egyik járat a Rugógyár helyett csak Környebánya megállóhelyről indult. |
| 6          | 1989. 12. 10. | 1991. 06. 04.      | Újváros, autóbuszállomás – Győri út – Vasúti felüljáró – Erdész utca – Réti utca – Dózsa György út – Bajcsy-Zsilinszky utca – Kossuth Lajos utca – Síkvölgyi út – Síkvölgy – Síkvölgyi út – Környebánya – Síkvölgyi utca – Rugógyár – Hosszú sor – Bányász körtér – Fő út – Semmelweis utca – Ságvári Endre út – Összekötő út – Sárberki lakótelep – Ifjúmunkás út – Mártírok útja – Felszabadulás tér – Komáromi utca – Újváros, autóbuszállomás | Visszafelé 16-os számozással közlekedett. Az első járat a Síkvölgyi iskola, a Síkvölgyi szanatórium, Környebánya és a Horgásztanya megállóhelyek érintése nélkül közlekedett. Reggel a második reggeli és este az utolsó járat a Komáromi utca – Felszabadulás tér – Mártírok útja – Ifjúmunkás út – Népköztársaság útja kerülővel kiegészítve csak a Rugógyárig közlekedett. |
| 6          | 1991. 06. 05. | 1994. 08. 28.      | Újváros, autóbuszállomás – Győri út – Vasúti felüljáró – Erdész utca – Réti utca – Dózsa György út – Bajcsy-Zsilinszky utca – Kossuth Lajos utca – Síkvölgyi út – Környebánya – Síkvölgyi utca – Rugógyár | Csak a reggeli és délutáni csúcsidőben közlekedett néhány járat. |
| 6          | 1994. 08. 29. | 2001. 05. 05.      | Újváros, autóbuszállomás – Győri út – Vasúti felüljáró – Erdész utca – Réti utca – Dózsa György út – Bajcsy-Zsilinszky utca – Kossuth Lajos utca – Síkvölgyi út – Síkvölgy – Síkvölgyi út – Környebánya – Síkvölgyi utca – Fő utca – Semmelweis utca – Ságvári Endre út – Összekötő út – Sárberki lakótelep – Ifjúmunkás út – Mártírok útja – Fő tér – Komáromi utca – Újváros, autóbuszállomás | Visszafelé 16-os számozással közlekedett. |
| 6          | 2001. 05. 06. | 2003. 09. 30.      | Újváros autóbuszállomás – Győri út – Vasúti felüljáró – Erdész utca – Réti utca – Dózsa György út – Bajcsy-Zsilinszky utca – Kossuth Lajos utca – Síkvölgyi út – Síkvölgy – Környebánya – Síkvölgyi utca – Rugógyár | Egyes járatok csak Környebányáig, illetve onnan közlekedtek. |
| 6          | 2003. 10. 01. | 2007. 05. 25.      | Újváros autóbuszállomás – Győri út – Vasúti felüljáró – Erdész utca – Réti utca – Dózsa György út – Bajcsy-Zsilinszky utca – Kossuth Lajos utca – Síkvölgyi út – Síkvölgy – Síkvölgyi út – Környebánya – Síkvölgyi utca – Hosszú sor – Fő út – Semmelweis utca – Ságvári Endre út – Összekötő út – Sárberki lakótelep – Ifjúmunkás út – Mártírok útja – Fő tér – Komáromi utca – Újváros autóbuszállomás | Visszafelé 16-os számozással közlekedett. Az utolsó esti járat bevárta az esti műszakváltást a Rugógyárnál. |
| 6          | 2007. 05. 26. | 2017. 12. 31.      | Autóbuszállomás – Győri út – Vasúti felüljáró – Erdész utca – Réti utca – Dózsa György út – Bajcsy-Zsilinszky utca – Kossuth Lajos utca – Síkvölgyi út – Síkvölgy – Síkvölgyi út – Környebánya – Síkvölgyi utca – Hosszú sor – Fő út – Semmelweis utca – Ságvári Endre út – Összekötő út – Sárberki lakótelep – Ifjúmunkás út – Mártírok útja – Fő tér – Komáromi utca – Álmos vezér út – Autóbuszállomás | Visszafelé 16-os számozással közlekedett. Az utolsó esti járat bevárta az esti műszakváltást a Rugógyárnál. 2017. 08. 14-től egyes járatok a Bányász körtér helyett a Vigadó út megállóhelyet érintették. |
| 6          | 2018. 01. 01. | ma                 | Autóbusz-állomás – Jedlik Ányos utca – Mozdony út – Győri út – Vasúti felüljáró – Dózsa György út – Bajcsy-Zsilinszky utca – Kossuth Lajos utca – Síkvölgyi út – Síkvölgy – Síkvölgyi út – Környebánya – Síkvölgyi út – Hosszú sor – Dr. Mohi Rezső utca – Semmelweis út – Szent Borbála út – Összekötő út – Köztársaság út – Ifjúság út – Mártírok útja – Komáromi utca – Álmos vezér utca – Mozdony út – Jedlik Ányos utca – Autóbusz-állomás | Visszafelé 16-os számozással közlekedik. Naponta néhány járat indul csak. |
| 6A         | 1991. 06. 05. | 1994. 08. 28.      | Újváros, autóbuszállomás – Győri út – Vasúti felüljáró – Erdész utca – Réti utca – Dózsa György út – Bajcsy-Zsilinszky utca – Kossuth Lajos utca – Síkvölgyi út – Környebánya forduló | Csak reggel és kora este közlekedett néhány járat. Ezen kívül hétvégeken délután egy-egy valamint április 1-től október 30-ig naponta délben egy-egy járatpár indult még. |
| 6S         | 2000. 06. 17. | 2001. 05. 05.      | Újváros autóbuszállomás – Győri út – Vasúti felüljáró – Erdész utca – Réti utca – Dózsa György út – Bajcsy-Zsilinszky utca – Kossuth Lajos utca – Síkvölgyi út – Síkvölgyi temető | Csak halottak napja időszakában közlekedett néhány járatpár. |
| 6S         | 2003. 12. 01. | 2007. 05. 25.      | Újváros autóbuszállomás – Győri út – Vasúti felüljáró – Erdész utca – Réti utca – Dózsa György út – Bajcsy-Zsilinszky utca – Kossuth Lajos utca – Síkvölgyi út – Síkvölgyi temető | Csak halottak napja időszakában közlekedett néhány járatpár. |
| 6S         | 2007. 11. 01. | 2017. 12. 30.      | Autóbuszállomás – Győri út – Vasúti felüljáró – Erdész utca – Réti utca – Dózsa György út – Bajcsy-Zsilinszky utca – Kossuth Lajos utca – Síkvölgyi út – Síkvölgyi temető | Csak halottak napja időszakában közlekedett néhány járatpár. |
| 6S         | 2018. 11. 01. | ma                 | Autóbusz-állomás – Jedlik Ányos utca – Mozdony út – Győri út – Vasúti felüljáró – Erdész utca – Réti utca – Dózsa György út – Bajcsy-Zsilinszky utca – Kossuth Lajos utca – Síkvölgyi út – Síkvölgyi temető | Csak halottak napja időszakában közlekedett néhány járatpár. |
| 6Y         | 1991. 06. 05. | 1994. 08. 28.      | Újváros, autóbuszállomás – Komáromi utca – Felszabadulás tér – Mártírok útja – Ifjúmunkás út – Népköztársaság útja – Felszabadulás tér – Vasúti felüljáró – Erdész utca – Réti utca – Dózsa György út – Bajcsy-Zsilinszky utca – Kossuth Lajos utca – Síkvölgyi út – Környebánya – Síkvölgyi utca – Rugógyár | Csak reggel, délben és este közlekedett néhány járat. 1994. 04. 21-től 1994. 08. 28-ig reggel egy-egy járat csak Környebányáig, illetve onnan közlekedett. |
| 6Y         | 2007. 05. 26. | 2017. 12. 30.      | Autóbuszállomás – Győri út – Vasúti felüljáró – Erdész utca – Réti utca – Dózsa György út – Bajcsy-Zsilinszky utca – Kossuth Lajos utca – Síkvölgyi út – Síkvölgy – Környebánya – Síkvölgyi utca – Hosszú sor – Fő út – Semmelweis utca – Ságvári Endre út – Összekötő út – Sárberki lakótelep – Ifjúmunkás út – Mártírok útja – Fő tér – Komáromi utca – Győri út – Autóbuszállomás | Visszafelé 16Y-os számozással közlekedett. Naponta csak két járatpár indult. |
| 7          | 1972. 09. 01. | ?                  | Újváros, végállomás – Komáromi utca – Felszabadulás tér – Népköztársaság útja – Március 15. utca – Táncsics Mihály utca – Csaba utca – Ady Endre utca – Mátyás király utca – Aradi utca – Tatai utca – Deák Ferenc utca / Gábor Áron utca – Baross Gábor utca – Hősök tere – Széchenyi utca – Felső vasútállomás | |
| 7          | ?             | 1986. 05. 31.      | Újváros, autóbuszállomás – Komáromi utca – Felszabadulás tér – Mártírok útja – Táncsics Mihály utca – Csaba utca – Ady Endre utca – Mátyás király utca – Aradi utca – Tatai utca – Deák Ferenc utca / Gábor Áron utca – – Baross Gábor utca – Hősök tere – Széchenyi utca – Gyár utca – Mésztelep végállomás | Éjszaka az utolsó forduló Újvárosból csak a Volán-telepig közlekedett. |
| 7          | 1986. 06. 01. | 1994. 08. 28.      | Kertváros végállomás – Néphadsereg utca – Élmunkás utca – Szőlődomb utca – Búzavirág utca – Dankó Pista utca – Kossuth Lajos utca – Árpád utca – Károlyi Mihály utca – Ságvári Endre utca – Semmelweis utca – Fő utca – Bányász körtér – Baross Gábor utca – Szabadság tér – Széchenyi utca – Tatabánya-felső vasútállomás | 1987. 04. 01-től 1989. 12. 09-ig a délelőtti járatok egy része Mésztelep ABC érintésével Mésztelep végállomásig, illetve onnan közlekedett. 1990. 02. 01-től 1991. 08. 04-ig csak munkanapokon reggeli és délutáni műszakváltáskor közlekedett. 1991. 02. 05-től 1994. 02. 28-ig munkanapokon kora reggeltől délutánig, szabadnapokon (szombaton) reggeltől csak kora délutánig közlekedett. Vasárnapokon és ünnepeken nem járt. |
| 7          | 1994. 08. 29. | 1994. 09. 30.      | Kertváros végállomás – Hadsereg utca – Szent György utca – Kertváros lakótelep forduló – Szent György utca – Hadsereg utca – Dankó Pista utca – Kossuth Lajos utca – Árpád utca – Károlyi Mihály utca – Ságvári Endre út – Semmelweis utca – Fő utca – Baross Gábor utca – Szabadság tér – Széchenyi utca – Felsőgalla vasútállomás | Délutánonként és kora este csak hétvégén közlekedett. |
| 7          | 1994. 10. 01. | 1996. 08. 31.      | Kertváros végállomás – Hadsereg utca – Szent György utca – Kertváros lakótelep forduló – Szent György utca – Gerecse utca – Lapatári utca – Dózsakerti összekötő út – Réti utca – Dózsa György utca – Bajcsy-Zsilinszky utca – Kossuth Lajos utca – Árpád utca – Károlyi Mihály utca – Ságvári Endre út – Semmelweis utca – Fő utca – Baross Gábor utca – Szabadság tér – Széchenyi utca – Felsőgalla vasútállomás | Délutánonként és kora este csak hétvégén közlekedett. |
| 7          | 1996. 09. 01. | 2001. 05. 05.      | Kertváros végállomás – Hadsereg utca – Szent György utca – Kertváros lakótelep forduló – Szent György utca – Gerecse utca – Lapatári utca – Dózsakerti összekötő út – Réti utca – Dózsa György utca – Bajcsy-Zsilinszky utca – Kossuth Lajos utca – Árpád utca – Károlyi Mihály utca – Ságvári Endre út – Semmelweis utca – Fő utca – Baross Gábor utca – Szabadság tér – Szent István út – Szent István úti forduló | 1997. 09. 01-től 1998. 08. 31-ig a csak tanítási napokon reggeli és délutáni csúcsidőben induló járatok egy alternatív útvonalon közlekedtek, mely a következő volt: Kertváros végállomás – Hadsereg utca – Szent György utca – Kertváros lakótelep forduló – Szent György utca – Hadsereg utca – Búzavirág utca – Dankó Pista utca – Kossuth Lajos utca – Árpád utca – Károlyi Mihály utca – Ságvári Endre út – Semmelweis utca – Fő utca – Baross Gábor utca – Szabadság tér – Széchenyi utca – Felsőgalla vasútállomás |
| 7          | 2001. 05. 06. | 2006. 07. 16.      | Ipari park – Búzavirág utca – Dankó Pista utca – Kossuth Lajos utca – Árpád utca – Károlyi Mihály utca – Ságvári Endre út – Semmelweis utca – Bányász körtér – Fő utca – Baross Gábor utca – Szabadság tér – Szent István út – Szent István úti forduló | Csak a reggeli és délutáni csúcsidőben és az esti műszakváltáskor közlekedtek. 2001. 05. 06-től 2001. 05. 31-ig egyes járatok csak a Bányász körtérig, illetve onnan közlekedtek. |
| 7          | 2006. 07. 17. | 2007. 05. 25.      | AGC – Névtelen út – Ipari park – Búzavirág utca – Dankó Pista utca – Kossuth Lajos utca – Árpád utca – Károlyi Mihály utca – Ságvári Endre út – Semmelweis utca – Fő utca – Baross Gábor utca – Szabadság tér – Szent István út – Szent István úti forduló | Csak műszakváltásokkor közlekedett egy-egy járatpár. |
| 7          | 2007. 05. 26. | 2008. 12. 31.      | Bányász körtér – Fő út – Semmelweis utca – Ságvári Endre út – Károlyi Mihály utca – Árpád utca – Kossuth Lajos utca – Búzavirág utca – Ipari park – Búzavirág utca – Szőlődomb utca – Szent György utca – Hadsereg utca – Kertváros végállomás | Visszafelé 27-es jelzéssel közlekedett. Csak munkanapokon műszakváltásokkor közlekedett. |
| 7          | 2009. 01. 01. | 2012. 06. 30.      | Szent István úti forduló – Szent István út – Szabadság tér – Baross Gábor út – Fő út – Semmelweis utca – Ságvári Endre út – Károlyi Mihály utca – Árpád utca – Kossuth Lajos utca – Búzavirág utca – Ipari park – AGC | Csak műszakváltásokkor közlekedett néhány járat. 2009. 12. 01-től 2011. 04. 31-ig munkanapokon reggelente egy járat meghosszabbítva, a BD Hungaryig járt. |
| 7          | 2012. 07. 01. | 2017. 12. 30.      | Szent István úti forduló – Szent István út – Szabadság tér – Baross Gábor út – Fő út – Semmelweis utca – Ságvári Endre út – Károlyi Mihály utca – Árpád utca – Kossuth Lajos utca – Búzavirág utca – Ipari park – Névtelen utca – AGC – BD Hungary | Csak műszakváltásokkor közlekedett néhány járat, melyek közül egyesek csak az AGC-ig jártak. |
| 7A         | 2007. 05. 26. | 2008. 12. 31.      | Bányász körtér – Fő út – Semmelweis utca – Ságvári Endre út – Károlyi Mihály utca – Árpád utca – Kossuth Lajos utca – Búzavirág utca – Névtelen út – AGC – Névtelen út – Búzavirág utca – Szőlődomb utca – Szent György utca – Hadsereg utca – Kertváros végállomás | Visszafelé 27A-s jelzéssel közlekedett. Csak műszakváltásokkor, néhány, csak munkanapon induló járat kivételével naponta közlekedett. |
| 7F         | 2007. 05. 26. | 2008. 12. 31.      | Szent István úti forduló – Szent István út – Szabadság tér – Baross Gábor út – Bányász körtér – Fő út – Semmelweis utca – Ságvári Endre út – Károlyi Mihály utca – Árpád utca – Kossuth Lajos utca – Búzavirág utca – Névtelen út – AGC – Névtelen út – Búzavirág utca – Szőlődomb utca – Szent György utca – Hadsereg utca – Kertváros végállomás | Visszafelé 27F-es jelzéssel közlekedett. Csak műszakváltásokkor közlekedett. |
| 7Y         | 2012. 07. 01. | 2017. 12. 30.      | Szent István úti forduló – Szent István út – Szabadság tér – Baross Gábor út – Bányász körtér – Fő út – Semmelweis utca – Ságvári Endre út – Károlyi Mihály utca – Árpád utca – Kossuth Lajos utca – Búzavirág utca – Névtelen út – BD Hungary Kft. – Névtelen út – Búzavirág utca – Szőlődomb utca – Szent György utca – Hadsereg utca – Kertváros végállomás | Csak ebben az irányban, munkanapokon reggelente közlekedett egy járat. |
| 8          | 1972. 09. 01. | ?                  | Felső vasútállomás – Széchenyi utca – Baross Gábor utca – Bányász körtér – Fő út – Rózsa utca – Bartók Béla utca – Rezeda utca – Síkvölgyi út – Síkvölgyi akna | |
| 8          | 1986. 06. 01. | 1989. 12. 09.      | Újváros, autóbuszállomás – Győri út – Vasúti felüljáró – Erdész utca – Réti utca – Dózsa György út – Bajcsy-Zsilinszky utca – Kossuth Lajos utca – Árpád utca – Károlyi Mihály utca – Ságvári Endre utca – Tóth Bucsoki utca – Vértanúk tere – Tatai út – Deák Ferenc utca / Gábor Áron utca – Baross Gábor utca – Szabadság tér – Széchenyi utca – Tatabánya-felső vasútállomás | Reggeli iskolakezdéskor egy járat indult Újvárosból, délután pedig egy Felsőgalláról. |
| 8          | 1990. 02. 01. | 1991. 06. 04.      | I. sz. Erőmű – Vértanúk tere – Tóth Bucsoki út – Ságvári Endre út – Összekötő út – Sárberki út – Ifjúmunkás út – Mártírok útja – Felszabadulás tér – Komáromi utca – Győri út – Vasúti felüljáró – Dózsa György út – II. Kórház – Dózsa György út – Réti utca – Erdész utca – Vasúti felüljáró – Győri út – Komáromi utca – Felszabadulás tér – Mártírok útja – Ifjúmunkás út – Sárberki út – Összekötő út – Ságvári Endre út – Tóth Bucsoki út – Vértanúk tere – I. sz. Erőmű | Csak munkanapokon reggeli és délutáni műszakváltáskor közlekedett. 1991. 06. 05-én átszámozták 8A-ra. |
| 8          | 1991. 06. 05. | 1992. 08. 31.      | Bányaforgalmi iroda – Fő út – Semmelweis utca – Ságvári Endre út – Összekötő út – Sárberki út – Ifjúmunkás út – Mártírok útja – Felszabadulás tér – Komáromi utca – Árpád vezér utca – Győri út – Vasúti felüljáró – Erdész utca – MEZŐKER – Erdész utca – Réti utca – Dózsa György út – Vasúti felüljáró – Győri út – Árpád vezér utca – Komáromi utca – Felszabadulás tér – Mártírok útja – Ifjúmunkás út – Sárberki út – Összekötő út – Ságvári Endre út – Semmelweis utca – Fő út – Bányaforgalmi iroda | |
| 8          | 1992. 09. 01. | 1994. 08. 28.      | Tatabánya-felső – Széchenyi utca – Szabadság tér – Baross Gábor utca – Fő út – Semmelweis utca – Ságvári Endre út – Összekötő út – Sárberki lakótelep – Ifjúmunkás út – Mártírok útja – Fő tér – Komáromi utca – Árpád vezér utca – Győri út – Vasúti felüljáró – Erdész utca – Dózsakert bejárati út – Erdész utca – Réti utca – Dózsa György út – Vasúti felüljáró – Győri út – Árpád vezér utca – Komáromi utca – Fő tér – Mártírok útja – Ifjúmunkás út – Sárberki lakótelep – Összekötő út – Ságvári Endre út – Semmelweis utca – Fő út – Baross Gábor utca – Szabadság tér – Széchenyi utca – Tatabánya-felső | |
| 8          | 1994. 08. 29. | 1994. 09. 30.      | Kertváros végállomás – Hadsereg utca – Szent György utca – Kertváros lakótelep forduló – Szent György utca – Hadsereg utca – Alkotmány utca – Lapatári utca – Dózsakerti összekötő út – Réti utca – Dózsa György út – Vasúti felüljáró – Győri út – Árpád vezér utca – Komáromi utca – Fő tér – Mártírok útja – Ifjúmunkás út – Sárberki lakótelep – Összekötő út – Ságvári Endre út – Semmelweis utca – Fő utca – Bányász körtér | Csak tanítási napokon a reggeli és délutáni csúcsidőben közlekedett. |
| 8          | 1994. 10. 01. | 2001. 05. 04.      | Kertváros végállomás – Hadsereg utca – Szent György utca – Kertváros lakótelep forduló – Szent György utca – Gerecse utca – Lapatári utca – Dózsakerti összekötő út – Réti utca – Dózsa György út – Vasúti felüljáró – Győri út – Árpád vezér utca – Komáromi utca – Fő tér – Mártírok útja – Ifjúmunkás út – Sárberki lakótelep – Összekötő út – Ságvári Endre út – Népház utca – Vértanúk tere | 1994. 10. 01-től 1996. 06. 14-ig csak tanítási napokon a reggeli és délutáni csúcsidőben közlekedett. 1997. 09. 01-től 1998. 08. 31-ig a csak tanítási napokon, 7:15-kor induló járat Dózsakert, Városgondnokságtól közlekedett a Vértanúk tere felé. |
| 8          | 2001. 05. 05. | 2001. 11. 04.      | Kertváros végállomás – Hadsereg utca – Szent György utca – Kertváros lakótelep forduló – Szent György utca – Hadsereg utca – Alkotmány utca – Lapatári utca – Dózsakerti összekötő út – Erdész utca – Vasúti felüljáró – Győri út – Árpád vezér utca – Komáromi utca – Fő tér – Mártírok útja – Ifjúmunkás út – Sárberki lakótelep – Összekötő út – Ságvári Endre út – Népház utca – Vértanúk tere – Aradi utca – Mátyás király utca – Ady Endre utca – Csaba utca – Táncsics Mihály utca – Vértanúk tere – Népház utca – Ságvári Endre út – Összekötő út – Sárberki lakótelep – Ifjúmunkás út – Mártírok útja – Fő tér – Komáromi utca – Árpád vezér utca – Győri út – Vasúti felüljáró – Erdész utca – Dózsakerti összekötő út – Lapatári utca – Alkotmány utca – Hadsereg utca – Szent György utca – Kertváros lakótelep forduló – Szent György utca – Hadsereg utca – Kertváros végállomás                                 | |
| 8          | 2001. 11. 05. | 2003. 09. 30.      | Kertváros végállomás – Hadsereg utca – Szent György utca – Kertváros lakótelep forduló – Szent György utca – Hadsereg utca – Alkotmány utca – Lapatári utca – Dózsakerti összekötő út – Réti utca – Dózsa György út – Vasúti felüljáró – Győri út – Árpád vezér utca – Komáromi utca – Fő tér – Mártírok útja – Ifjúmunkás út – Sárberki lakótelep – Összekötő út – Ságvári Endre út – Népház utca – Vértanúk tere – Aradi utca – Mátyás király utca – Ady Endre utca – Csaba utca – Táncsics Mihály utca – Vértanúk tere – Népház utca – Ságvári Endre út – Összekötő út – Sárberki lakótelep – Ifjúmunkás út – Mártírok útja – Fő tér – Komáromi utca – Árpád vezér utca – Győri út – Vasúti felüljáró – Dózsa György út – Réti utca – Dózsakerti összekötő út – Lapatári utca – Alkotmány utca – Hadsereg utca – Szent György utca – Kertváros lakótelep forduló – Szent György utca – Hadsereg utca – Kertváros végállomás | |
| 8          | 2003. 10. 01. | 2003. 11.30.       | Kertváros végállomás – Hadsereg utca – Szent György utca – Kertváros lakótelep forduló – Szent György utca – Hadsereg utca – Alkotmány utca – Lapatári utca – Dózsakerti összekötő út – Réti utca – Dózsa György út – Vasúti felüljáró – Győri út – Árpád vezér utca – Komáromi utca – Fő tér – Mártírok útja – Ifjúmunkás út – Sárberki lakótelep – Összekötő út – Ságvári Endre út – Semmelweis utca – Fő út – Baross Gábor út – Szabadság tér – Széchenyi utca – Felsőgalla vasútállomás | |
| 8          | 2003. 12. 01. | 2008. 12. 31.      | Kertváros végállomás – Hadsereg utca – Szent György utca – Kertváros lakótelep forduló – Szent György utca – Hadsereg utca – Alkotmány utca – Lapatári utca – Dózsakerti összekötő út – Réti utca – Dózsa György út – Vasúti felüljáró – Győri út – Árpád vezér utca – Komáromi utca – Fő tér – Mártírok útja – Ifjúmunkás út – Sárberki lakótelep – Összekötő út – Ságvári Endre út – Népház utca – Vértanúk tere – Aradi utca – Mátyás király utca – Ady Endre utca – Csaba utca – Táncsics Mihály utca – Vértanúk tere – Népház utca – Ságvári Endre út – Összekötő út – Sárberki lakótelep – Ifjúmunkás út – Mártírok útja – Fő tér – Komáromi utca – Árpád vezér utca – Győri út – Vasúti felüljáró – Dózsa György út – Réti utca – Dózsakerti összekötő út – Lapatári utca – Alkotmány utca – Hadsereg utca – Szent György utca – Kertváros lakótelep forduló – Szent György utca – Hadsereg utca – Kertváros végállomás | |
| 8          | 2009. 01. 01. | 2012. 06. 30.      | Kertváros végállomás – Hadsereg utca – Szent György utca – Kertváros lakótelep forduló – Szent György utca – Hadsereg utca – Alkotmány utca – Lapatári utca – Dózsakerti összekötő út – Réti utca – Dózsa György út – Vasúti felüljáró – Győri út – Komáromi utca – Fő tér – Mártírok útja – Ifjúmunkás út – Sárberki lakótelep – Összekötő út – Ságvári Endre út – Népház utca – Vértanúk tere – Aradi utca – Mátyás király utca – Ady Endre utca – Csaba utca – Táncsics Mihály utca – Vértanúk tere – Népház utca – Ságvári Endre út – Összekötő út – Sárberki lakótelep – Ifjúmunkás út – Mártírok útja – Fő tér – Komáromi utca – Töhötöm vezér utca – Győri út – Vasúti felüljáró – Dózsa György út – Réti utca – Dózsakerti összekötő út – Lapatári utca – Alkotmány utca – Hadsereg utca – Szent György utca – Kertváros lakótelep forduló – Szent György utca – Hadsereg utca – Kertváros végállomás                  | Átszámozva 8Y-osról. |
| 8          | 2018. 01. 01. | ma                 | Kertváros végállomás – Hadsereg utca – Alkotmány utca – Lapatári utca – Dózsakerti összekötő út – Réti utca – Dózsa György út – Vasúti felüljáró – Köztársaság út – Bláthy Ottó utca – Ady Endre utca – Mátyás király utca – Aradi utca – Tatai út – Népház utca – Vértanúk tere – Népház utca – Semmelweis út – Dr. Mohi Rezső utca – Bányász körtér | |
| 8A         | 1991. 06. 05  | 1992. 08. 31.      | I. sz. Erőmű – Vértanúk tere – Tóth Bucsoki út – Ságvári Endre út – Összekötő út – Sárberki út – Ifjúmunkás út – Mártírok útja – Felszabadulás tér – Komáromi utca – Árpád vezér utca – Győri út – Vasúti felüljáró – Erdész utca – MEZŐKER – Erdész utca – Réti utca – Dózsa György út – Vasúti felüljáró – Győri út – Árpád vezér utca – Komáromi utca – Felszabadulás tér – Mártírok útja – Ifjúmunkás út – Sárberki út – Összekötő út – Ságvári Endre út – Tóth Bucsoki út – Vértanúk tere – I. sz. Erőmű | Átszámozva 8-asról. Csak munkanapokon reggeli műszakváltáskor és délutáni csúcsidőszakban közlekedett. |
| 8A         | 1992. 09. 01. | 1994. 08. 28.      | VOLÁN-telep – Ady Endre utca – Mátyás király utca – Aradi utca – Vértanúk tere – Népház út – Ságvári Endre út – Összekötő út – Sárberki lakótelep – Ifjúmunkás út – Mártírok útja – Fő tér – Komáromi utca – Árpád vezér utca – Győri út – Vasúti felüljáró – Erdész utca – Dózsakert bejárati út – Erdész utca – Réti utca – Dózsa György út – Vasúti felüljáró – Győri út – Árpád vezér utca – Komáromi utca – Fő tér – Mártírok útja – Ifjúmunkás út – Sárberki lakótelep – Összekötő út – Ságvári Endre út – Népház út – Vértanúk tere – Táncsics Mihály út – Csaba utca – VOLÁN-telep | Csak munkanapokon reggeli műszakváltáskor és délutáni csúcsidőszakban közlekedett. |
| 8A         | 2009. 02. 01. | 2012. 06. 30.      | Sportpálya – Ságvári Endre út – Összekötő út – Sárberki lakótelep – Ifjúmunkás út – Mártírok útja – Fő tér – Komáromi utca – Győri út – Autóbuszállomás | Csak ebben az irányban, iskolai előadási napokon közlekedett reggelente egy járat. |
| 8F         | 2009. 01. 01. | 2009. 01. 31.      | Kertváros végállomás – Hadsereg utca – Szent György utca – Kertváros lakótelep forduló – Szent György utca – Hadsereg utca – Alkotmány utca – Lapatári utca – Dózsakerti összekötő út – Réti utca – Dózsa György út – Vasúti felüljáró – Győri út – Komáromi utca – Fő tér – Mártírok útja – Ifjúmunkás út – Sárberki lakótelep – Összekötő út – Ságvári Endre út – Népház utca – Vértanúk tere – Tatai út – Deák Ferenc utca / Gábor Áron utca – Baross Gábor út – Szabadság tér – Széchenyi utca – Felsőgalla vasútállomás | Csak iskolai előadási napokon közlekedett reggel és kora délután egy-egy járatpár. |
| 8F         | 2009. 02. 01. | 2012. 06. 30.      | Kertváros végállomás – Hadsereg utca – Szent György utca – Kertváros lakótelep forduló – Szent György utca – Hadsereg utca – Alkotmány utca – Lapatári utca – Dózsakerti összekötő út – Réti utca – Dózsa György út – Vasúti felüljáró – Győri út – Komáromi utca – Fő tér – Mártírok útja – Ifjúmunkás út – Sárberki lakótelep – Összekötő út – Ságvári Endre út – Népház utca – Vértanúk tere – Tatai út – Deák Ferenc utca – Baross Gábor út – Szabadság tér – Széchenyi utca – Felsőgalla vasútállomás | Csak ebben az irányban, iskolai előadási napokon közlekedett reggelente egy járat. 2011-ben halottak napja környékén délutánonként mindkét irányban közlekedett. |
| 8L         | 2018. 07. 01. | ma                 | Kertváros végállomás – Hadsereg utca – Szent György utca – Kertváros lakótelep, forduló – Szent György utca – Hadsereg utca – Alkotmány utca – Lapatári utca – Dózsakerti összekötő út – Réti utca – Dózsa György út – Vasúti felüljáró – Köztársaság út – Bláthy Ottó utca – Ady Endre utca – Mátyás király utca – Aradi utca – Tatai út – Népház utca – Vértanúk tere – Népház utca – Semmelweis út – Dr. Mohi Rezső utca – Bányász körtér | Csak munkanapokon közlekedik, kertvárosból reggel, az Óvárosból délután indul néhány járat. |
| 8S         | 2018. 07. 01. | ma                 | Kertváros végállomás – Hadsereg utca – Alkotmány utca – Lapatári utca – Dózsakerti összekötő út – Réti utca – Dózsa György út – Vasúti felüljáró – Köztársaság út – Sárberki lakótelep – Bláthy Ottó utca – Ady Endre utca – Mátyás király utca – Aradi utca – Tatai út – Népház utca – Vértanúk tere – Népház utca – Semmelweis út – Dr. Mohi Rezső utca – Bányász körtér | Csak munkanapokon, kora délelőtt közlekedik néhány járat. |
| 8Y         | 1972. 09. 01. | ?                  | Felső vasútállomás – Széchenyi utca – Baross Gábor utca – Bányász körtér – Fő út – Rózsa utca – Bartók Béla utca – Rezeda utca – Síkvölgyi út – Környebánya | |
| 8Y         | 2007. 05. 26  | 2008. 12. 31.      | Kertváros végállomás – Hadsereg utca – Szent György utca – Kertváros lakótelep forduló – Szent György utca – Hadsereg utca – Alkotmány utca – Lapatári utca – Dózsakerti összekötő út – Réti utca – Dózsa György út – Vasúti felüljáró – Győri út – Komáromi utca – Fő tér – Mártírok útja – Ifjúmunkás út – Sárberki lakótelep – Összekötő út – Ságvári Endre út – Népház utca – Vértanúk tere – Aradi utca – Mátyás király utca – Ady Endre utca – Csaba utca – Táncsics Mihály utca – Vértanúk tere – Népház utca – Ságvári Endre út – Összekötő út – Sárberki lakótelep – Ifjúmunkás út – Mártírok útja – Fő tér – Komáromi utca – Győri út – Vasúti felüljáró – Dózsa György út – Réti utca – Dózsakerti összekötő út – Lapatári utca – Alkotmány utca – Hadsereg utca – Szent György utca – Kertváros lakótelep forduló – Szent György utca – Hadsereg utca – Kertváros végállomás                                       | Csak a délelőtti időszakban közlekedett. |
| 9          | 1972. 09. 01. | ?                  | Lehel utca – Ady Endre utca – Mátyás király utca – Aradi utca – Vértanúk tere – Tóth Bucsoki utca – Semmelweis utca – Rózsa utca – Bartók Béla utca – Rezeda utca – Síkvölgyi út – Síkvölgyi szanatórium | Csak munkanapokon műszakváltáskor közlekedett. |
| 9          | 1985. 03. 04. | 1986. 05. 31.      | Kertváros végállomás – Néphadsereg út – Dankó utca – Dózsa György út – II. sz. Kórház – Dózsa György út – Erdész utca – Réti utca – Dózsa György út – Dankó utca – Néphadsereg út – Kertváros végállomás | |
| 9          | 1986. 06. 01. | 1989. 12. 09.      | Újváros, autóbuszállomás – Győri út – Álmos vezér út – Fő tér – Népköztársaság útja – Vasúti felüljáró – Dózsa György út – Dankó Pista utca – Néphadsereg utca – Élmunkás útca – Néphadsereg utca – Kertváros végállomás | |
| 9          | 1989. 12. 10. | 1990. 01. 31.      | Kertváros végállomás – Néphadsereg út – Élmunkás út – Kertvárosi lakótelep forduló – Élmunkás út – Néphadsereg út – Kertvárosi összekötő út – Győri út – Álmos vezér utca – Felszabadulás tér – Mártírok útja – Táncsics Mihály út – Csaba utca – VOLÁN telep – Ady Endre utca – Mátyás király utca – Aradi utca – Táncsics Mihály utca – Mártírok útja – Felszabadulás tér – Álmos vezér utca – Győri út – Kertvárosi összekötő út – Néphadsereg út – Élmunkás út – Kertvárosi lakótelep forduló – Élmunkás út – Néphadsereg út – Kertváros végállomás | |
| 9          | 1990. 02. 01. | 1991. 06. 04.      | Kertváros végállomás – Néphadsereg út – Élmunkás út – Kertvárosi lakótelep forduló – Élmunkás út – Néphadsereg út – Kertvárosi összekötő út – Újvárosi autóbusz állomás – Győri út – Álmos vezér utca – Felszabadulás tér – Népköztársaság út – Március 15. utca – Táncsics Mihály út – Aradi utca – Mátyás király utca – Ady Endre utca – VOLÁN – Csaba utca – Táncsics Mihály utca – Március 15. utca – Népköztársaság út – Felszabadulás tér – Álmos vezér utca – Győri út – Újvárosi autóbusz állomás – Kertvárosi összekötő út – Néphadsereg út – Élmunkás út – Kertvárosi lakótelep forduló – Élmunkás út – Néphadsereg út – Kertváros végállomás | Munkanapokon a reggeli műszakváltáskor és a délutáni csúcsidőben a járatok a Kóta János utca – 100-as főút – Cementgyári út bővítéssel a Gallakarbon megállóhely érintésével közlekedtek. Ebből egy járat reggelente csak a Gallakarbonig közlekedett. |
| 9          | 1991. 06. 05. | 1994. 08. 28.      | Újváros, autóbuszállomás – Komáromi utca – Álmos vezér utca – Győri út – Vasúti felüljáró – Erdész utca – Kertvárosi összekötő út – Alkotmány utca – Néphadsereg út – Élmunkás utca – Groznij lakótelep forduló – Élmunkás utca – Néphadsereg út – Kertváros végállomás | |
| 9          | 1994. 08. 29. | 1994. 09. 30.      | Újváros, autóbuszállomás – Győri út – Vasúti felüljáró – Dózsa György út – Dankó Pista utca – Hadsereg utca – Szent György utca – Kertváros lakótelep forduló – Szent György utca – Hadsereg utca – Kertváros végállomás | |
| 9          | 1994. 10. 01. | 2017. 12. 31.      | Újváros autóbuszállomás – Győri út – Vasúti felüljáró – Erdész utca – Réti utca – Dózsa György út – Dankó Pista utca – Búzavirág utca – Szőlődomb utca – Szent György utca – Hadsereg utca – Kertváros végállomás | 1999. 09. 01-től 2007. 05. 25-ig egyes jártok műszakváltásokkor Szentgyörgypuszta Ipartelepek betéréssel közlekedtek. 2007. 05. 26-tól 2008. 12. 31-ig szombatonként a délelőtti időszakban nem közlekedett. 2009. 01. 01-től csak reggeltől késő délutánig közlekedett. 2012. 07. 01-től ismét egész nap közlekedett. 2014-ben a Bányásznapi hétvégén munkanapi menetrenddel közlekedett. |
| 9          | 2018. 01. 01. | ma                 | Kertváros végállomás – Hadsereg utca – Szent György utca – Szőlődomb utca – Búzavirág utca – Dankó Pista utca – Dózsa György út – Vasúti felüljáró – Győri út – Álmos vezér utca – Komáromi utca – Mártírok útja – Ifjúság út – Sárberki lakótelep – Bláthy Ottó utca – Ady Endre utca – Mátyás király utca – Aradi utca – Cementgyári út – Tarjáni út – 1. sz. főút – Térmester utca – Gyár utca – Széchenyi utca – Szent István út – Szent István úti forduló | |
| 9A         | 1991. 06. 05. | 1994. 08. 28.      | Újváros, autóbuszállomás – Komáromi utca – Álmos vezér utca – Győri út – Vasúti felüljáró – Erdész utca – Kertvárosi összekötő út – Alkotmány utca – Néphadsereg út – Élmunkás utca – Groznij lakótelep forduló | Csak munkanapokon a reggeli és délutáni csúcsidőszakban közlekedett. |
| 9A         | 2000. 08.17.  | 2001. 05. 05.      | Újváros autóbuszállomás – Győri út – Vasúti felüljáró – Erdész utca – Réti utca – Dózsa György út – Dankó Pista utca – Búzavirág utca – Szentgyörgypusztai Iparterület – Búzavirág utca – Szőlődomb utca – Szent György utca – Hadsereg utca – Kertváros végállomás | Csak a reggeli, délutáni és esti csúcsidőben közlekedett. |
| 9D         | 2018. 07. 01. | ma                 | Kertváros végállomás – Hadsereg utca – Szent György utca – Szőlődomb utca – Búzavirág utca – Dankó Pista utca – Réti utca – Erdész utca – Vasúti felüljáró – Győri út – Álmos vezér utca – Komáromi utca – Mártírok útja – Ifjúság út – Sárberki lakótelep – Bláthy Ottó utca – Ady Endre utca – Mátyás király utca – Aradi utca – Cementgyári út – Tarjáni út – 1. sz. főút – Térmester utca – Gyár utca – Széchenyi utca – Szent István út – Szent István úti forduló | Csak munkanapokon közlekedik, kora hajnalban Felsőgalláról és kora délután Kertvárosból indul egy-egy járat. |
| 9P         | 2007. 05. 26. | 2012. 06. 30.      | Autóbuszállomás – Győri út – Rákóczi Ferenc út – Dózsakerti összekötő út – Erdész utca – Réti utca – Dózsa György út – Dankó Pista utca – Búzavirág utca – Szőlődomb utca – Szent György utca – Hadsereg utca – Kertváros végállomás | Csak szombat délelőttönként közlekedett. Halottak napja környékén sűrűbben közlekedett. |
| 9T         | 1986. 06. 01. | 1989. 05. 27.      | Kertváros végállomás – Néphadsereg utca – Dankó Pista utca – Dózsa György út – Vasúti felüljáró – Népköztársaság útja – Március 15. utca – Táncsics Mihály utca – Csaba utca – VOLÁN telep | Települő járat, ritkán, nem menetrend szerint közlekedett. |
| 10         | 1972. 09. 01. | ?                  | Újváros, végállomás – Komáromi utca – Álmos vezér utca – Győri út – Dózsa György út – Gellért tér – Környei út – II. sz. Erőmű vasúti átjáró | Csak munkanapokon műszakváltáskor közlekedett. |
| 10         | ?             | 1985. 03. 03.      | Újváros, autóbuszállomás – Győri út – Erdész utca – Réti utca – Dózsa György út – Gellért tér – Dankó utca – Környei út – Környei út forduló | |
| 10         | 1985. 13. 04. | 1986. 05. 31.      | II. sz. Erőmű forduló – Környei út – Dankó utca – Dózsa György út – II. sz. Kórház – Dózsa György út – Erdész utca – Réti utca – Dózsa György út – Dankó utca – Környei út – II. sz. Erőmű forduló | |
| 10         | 1986. 06. 01. | 1994. 08. 28.      | Újváros, autóbuszállomás – Győri út – Népköztársaság útja – Összekötő út – Ságvári Endre út – Tóth Bucsoki utca – Vértanúk tere – Táncsics Mihály utca – Mártírok útja – Felszabadulás tér – Komáromi utca – Újváros, autóbuszállomás | Visszafelé 20-as jelzéssel közlekedett. Csak munkanapokon, iskolakezdéskor és délutáni csúcsidőben közlekedett. 1986. 06. 01-től 1989. 05. 27-ig Újvároson és Óvároson kívül gyorsjáratként közlekedett, nem érintette a Károlyi Mihály út, a Ságvári iskola, a KIMÉV, az AFIT és a József Attila Műveldési Ház megállókat. 1989. 05. 28-től 1991. 06. 04-ig csak munkanapokon, iskolakezdéskor és délutáni csúcsidőben közlekedett, immár nem gyorsjáratként. |
| 10         | 1994. 08. 29. | 1995. 05. 14.      | Újváros, autóbuszállomás – Győri út – Fő tér – Köztársaság út – Összekötő út – Bláthy Ottó utca – Ady Endre utca – Mátyás király utca – Aradi utca – Táncsics Mihály utca – Vértanúk tere – Népház utca – Fő utca – Bányász körtér | |
| 10         | 1995. 05. 15. | 2001. 05. 05.      | Újváros autóbuszállomás – Rákóczi út – Erdész utca – Vasúti felüljáró – Fő tér – Köztársaság út – Összekötő út – Bláthy Ottó utca – Ady Endre utca – Mátyás király utca – Aradi utca – Táncsics Mihály utca – Vértanúk tere – Népház utca – Fő utca – Bányász körtér | Munkanapokon csak csúcsidőben, hétvégeken és ünnepnapokon egész nap közlekedett. |
| 10         | 2003. 10. 01. | 2007. 05. 25.      | Újváros autóbuszállomás – Győri út – Fő tér – Köztársaság út – Összekötő út – Ságvári Endre út – Népház utca – Vértanúk tere – Táncsics Mihály utca – Mártírok útja – Fő tér – Komáromi utca – Újváros autóbuszállomás | Visszafelé 20-as jelzéssel közlekedett. |
| 10         | 2007. 05. 26. | 2008. 12. 31.      | Autóbuszállomás – Győri út – Fő tér – Köztársaság út – Összekötő út – Ságvári Endre út – Semmelweis utca – Fő út – Bányász körtér – Fő út – Semmelweis utca – Népház utca – Vértanúk tere – Táncsics Mihály utca – Mártírok útja – Fő tér – Komáromi utca – Győri út – Autóbuszállomás | Visszafelé 20-as jelzéssel közlekedett. Csak munkanapokon reggeltől délutánig, illetve szombat délelőttönként közlekedett. |
| 10         | 2018. 01. 01. | ma                 | Omega Park – Szent Borbála út – Népház utca – Vértanúk tere – Népház utca – Tatai út – Eszterházy József utca – Táncsics Mihály út – Mártírok útja – Komáromi utca – Álmos vezér utca – Mozdony út – Jedlik Ányos utca – Autóbuszállomás – Jedlik Ányos utca – Győri út – Töhötöm vezér utca – Győri út – Rákóczi Ferenc út – Lapatári út – Gerecse utca – Hadsereg utca – Alkotmány utca – Petőfi Sándor utca – Szent György utca – Kertváros lakótelep, forduló | |
| 10A        | 2007. 05. 26. | 2008. 12. 31.      | Autóbuszállomás – Győri út – Fő tér – Köztársaság út – Összekötő út – Ságvári Endre út – Népház utca – Vértanúk tere – Táncsics Mihály utca – Mártírok útja – Fő tér – Álmos vezér út – Autóbuszállomás | Visszafelé 20A-s jelzéssel közlekedett. Csak munkanapokon reggeltől délutánig, illetve szombat délelőttönként közlekedett. |
| 10K        | 1986. 06. 01. | 1989. 05. 27.      | Újváros, autóbuszállomás – Győri út – Népköztársaság útja – Összekötő út – Ságvári Endre út – Sportpálya vagy Újváros, autóbuszállomás – Győri út – Népköztársaság útja – Összekötő út – Ságvári Endre út – Tóth Bucsoki utca – Népház illetve Sportpálya – Ságvári Endre út – Tóth Bucsoki utca – Vértanúk tere – Táncsics Mihály utca – Mártírok útja – Felszabadulás tér – Komáromi utca – Újváros, autóbuszállomás vagy Népház – Tóth Bucsoki utca – Vértanúk tere – Táncsics Mihály utca – Mártírok útja – Felszabadulás tér – Komáromi utca – Újváros, autóbuszállomás | Időszakos járat, színházi és sportrendezvények előtt, illetve után közlekedett csak a Sportpálya vagy Népház megállókig, illetve onnan indulva. |
| 11         | 1972. 09. 01. | ?                  | Kertváros, tömbházak – Néphadsereg utca – Dankó utca – Gellért tér – Dózsa György út – Győri út – Álmos vezér utca – Komáromi utca – Győri út – Szanatóriumi út – Újvárosi Szanatórium | |
| 11         | ?             | 1986. 05. 31.      | Újváros, autóbuszállomás – Győri út – Szanatóriumi út – Újvárosi Szanatórium | |
| 11         | 1986. 06. 01. | 2007. 05. 25.      | Újváros, autóbuszállomás – Győri út – Határ utca – Szanatóriumi út – Újvárosi Szanatórium | |
| 11         | 2007. 05. 26. | 2012. 06. 30.      | Autóbuszállomás – Győri út – Határ utca – Szanatóriumi út – Újvárosi Szanatórium | |
| 11         | 2012. 07. 01. | 2016. 01. 31.      | Omega Park – Összekötő út – Köztársaság útja – Fő tér – Vasúti felüljáró – Dózsa György út – Réti utca – Erdész utca – Vasúti felüljáró – Győri út – Autóbuszállomás – Győri út – Szanatóriumi út – Újvárosi Szanatórium | 2014-ben a Bányásznapi hétvégén munkanapi menetrenddel közlekedett. |
| 11         | 2016. 02. 01. | 2017. 12. 31.      | Omega Park – Összekötő út – Köztársaság útja – Fő tér – Vasúti felüljáró – Dózsa György út – Réti utca – Erdész utca – Vasúti felüljáró – Győri út – Autóbuszállomás – Győri út – Szanatóriumi út | |
| 11         | 2018. 01. 01. | ma                 | Autóbusz-állomás – Jedlik Ányos utca – Ond vezér utca – Győri út – Töhötöm vezér utca – Győri út – Rákóczi Ferenc út – Dózsakerti összekötő út – Erdész utca – Dózsa György út – Bajcsy-Zsilinszky utca – Kossuth Lajos utca – Árpád utca – Károlyi Mihály utca – Omega Park – Szent Borbála út – Semmelweis út – Dr. Mohi Rezső utca – Bányász körtér | |
| 11A        | 1972. 09. 01. | ?                  | Kertváros, tömbházak – Néphadsereg utca – Dankó utca – Gellért tér – Dózsa György út – Győri út – Álmos vezér utca – Komáromi utca – Újváros, végállomás | Csak munkanapokon műszakváltáskor közlekedett. |
| 12         | 1972. 09. 01. | ?                  | Újváros, végállomás – Komáromi utca – Álmos vezér utca – Győri út – Dózsa György út – Bajcsy Zsilinszky utca – Kossuth Lajos utca – Síkvölgyi út – Síkvölgyi Szanatórium | Csak kora délután közlekedett, mindkét irányban egy-egy járattal. |
| 12         | 1986. 06. 01. | 1989. 05. 27.      | Tatabánya-felső vasútállomás – Széchenyi utca – Szabadság tér – Baross Gábor utca – Gábor Áron utca / Deák Ferenc utca – Tatai út – Vértanúk tere – Tóth Bucsoki utca – Ságvári Endre út – Károlyi Mihály utca – Árpád utca – Kossuth Lajos utca – Dankó Pista utca – Környei út – II. sz. Erőmű forduló | Csak munkanapokon, műszakváltásokkor közlekedett néhány járat. |
| 12         | 1989. 05. 28. | 1991. 06. 04.      | I. sz. Erőmű – Vértanúk tere – Tóth Bucsoki utca – Ságvári Endre út – Károlyi Mihály utca – Árpád utca – Kossuth Lajos utca – Dankó Pista utca – Környei út – II. sz. Erőmű forduló | Csak munkanapokon közlekedett, 1989. 05. 28. 1989. 12. 09. között reggeltől kora estig, majd 1989. 12. 10. és 1991. 06. 04. között a reggeli műszakváltáskor és iskolakezdéskor, valamint a délutáni csúcsidőben. |
| 12         | 2001. 05. 06. | 2001. 11. 04.      | Újváros autóbuszállomás – Győri út – Vasúti felüljáró – Dózsa György út – Réti utca – Dózsakerti összekötő út – Lapatári utca – Hadsereg utca – Szent György utca – Szőlődomb utca – Búzavirág út – Ipari park | Csak a reggeli és délutáni csúcsidőben és az esti műszakváltáskor közlekedett. |
| 12         | 2001. 11. 05. | 2003. 09. 30.      | Újváros autóbuszállomás – Győri út – Vasúti felüljáró – Dózsa György út – Réti utca – Dózsakerti összekötő út – Lapatári utca – Hadsereg utca – Kertváros végállomás – Hadsereg utca – Szent György utca – Szőlődomb utca – Búzavirág út – Ipari park | Csak a reggeli és délutáni csúcsidőben és az esti műszakváltáskor közlekedett néhány járat. |
| 12         | 2003. 10. 01. | 2007. 05. 25.      | Újváros autóbuszállomás – Komáromi utca – Fő tér – Ifjúmunkás út – Sárberki lakótelep – Összekötő út – Károlyi Mihály utca – Árpád utca – Kossuth Lajos utca – Dankó Pista utca – Környei út – Környei úti forduló | |
| 12         | 2007. 05. 26. | 2007. 09. 30.      | Autóbuszállomás – Jedlik Ányos utca – Győri út – Komáromi utca – Fő tér – Mártírok útja – Ifjúmunkás út – Sárberki lakótelep – Összekötő út – Károlyi Mihály út – Árpád utca – Kossuth Lajus utca – Dankó Pista utca – Környei út – Környei úti forduló – Környei út – Dankó Pista utca – Dózsa György út – Réti utca – Erdész utca – Vasúti felüljáró – Győri út – Autóbuszállomás (körjárat) | Csak ebben az irányban, visszafelé 2-es számozással közlekedett. |
| 12         | 2007. 10. 01. | 2008. 12. 31.      | Autóbuszállomás – Győri út – Rákóczi Ferenc út – Dózsakerti összekötő út – Réti utca – Dózsa György út – Dankó Pista utca – Környei út – Környei úti forduló – Környei út – Dankó Pista utca – Kossuth Lajos utca – Árpád utca – Károlyi Mihály út – Összekötő út – Sárberki lakótelep – Ifjúmunkás út – Mártírok útja – Fő tér – Komáromi utca – Győri út – Jedlik Ányos utca – Autóbuszállomás (körjárat) | Csak ebben az irányban, visszafelé 2-es számozással közlekedett. |
| 12         | 2016. 09. 01. | 2017. 12. 31.      | Omega Park – Összekötő út – Bláthy Ottó utca – Ady Endre utca – Arany János utca – Aradi utca – Kormos út – Táncsics Mihály út – Március 15. út – Köztársaság út – Ifjúmunkás út – Mártírok útja – Fő tér – Komáromi utca – Töhötöm vezér utca – Győri út – Rákóczi Ferenc út – Lapatári utca – Gerecse utca – Hadsereg utca – Kertváros végállomás – Hadsereg utca – Szent György utca – Szőlődomb utca – Búzavirág utca – Ipari Park – Orgonás út – Üveggyár utca – Kőhíd út – Bridgestone | Naponta három járatpár közlekedett a műszakváltásokkor. Útvonalán nem érintette a Tesco, Szent György utca, SUOFTEC, Coloplast, Samsung, valamint a haladási iránynak megfelelően a Gerecse utca, Bányász Művelődési Ház, Kölcsey Ferenc utca (a Bridgestone felé a jobb oldalon, az Omega Park felé a bal oldalon) megállóhelyeket. 2017. 04. 01-től a járatok nem érintették az AGC Üveggyár megállóhelyet sem, viszont a délután során egy-egy plusz járatpár közlekedett, némelyik járat pedig csak munkanapokon indult. |
| 13         | 1972. 09. 01. | ?                  | Újváros, végállomás – Komáromi utca – Felszabadulás tér – Népköztársaság útja – Győri út – Dózsa György út – Gellért tér – Búzavirág út – II. Erőműi Ipartelepek | Csak munkanapokon műszakváltáskor és csúcsidőben közlekedett. |
| 13         | ?             | 1985. 03. 03.      | Újváros, autóbuszállomás – Komáromi utca – Felszabadulás tér – Mártírok útja – Ifjúmunkás út – Népköztársaság útja – Felszabadulás tér – Dózsa György út – Gellért tér – Dankó Pista utca – Búzavirág út – Ipartelepek | Csak munkanapokon műszakváltásokkor közlekedett. |
| 13         | 1985. 03. 04. | 1986. 05. 31.      | Újváros, autóbuszállomás – Komáromi utca – Felszabadulás tér – Mártírok útja – Ifjúmunkás út – Népköztársaság útja – Összekötő út – Károlyi Mihály utca – Árpád utca – Gellért tér – Dankó utca – Búzavirág út – Ipartelepek | Csak munkanapokon műszakváltásokkor közlekedett. Sárberek bejárati út és Kertvárosi elágazás nevű megállóhelyek között nem állt meg, gyorsjáratként közlekedett. |
| 13         | 1986. 06. 01. | 1989. 12. 09.      | Újváros, autóbuszállomás – Komáromi utca – Felszabadulás tér – Mártírok útja – Ifjúmunkás út – Népköztársaság útja – Vasúti felüljáró – Dózsa György út – Dankó Pista utca – Búzavirág út – Szőlődomb utca – Élmunkás utca – Néphadsereg utca – Kertváros végállomás | |
| 13         | 1989. 12. 10. | 1990. 01. 31.      | Újváros, autóbuszállomás – Komáromi utca – Felszabadulás tér – Mártírok útja – Ifjúmunkás út – Összekötő út – Sárberek – Népköztársaság útja – Felszabadulás tér – Vasúti felüljáró – Dózsa György út – Dankó Pista utca – Búzavirág út – KOMÉP telep | Csak munkanapokon műszakváltásokkor közlekedett. |
| 13         | 1990. 02. 01. | 1994. 08. 28.      | Újváros, autóbuszállomás – Komáromi utca – Felszabadulás tér – Mártírok útja – Ifjúmunkás út – Népköztársaság útja – Felszabadulás tér – Vasúti felüljáró – Dózsa György út – Dankó Pista utca – Búzavirág út – Szőlődomb utca – Élmunkás utca – Néphadsereg út – Kertváros végállomás | 1990. 02. 01-től 1991. 06. 04-ig munkanapokon reggeli és esti műszakváltáskor Sárberek betéréssel közlekedett néhány járat. 1991. 06. 05-től 1994. 08. 28-ig csak délutánig közlekedett, ezen kívül egy járatpár indult még késő este. |
| 13         | 1994. 08. 29. | 2001. 05. 05.      | Újváros, autóbuszállomás – Komáromi utca – Fő tér – Mártírok útja – Ifjúmunkás út – Sárberki lakótelep – Összekötő út – Károlyi Mihály út – Árpád utca – Kossuth Lajos utca – Dankó Pista utca – Búzavirág út – Szőlődomb utca – Szent György utca – Hadsereg út – Kertváros végállomás | 1997. 09. 01-től 2001. 05. 05-ig műszakváltáskor egyes járatok Szentgyörgypusztai Iparterület betéréssel közlekedtek. |
| 13         | 2001. 05. 06. | 2003. 09. 30.      | Újváros autóbuszállomás – Komáromi utca – Fő tér – Mártírok útja – Ifjúmunkás út – Sárberki lakótelep – Összekötő út – Károlyi Mihály út – Árpád utca – Kossuth Lajos utca – Dankó Pista utca – Búzavirág út – Ipari park | Csak a reggeli és délutáni csúcsidőben és az esti műszakváltáskor közlekedett. |
| 13         | 2003. 10. 01. | 2007. 05. 25.      | Újváros autóbuszállomás – Komáromi utca – Fő tér – Mártírok útja – Ifjúmunkás út – Köztársaság út – Összekötő út – Sárberki lakótelep – Köztársaság út – Fő tér – Vasúti felüljáró – Dózsa György út – Dankó Pista utca – Búzavirág út – Ipari park | Csak reggel, kora délután és este közlekedett egy-egy járatpár. |
| 13         | 2007. 05. 26. | 2017. 12. 31.      | Autóbuszállomás – Győri út – Komáromi utca – Fő tér – Mártírok útja – Ifjúmunkás út – Köztársaság út – Összekötő út – Sárberki lakótelep – Köztársaság út – Fő tér – Vasúti felüljáró – Dózsa György út – Dankó Pista utca – Búzavirág út – Névtelen út – AGC | Csak reggel, kora délután és este közlekedett egy-egy járatpár. |
| 13A        | 2000. 08. 17. | 2001. 05. 05.      | Újváros autóbuszállomás – Komáromi utca – Fő tér – Mártírok útja – Ifjúmunkás út – Sárberki lakótelep – Összekötő út – Károlyi Mihály út – Árpád utca – Kossuth Lajos utca – Dankó Pista utca – Búzavirág út – Szentgyörgypusztai Iparterület – Búzavirág utca – Szőlődomb utca – Szent György utca – Hadsereg út – Kertváros végállomás | Csak a reggeli, délutáni és esti csúcsidőben közlekedett. |
| 13Y        | ?             | 1985. 03. 03.      | Újváros, autóbuszállomás – Komáromi utca – Felszabadulás tér – Mártírok útja – Ifjúmunkás út – Népköztársaság útja – Felszabadulás tér – Dózsa György út – Gellért tér – Dankó Pista utca – Környei út – II. sz. Erőmű froduló | Csak munkanapokon (és az Erőműtől szombat reggel is egyszer) műszakváltásokkor közlekedett. |
| 13Y        | 1985. 03. 04. | 1986. 05. 31.      | Újváros autóbusz állomás – Komáromi utca – Felszabadulás tér – Mártírok útja – Ifjúmunkás út – Népköztársaság útja – Összekötő út – Károlyi Mihály utca – Árpád utca – Gellért tér – Dankó utca – Környei út – II. sz. Erőmű forduló | Csak munkanapokon (és az Erőműtől szombat reggel is egyszer) műszakváltásokkor közlekedett. Sárberek bejárati út és Kertvárosi elágazás nevű megállóhelyek között nem állt meg, gyorsjáratként közlekedett. |
| 14         | ?             | 1986. 05. 31.      | Felső vasútállomás – Széchenyi utca – Baross Gábor utca – Bányász körtér – Fő út – Semmelweis utca – Ságvári Endre út – Károlyi Mihály utca – Árpád utca – Kossuth Lajos utca – Gellért tér – Dankó utca – Búzavirág út – Ipartelepek | 1985. 03. 03-ig munkanapokon a reggeli műszakváltáskor Felsőgalláról, a délutáni műszakváltáskor az Ipartelepektől indult egy-egy járat. 1985. 03. 04-től munkanapokon a délutáni műszakváltáskor az Ipartelepektől indult egy járat. |
| 14         | 1986. 06. 01. | 1989. 12. 09.      | Újváros, autóbuszállomás – Komáromi utca – Felszabadulás tér – Népköztársaság útja – Összekötő út – Károlyi Mihály utca – Árpád utca – Kossuth Lajos utca – Dankó Pista utca – Környei út – II. sz. Erőmű forduló | Átszámozva 13Y-osról. Csak munkanapokon, műszakváltásokkor közlekedett néhány járat. |
| 14         | 1990. 02. 01. | 1991. 06. 04.      | Újváros, autóbuszállomás – Komáromi utca – Felszabadulás tér – Népköztársaság útja – Összekötő út – Károlyi Mihály utca – Árpád utca – Kossuth Lajos utca – Dankó Pista utca – Búzavirág út – Szőlődomb utca – Élmunkás utca – Néphadsereg út – Gerecse utca – Lapatári utca – Rákóczi Ferenc utca – Győri út – Újváros, autóbuszállomás | Csak munkanapokon reggeli és délutáni műszakváltáskor közlekedett. |
| 14         | 1991. 06. 05. | 1994. 08. 28.      | Újváros, autóbuszállomás – Komáromi utca – Felszabadulás tér – Mártírok útja – Ifjúmunkás út – Sárberki lakótelep – Összekötő út – Károlyi Mihály utca – Árpád utca – Kossuth Lajos utca – Dankó Pista utca – Környei út – II. sz. Erőmű forduló | Csak munkanapokon, a három műszakváltáskor közlekedett. |
| 14         | 2001. 06. 01. | 2001. 11. 04.      | Kertváros végállomás – Hadsereg utca – Szent György utca – Szőlődomb utca – Búzavirág út – Ipari park | Csak műszakváltásokkor közlekedett néhány járat. |
| 14         | 2003. 10. 01. | 2005. 09. 27.      | Újváros autóbuszállomás – Komáromi utca – Fő tér – Mártírok útja – Ifjúmunkás út – Köztársaság út – Fő tér – Vasúti felüljáró – Erdész utca – Réti utca – Dózsa György út – Dankó Pista utca – Búzavirág út – Ipari park | Csak műszakváltásokkor közlekedett néhány járat. |
| 14         | 2005. 09. 28. | 2007. 05. 25.      | Újváros autóbuszállomás – Komáromi utca – Fő tér – Mártírok útja – Ifjúmunkás út – Köztársaság út – Fő tér – Vasúti felüljáró – Erdész utca – Réti utca – Dózsa György út – Dankó Pista utca – Búzavirág út – Névtelen út – AGC | Csak műszakváltásokkor közlekedett néhány járat. 2005. 12. 22-től munkanapokon egyes járatok csak az Ipari park megállóig közlekedtek. |
| 14         | 2007. 05. 26. | 2017. 12. 31.      | Autóbuszállomás – Álmos vezér út – Komáromi utca – Fő tér – Mártírok útja – Ifjúmunkás út / Március 15. utca – Köztársaság út – Fő tér – Vasúti felüljáró – Erdész utca – Réti utca – Dózsa György út – Dankó Pista utca – Búzavirág út – Névtelen út – AGC | Csak műszakváltásokkor közlekedett néhány járat részben csak munkanapokon. 2010. 02. 01-től munkanapokon egyes járatok meghosszabbítva, a BD Hungaryig, illetve onnan jártak. |
| 14A        | 2008. 07. 01. | 2017. 12. 31.      | Autóbuszállomás – Álmos vezér út – Komáromi utca – Fő tér – Mártírok útja – Táncsics Mihály út – Aradi utca – Mátyás király utca – Ady Endre utca – Bláthy Ottó utca – Sárberki lakótelep – Köztársaság út – Fő tér – Vasúti felüljáró – Erdész utca – Réti utca – Dózsa György út – Dankó Pista utca – Búzavirág út – Névtelen út – AGC | Csak műszakváltásokkor közlekedett néhány járat. 2012. 07. 01-től egyes járatok meghosszabbítva, a BD Hungaryig, illetve onnan jártak. |
| 14S        | 2008. 02. 01. | 2017. 12. 31.      | Autóbuszállomás – Álmos vezér út – Komáromi utca – Fő tér – Mártírok útja – Ifjúmunkás út – Sárberki lakótelep – Összekötő út – Köztársaság út – Fő tér – Vasúti felüljáró – Erdész utca – Réti utca – Dózsa György út – Dankó Pista utca – Búzavirág út – Névtelen út – AGC | Csak munkanapokon közlekedett, egy járat Újvárosból reggelente, egy pedig az AGC-től délutánonként. |
| 15         | 1972. 09. 01. | ?                  | Bányász forduló – Fő út – Semmelweis utca – Ságvári Endre út – Károlyi Mihály utca – Árpád utca – Kossuth Lajos utca – Bajcsy-Zsilinszky utca – Dózsa György út – Felszabadulás tér – Népköztársaság útja – Ifjúmunkás út – Mártírok útja – Kilián körtér | |
| 15         | ?             | 1985. 03. 03.      | Újváros, autóbuszállomás – Győri út – Erdész utca – Réti utca – Dózsa György út – Bajcsy-Zsilinszky utca – Kossuth Lajos utca – Árpád utca – Károlyi Mihály utca – Összekötő út – Népköztársaság útja – Ifjúmunkás út – Mártírok útja – Komáromi utca – Újváros, autóbuszállomás | Visszafelé 115-ös számozással közlekedett. |
| 15         | 1986. 06. 01. | 1994. 08. 28.      | Újváros, autóbuszállomás – Győriút – Vasúti felüljáró – Erdész utca – Réti utca – Dózsa György út – Bajcsy-Zsilinszky utca – Kossuth Lajos utca – Árpád utca – Károlyi Mihály utca – Összekötő út – Sárberki út – Ifjúmunkás út – Mártírok útja – Felszabadulás tér – Komáromi utca – Újváros autóbuszállomás | 1991. 06. 05-től 1992. 08. 31-ig munkanapokon csak a reggeli és délutáni csúcsidőben közlekedett, ezen kívül késő este Dózsakert felé még indult néhány járat, szabadnapokon (szombaton) reggeltől délutánig közlekedett, vasárnap és ünnepnapokon nem járt. 1992. 09. 01. és 1994. 04. 20. között munkanapokon reggeltől késő délutánig közlekedett, ezen kívül késő este Dózsakert felé még indult néhány járat, szabadnapokon (szombaton) reggeltől kora délutánig közlekedett, vasárnap és ünnepnapokon délelőtt és kora este közlekedett néhány járat. 1994. 04. 21-től 1994. 08. 28-ig munkanapokon reggeltől késő délutánig közlekedett, ezen kívül késő este még indult egy járatpár, szabadnapokon (szombaton) reggeltől kora délutánig közlekedett, vasárnap és ünnepnapokon délelőtt és kora este közlekedett néhány járat. |
| 15         | 2001. 06. 01. | 2003. 09. 30.      | Ady Endre út – Mátyás király utca – Aradi utca – Táncsics Mihály út – Mártírok útja – Ifjúmunkás út – Sárberki lakótelep – Összekötő út – Köztársaság útja – Fő tér – Vasúti felüljáró – Dózsa György út – Dankó Pista utca – Búzavirág út – Ipari park | Csak munkanapokon műszakváltásokkor közlekedett néhány járat. |
| 15         | 2003. 10. 01. | 2006. 02. 14.      | József Attila Művelődési Ház – Táncsics Mihály út – Aradi utca – Mátyás király utca – Ady Endre utca – Bláthy Ottó utca – Sárberki lakótelep – Köztársaság út – Fő tér – Vasúti felüljáró – Dózsa György út – Dankó Pista utca – Búzavirág út – Ipari park | Csak munkanapokon, műszakváltásokkor közlekedett egy-egy járatpár. |
| 15         | 2006. 02. 15. | 2007. 05. 25.      | József Attila Művelődési Ház – Táncsics Mihály út – Aradi utca – Mátyás király utca – Ady Endre utca – Bláthy Ottó utca – Sárberki lakótelep – Köztársaság út – Fő tér – Vasúti felüljáró – Dózsa György út – Dankó Pista utca – Búzavirág út – Ipari park – Névtelen út – AGC | Csak munkanapokon, műszakváltásokkor közlekedett egy-egy járatpár. |
| 15         | 2007. 05. 26. | 2017. 12. 31.      | Autóbuszállomás – Álmos vezér út – Fő tér – Mártírok útja – Táncsics Mihály út – Aradi utca – Mátyás király utca – Ady Endre utca – Bláthy Ottó utca – Sárberki lakótelep – Köztársaság út – Fő tér – Vasúti felüljáró – Dózsa György út – Dankó Pista utca – Búzavirág út – Névtelen út – AGC | Csak műszakváltásokkor közlekedett egy-egy járatpár. 2012. 07. 01-től az AGC-től induló buszok bevárták a BD Hungarytől induló 21-es buszt. |
| 15         | 2018. 01. 01. | ma                 | Omega Park – Összekötő út – Köztársaság út – Győri út – Mozdony út – Jedlik Ányos utca – Autóbusz-állomás – Jedlik Ányos utca – Ond vezér utca – Győri út – Töhötöm vezér utca – Győri út – Szanatóriumi út | 2018. 07. 01-től kívánságra az Újvárosi Szanatóriumig, illetve onnan közlekedik. |
| 16         | 1985. 03. 04. | 1986. 05. 31.      | Újváros, autóbuszállomás – Győri út – Népköztársaság útja – Összekötő út – Károlyi Mihály utca – Árpád utca – Síkvölgyi út – Síkvölgyi temető | Munkanapokon dél körül és kora délután közlekedett 3-3 pár járat. |
| 16         | 1986. 06. 01. | 1989. 12. 09.      | Tatabánya-felső vasútállomás – Széchenyi utca – Baross Gábor út – Bányász körtér – Fő út – Semmelweis utca – Ságvári út – Károlyi Mihály utca – Árpád utca – Síkvölgyi út – Síkvölgy – Síkvölgyi út – Környebánya – Síkvölgyi út – Rugógyár | Csak munkanapokon műszakváltásokkor közlekedett néhány járat. 1986. 06. 01. és 1988. 04. 01. között ezen kívül a reggeli és délutáni műszakváltáskor egy-egy kiegészítő járat közlekedett Felsőgalláról Környebányáig. 1989. 05. 28-tól 1989. 12. 09-ig délutánonként volt egy betétjárata Síkvölgy felé, amely az I sz. Erőműtől indult és Környebánya után a Környebányai elágazás nevű megálló érintésével Vértessomlóig közlekedett. |
| 16         | 1989. 12. 10. | 1991. 06. 04.      | Újváros, autóbuszállomás – Komáromi utca – Felszabadulás tér – Mártírok útja – Ifjúmunkás út – Sárberki lakótelep – Összekötő út – Ságvári Endre út – Semmelweis utca – Fő út – Bányász körtér – Hosszú sor – Rugógyár – Síkvölgyi utca – Környebánya – Síkvölgyi út – Síkvölgy – Síkvölgyi út – Kossuth Lajos utca – Bajcsy-Zsilinszky utca – Dózsa György út – Réti utca – Erdész utca – Vasúti felüljáró – Győri út – Újváros, autóbuszállomás | Visszafelé 6-os számozással közlekedett. Az utolsó járat a Népköztársaság útja – Ifjúmunkás út – Mártírok útja – Felszabadulás tér – Komáromi utca kerülővel kiegészítve csak a Rugógyártól közlekedett. |
| 16         | 1991. 06. 05. | 1994. 08. 28.      | Bányaforgalmi iroda – Fő út – Bányász körtér – Hosszú sor – Síkvölgyi utca – Környebánya forduló | Egyes járatok csak hétvégén, illetve áprilistól októberig közlekedtek. |
| 16         | 1994. 08. 29. | 2001. 05. 04.      | Újváros, autóbuszállomás – Komáromi utca – Fő tér – Mártírok útja – Ifjúmunkás út – Sárberki lakótelep – Összekötő út – Ságvári Endre út – Semmelweis utca – Fő utca – Síkvölgyi utca – Környebánya – Síkvölgyi út – Síkvölgy – Síkvölgyi út – Kossuth Lajos utca – Bajcsy-Zsilinszky utca – Dózsa György út – Réti utca – Erdész utca – Vasúti felüljáró – Győri út – Újváros, autóbuszállomás | Visszafelé 6-os számozással közlekedett. |
| 16         | 2001. 05. 06. | 2003. 09. 30.      | Újváros autóbuszállomás – Komáromi utca – Fő tér – Mártírok útja – Ifjúmunkás út – Sárberki lakótelep – Összekötő út – Ságvári Endre út – Semmelweis utca – Fő út – Hosszú sor – Síkvölgyi utca – Rugógyár | 2001. 06. 01-től 2003. 09. 30-ig egyes járatok a Síkvölgyi utcán továbbhaladva Környebánya fordulóig közlekedtek. |
| 16         | 2003. 10. 01. | 2007. 05. 25.      | Újváros autóbuszállomás – Komáromi utca – Fő tér – Mártírok útja – Ifjúmunkás út – Sárberki lakótelep – Összekötő út – Ságvári Endre út – Semmelweis utca – Fő út – Hosszú sor – Síkvölgyi utca – Környebánya – Síkvölgyi út – Síkvölgy – Síkvölgyi út – Kossuth Lajos utca – Bajcsy-Zsilinszky utca – Dózsa György út – Réti utca – Erdész utca – Vasúti felüljáró – Győri út – Újváros autóbuszállomás | Visszafelé 6-os számozással közlekedett. Az utolsó esti járat bevárta az esti műszakváltást a Rugógyárnál. |
| 16         | 2007. 05. 26. | 2017. 12. 30.      | Autóbuszállomás – Álmos vezér út – Komáromi utca – Fő tér – Mártírok útja – Ifjúmunkás út – Sárberki lakótelep – Összekötő út – Ságvári Endre út – Semmelweis utca – Fő út – Hosszú sor – Síkvölgyi utca – Környebánya – Síkvölgyi út – Síkvölgy – Síkvölgyi út – Kossuth Lajos utca – Bajcsy-Zsilinszky utca – Dózsa György út – Réti utca – Erdész utca – Vasúti felüljáró – Győri út – Autóbuszállomás | Visszafelé 6-os számozással közlekedett. 2007. 09. 30-ig az utolsó esti járat bevárta az esti műszakváltást a Rugógyárnál. 2017. 08. 14-től egyes járatok a Bányász körtér helyett a Vigadó út megállóhelyet érintették. |
| 16         | 2018. 01. 01. | ma                 | Autóbusz-állomás – Jedlik Ányos utca – Mozdony út – Álmos vezér utca – Komáromi utca – Mártírok útja – Ifjúság út – Köztársaság út – Összekötő út – Szent Borbála út – Semmelweis út – Dr. Mohi Rezső utca – Hosszú sor – Síkvölgyi út – Környebánya – Síkvölgyi út – Síkvölgy – Síkvölgyi út – Kossuth Lajos utca – Bajcsy-Zsilinszky utca – Dózsa György út – Vasúti felüljáró – Győri út – Mozdony út – Jedlik Ányos utca – Autóbusz-állomás | Visszafelé 6-os számozással közlekedik. Naponta néhány járat indul csak. |
| 16A        | 1991. 06. 05. | 1994. 08. 28.      | Bányaforgalmi iroda – Fő út – Bányász körtér – Hosszú sor – Síkvölgyi utca – Rugógyár | Csak munkanapokon a reggeli és délutáni műszakváltáskor közlekedett. |
| 16Y        | 1992. 09. 01. | 1994. 08. 28.      | Újváros, autóbuszállomás – Komáromi utca – Fő tér – Mártírok útja – Ifjúmunkás út – Sárberki lakótelep – Összekötő út – Ságvári Endre út – Semmelweis utca – Fő út – Hosszú sor – Síkvölgyi utca – Rugógyár – Síkvölgyi utca – Környebánya forduló | 1994. 04. 20-ig Újvárosból reggel, Környebányától késő délután indult egy-egy járat. Munkanapokon az Újvárosból induló járat csak a Rugógyárig közlekedett. 1994. 04. 21-től Újvárosból naponta reggel indult egy járat, munkanapokon ez csak a Rugógyárig közlekedett. A Környebányától késő délután naponta induló járat csak április és október között közlekedett. |
| 16Y        | 2007. 05. 26. | 2017. 12. 31.      | Autóbuszállomás – Győri út – Komáromi utca – Fő tér – Mártírok útja – Ifjúmunkás út – Sárberki lakótelep – Összekötő út – Ságvári Endre út – Semmelweis utca – Fő út – Hosszú sor – Síkvölgyi utca – Környebánya – Síkvölgyi út – Síkvölgy – Síkvölgyi út – Kossuth Lajos utca – Bajcsy-Zsilinszky utca – Dózsa György út – Réti utca – Erdész utca – Vasúti felüljáró – Győri út – Autóbuszállomás | Visszafelé 6Y-os számozással közlekedett. 2007. 10. 01-től Az utolsó esti járat bevárta az esti műszakváltást a Rugógyárnál. 2017. 08. 14-től egyes járatok a Bányász körtér helyett a Vigadó út megállóhelyet érintették. |
| 17         | ?             | 1986. 05. 31.      | Újváros, autóbuszállomás – Győri út – Felszabadulás tér – Népköztársaság útja – Március 15. útja – Táncsics Mihály utca – Cementgyári út – Cementgyár | Csak műszakváltásokkor és csúcsidőben közlekedett. |
| 17         | 1986. 06. 01. | 1989. 12. 09.      | Újváros, autóbuszállomás – Komáromi utca – Felszabadulás tér – Mártírok útja – Ifjúmunkás út – Népköztársaság útja – Összekötő út – Ságvári út – Semmelweis utca – Fő út – Gyöngyvirág utca – Rezeda utca – Síkvölgyi út – XI. akna | Csak munkanapokon reggel és délután, illetve nyári időszakban este naponta egy-egy járatpár közlekedett. |
| 17         | 1991. 06. 05. | 1994. 08. 28.      | Újváros, autóbuszállomás – Komáromi utca – Felszabadulás tér – Mártírok útja – Táncsics Mihály út – Csaba utca – Ady Endre utca – Mátyás király utca – Aradi utca – Cementgyári út – Ipar utca – Tatabánya-felső vasútállomás | |
| 17         | 1994. 08. 29. | 2001. 05. 05.      | Újváros autóbuszállomás – Komáromi utca – Fő tér – Mártírok útja – Táncsics Mihály út – Csaba utca – Ady Endre utca – Mátyás király utca – Aradi utca – Cementgyári út – Ipar utca – Felsőgalla vasútállomás | |
| 17         | 2002. 05. 06. | 2003. 09. 30.      | Újváros autóbuszállomás – Komáromi utca – Fő tér – Mártírok útja – Táncsics Mihály út – Csaba utca – Ady Endre utca – Mátyás király utca – Aradi utca – Cementgyári út – Ipar utca – Széchenyi utca – Szent István út – Szent istván úti forduló | |
| 17         | 2003. 10. 01. | 2003. 11. 30.      | Újváros autóbuszállomás – Komáromi utca – Fő tér – Mártírok útja – Táncsics Mihály út – Csaba utca – Ady Endre utca – Mátyás király utca – Aradi utca – Cementgyári út – Ipar utca – Felsőgalla vasútállomás | |
| 17         | 2003. 12. 01. | 2007. 05. 25.      | Újváros autóbuszállomás – Komáromi utca – Fő tér – Mártírok útja – Táncsics Mihály út – Csaba utca – Ady Endre utca – Mátyás király utca – Aradi utca – Cementgyári út – Ipar utca – Széchenyi utca – Szent István út – Szent istván úti forduló | |
| 17         | 2007. 05. 26. | 2012. 06. 30.      | Autóbuszállomás – Győri út – Komáromi utca – Fő tér – Mártírok útja – Táncsics Mihály út – Csaba utca – Ady Endre utca – Mátyás király utca – Aradi utca – Cementgyári út – Ipar utca – Széchenyi utca – Szent István út – Szent istván úti forduló | Halottak napja környékén sűrűbben közlekedett. 2009. 01. 01-től csak reggeltől késő délutánig közlekedett. |
| 17         | 2012. 07. 01. | 2017. 12. 31.      | Szent istván úti forduló – Szent István út – Széchenyi utca – Ipar utca – Cementgyári út – Táncsics Mihály út – Mártírok útja – Fő tér – Komáromi utca – Győri út – Autóbusz-állomás | Csak ebben az irányban, iskolai előadási napokon indult egy járat reggelente. |
| 17A        | 1991. 06. 05. | 1992. 08. 31.      | Újváros, autóbuszállomás – Komáromi utca – Felszabadulás tér – Mártírok útja – Táncsics Mihály út – Aradi utca – Mátyás király utca – Ady Endre utca – VOLÁN-telep – Csaba utca – Táncsics Mihály út – Mártírok útja – Felszabadulás tér – Komáromi utca – Újváros, autóbuszállomás | Csak munkanapokon, a reggeli és délutáni csúcsidőszakban közlekedett. |
| 17A        | 1992. 09. 01. | 1994. 08. 28.      | Újváros, autóbuszállomás – Komáromi utca – Felszabadulás tér – Mártírok útja – Táncsics Mihály út – Autópálya bekötőút – 1. sz. főút – Cementgyári út – Aradi utca – Mátyás király utca – Ady Endre utca – VOLÁN-telep – Csaba utca – Táncsics Mihály út – Mártírok útja – Felszabadulás tér – Komáromi utca – Újváros, autóbuszállomás | Csak munkanapokon, a reggeli és délutáni csúcsidőszakban közlekedett. |
| 17A        | 2001. 05. 06. | 2001. 05. 31.      | Újváros, autóbuszállomás – Komáromi utca – Fő tér – Mártírok útja – Táncsics Mihály út – Csaba utca – Ady Endre utca – Mátyás király utca – Aradi utca – Táncsics Mihály út – Mártírok útja – Fő tér – Komáromi utca – Újváros, autóbuszállomás | Kora reggel és délutántól estig csak munkanapokon indult, vasárnap és ünnepnapokon nem közlekedett. |
| 17F        | 2003. 12. 01. | 2007. 05. 25.      | Újváros autóbuszállomás – Komáromi utca – Fő tér – Mártírok útja – Táncsics Mihály út – Csaba utca – Ady Endre utca – Mátyás király utca – Aradi utca – Cementgyári út – Ipar utca – Felsőgalla vasútállomás | Csak iskolai előadási napokon közlekedett reggel és kora délután néhány járat. |
| 17F        | 2007. 05. 26. | 2012. 06. 30.      | Autóbuszállomás – Álmos vezér út – Fő tér – Mártírok útja – Táncsics Mihály út – Csaba utca – Ady Endre utca – Mátyás király utca – Aradi utca – Cementgyári út – Ipar utca – Felsőgalla vasútállomás | Csak iskolai előadási napokon közlekedett reggel és 2007. 09. 30-ig kora délután egy-egy járatpár. |
| 17F        | 2012. 07. 01. | 2017. 12. 31.      | Autóbusz-állomás – Győri út – Komáromi utca – Fő tér – Mártírok útja – Táncsics Mihály út – Csaba utca – Ady Endre utca – Mátyás király utca – Aradi utca – Cementgyári út – Gyár utca – Felsőgalla vasútállomás | Csak iskolai előadási napokon közlekedett reggel Újvárosból és kora délután Felsőgalláról egy-egy járat. |
| 18         | 1987. 04. 01. | 1989. 12. 09.      | Bányaforgalmi iroda – Fő út – Semmelweis utca – Ságvári út – Összekötő út – Sárberki út – Ifjúmunkás út – Mártírok útja – Felszabadulás tér – Álmos Vezér út – Győri út – Vasúti felüljáró – MEZŐKER – Erdész utca – Réti utca – Dózsa György út – Vasúti felüljáró – Győri út – Álmos Vezér út – Felszabadulás tér – Mártírok útja – Ifjúmunkás út – Sárberki út – Összekötő út – Ságvári út – Semmelweis utca – Fő út – Bányaforgalmi iroda (hurokjárat) | Csak munkanapokon reggeltől a kora esti órákig közlekedett. 1989. 05. 28-tól a délelőtti és dél körüli járatok a Gyár utca – Széchenyi utca – Szabadság tér – Baross Gábor utca útvonalon meghosszabbítva Mésztelep fordulótól, illetve odáig közlekedtek. |
| 18         | 1989. 12. 10. | 1991. 06. 04.      | Budai úti forduló – Budai út – – Beloiannisz utca – Szabadság tér – Baross Gábor utca – Bányász körtér – Fő út – Semmelweis utca – Ságvári út – Összekötő út – Sárberki út – Ifjúmunkás út – Mártírok útja – Felszabadulás tér – Álmos vezér út – Győri út – Vasúti felüljáró – Dózsa György út – Réti utca – Erdész utca – Kertvárosi összekötő út – Néphadsereg út – Petőfi Sándor utca – Élmunkás út – Néphadsereg út – Kertváros végállomás | |
| 18         | 1994. 08. 29. | 2001. 05. 05.      | Kertváros végállomás – Hadsereg utca – Szent György utca – Kertváros lakótelep forduló – Szent György utca – Hadsereg utca – Alkotmány utca – Lapatári utca – Dózsakerti összekötő út – Réti utca – Dózsa György út – Vasúti felüljáró – Győri út – Árpád vezér utca – Komáromi utca – Fő tér – Mártírok útja – Ifjúmunkás út – Sárberki lakótelep – Összekötő út – Ságvári Endre út – Semmelweis utca – Fő utca – Baross Gábor utca – Szabadság tér – Széchenyi utca – Ipar utca – Mésztelep forduló | 1994. 10. 01-től nyári időszámítás alatt 20.00 óra után, téli időszámítás alatt 18.00 után az összes járat Felsőgalla vasútállomásig, illetve onnan közlekedett. 1995. 05. 27. és 1996. 06. 14. között a Kertvárosból tanszüneti munkanapokon 4.55-kor induló járat egy szakaszon más, a Ságvári Endre út – Népház utca – Tatai út – Deák Ferenc utca – Szabadság tér útvonalon közlekedett. |
| 18         | 2001. 05. 06. | 2003. 09. 30.      | Kertváros végállomás – Hadsereg utca – Szent György utca – Kertváros lakótelep forduló – Szent György utca – Hadsereg utca – Alkotmány utca – Lapatári utca – Dózsakerti összekötő út – Réti utca – Dózsa György út – Vasúti felüljáró – Fő tér – Köztársaság út – Összekötő út – Ságvári Endre út – Semmelweis utca – Fő utca – Baross Gábor utca – Szabadság tér – Felsőgalla vasútállomás – Széchenyi utca – Ipar utca – Mésztelep forduló | Nyári időszámítás alatt 20.00 óra után, téli időszámítás alatt 18.00 után az összes járat Felsőgalla vasútállomásig, illetve onnan közlekedett. |
| 18         | 2003. 10. 01. | 2007. 05. 25.      | Kertváros végállomás – Hadsereg utca – Szent György utca – Kertváros lakótelep forduló – Szent György utca – Hadsereg utca – Alkotmány utca – Lapatári utca – Dózsakerti összekötő út – Réti utca – Dózsa György út – Vasúti felüljáró – Fő tér – Álmos vezér út – Fő tér – Mártírok útja – Ifjúmunkás út – Sárberki lakótalap – Összekötő út – Ságvári Endre út – Semmelweis utca – Népház utca – Vértanúk tere – Tatai út – Deák Ferenc utca / Gábor Áron utca – Baross Gábor utca – Szabadság tér – Felsőgalla vasútállomás – Széchenyi utca – Gyár utca – Mésztelep forduló | Csak késő délutánig közlekedett. |
| 18         | 2007. 05. 26. | 2007. 09. 30.      | Kertváros végállomás – Hadsereg utca – Szent György utca – Kertváros lakótelep forduló – Szent György utca – Hadsereg utca – Alkotmány utca – Lapatári utca – Dózsakerti összekötő út – Réti utca – Dózsa György út – Vasúti felüljáró – Fő tér – Köztársaság út – Sárberki lakótelep – Összekötő út – Ságvári Endre út – Semmelweis utca – Fő út – Baross Gábor út – Szabadság tér – Felsőgalla vasútállomás – Széchenyi utca – Gyár utca – Mésztelep forduló | Csak reggeltől délutánig közlekedett. |
| 18         | 2007. 10. 01. | 2008. 12. 31.      | Kertváros végállomás – Hadsereg utca – Szent György utca – Kertváros lakótelep forduló – Szent György utca – Hadsereg utca – Alkotmány utca – Lapatári utca – Dózsakerti összekötő út – Réti utca – Dózsa György út – Vasúti felüljáró – Győri út – Álmos vezér út – Fő tér – Mártírok útja – Ifjúmunkás út – Sárberki lakótelep – Összekötő út – Ságvári Endre út – Semmelweis utca – Fő út – Baross Gábor út – Szabadság tér – Felsőgalla vasútállomás – Széchenyi utca – Gyár utca – Mésztelep forduló | Csak reggeltől délutánig közlekedett. |
| 18         | 2018. 01. 01. | 2018. 06. 30.      | Kertváros végállomás – Hadsereg utca – Szent György utca – Kertváros lakótelep, forduló – Szent György utca – Hadsereg utca – Alkotmány utca – Lapatári utca – Dózsakerti összekötő út – Réti utca – Dózsa György út – Vasúti felüljáró – Köztársaság út – Bláthy Ottó utca – Ady Endre utca – Mátyás király utca – Aradi utca – Tatai út – Népház utca – Vértanúk tere – Népház utca – Semmelweis út – Dr. Mohi Rezső utca – Mikovinyi Sámuel utca – Vigadó utca – Rózsa utca – Gyöngyvirág sor – Dr. Mohi Rezső utca – Bányász körtér | Csak munkanapokon műszakváltásokkor, és szombat reggelente közlekedett néhány járat. |
| 18         | 2018. 07. 01. | ma                 | Kertváros végállomás – Hadsereg utca – Szent György utca – Kertváros lakótelep, forduló – Szent György utca – Hadsereg utca – Alkotmány utca – Lapatári utca – Dózsakerti összekötő út – Réti utca – Dózsa György út – Vasúti felüljáró – Köztársaság út – Bláthy Ottó utca – Csaba utca – Táncsics Mihály út – Tatai út – Népház utca – Vértanúk tere – Népház utca – Semmelweis út – Dr. Mohi Rezső utca – Mikovinyi Sámuel utca – Vigadó utca – Rózsa utca – Gyöngyvirág sor – Dr. Mohi Rezső utca – Bányász körtér | Csak munkanapokon műszakváltásokkor, és szombat reggelente közlekedik néhány járat. |
| 18F        | 2003. 12. 01. | 2007. 05. 25.      | Kertváros végállomás – Hadsereg utca – Szent György utca – Kertváros lakótelep forduló – Szent György utca – Hadsereg utca – Alkotmány utca – Lapatári utca – Dózsakerti összekötő út – Réti utca – Dózsa György út – Vasúti felüljáró – Fő tér – Álmos vezér út – Fő tér – Mártírok útja – Ifjúmunkás út – Sárberki lakótelep – Összekötő út – Ságvári Endre út – Semmelweis utca – Népház utca – Vértanúk tere – Tatai út – Deák Ferenc utca / Gábor Áron utca – Baross Gábor utca – Szabadság tér – Felsőgalla vasútállomás | Csak munkanapokon Kertvárosból reggel egy, Felsőgalláról délután két járat indult. Egyes járatok csak halottak napja környékén közlekedtek. |
| 18F        | 2007. 05. 26. | 2007. 09. 30.      | Kertváros végállomás – Hadsereg utca – Szent György utca – Kertváros lakótelep forduló – Szent György utca – Hadsereg utca – Alkotmány utca – Lapatári utca – Dózsakerti összekötő út – Réti utca – Dózsa György út – Vasúti felüljáró – Fő tér – Köztársaság út – Sárberki lakótelep – Összekötő út – Ságvári Endre út – Semmelweis utca – Fő út – Baross Gábor út – Szabadság tér – Felsőgalla vasútállomás | Csak késő délután és kora este közlekedett két járatpár. |
| 18F        | 2007. 10. 01. | 2008. 12. 31.      | Kertváros végállomás – Hadsereg utca – Szent György utca – Kertváros lakótelep forduló – Szent György utca – Hadsereg utca – Alkotmány utca – Lapatári utca – Dózsakerti összekötő út – Réti utca – Dózsa György út – Vasúti felüljáró – Győri út – Álmos vezér út – Fő tér – Mártírok útja – Ifjúmunkás út – Sárberki lakótelep – Összekötő út – Ságvári Endre út – Semmelweis utca – Fő út – Baross Gábor út – Szabadság tér – Felsőgalla vasútállomás | Csak késő délután és kora este közlekedett két járatpár. Halottak napja környékén sűrűbben közlekedett. |
| 19         | ?             | 1985. 03. 03.      | Újváros, autóbuszállomás – Komáromi utca – Felszabadulás tér – Dózsa György út – Gellért tér – Dankó utca – Néphadsereg út – Élmunkás utca – Kertvárosi lakótelep forduló – Élmunkás utca – Néphadsereg út – Kertváros végállomás | Visszafelé 119-es számozással közlekedett. |
| 19         | 1985. 03. 04. | 1986. 05. 31.      | Újváros, autóbuszállomás – Komáromi utca – Felszabadulás tér – Népköztársaság útja – Összekötő út – Károlyi Mihály utca – Árpád utca – Kossuth Lajos utca – Gellért tér – Dankó utca – Néphadsereg út – Élmunkás utca – Kertvárosi lakótelep forduló – Élmunkás utca – Néphadsereg út – Kertváros végállomás | Visszafelé 119-es számozással közlekedett. A járat a Sárberek bejárati út és a Kertvárosi elágazás között megállás nélkül, gyorsjáratként közlekedett. |
| 19         | 1997. 09. 01. | 1998. 08. 31.      | Újváros autóbuszállomás – Rákóczi út – Lapatári utca – Alkotmány utca – Hadsereg utca – Szent György utca – Szőlődomb utca – Búzavirág utca – Szentgyörgypusztai Iparterület | Munkanapokon reggeli és délutáni műszakváltáskor közlekedett. |
| 19         | 2003. 10. 01. | 2007. 05. 25.      | Újváros autóbuszállomás – Rákóczi Ferenc út – Réti utca – Dózsa György út – Vasúti felüljáró – Köztársaság útja – Összekötő út – Bláthy Ottó utca – Ady Endre utca – Mátyás király út – Aradi utca – Népház utca – Vértanúk tere – Népház utca – Semmelweis utca – Fő út – Bányász körtér | |
| 19         | 2007. 05. 26. | 2008. 12. 31.      | Autóbuszállomás – Győri út – Rákóczi Ferenc út – Dózsakerti összekötő út – Réti utca – Dózsa György út – Vasúti felüljáró – Köztársaság útja – Összekötő út – Bláthy Ottó utca – Ady Endre utca – Mátyás király út – Aradi utca – Népház utca – Vértanúk tere – Népház utca – Semmelweis utca – Fő út – Bányász körtér | Halottak napja környékén sűrűbben közlekedett. |
| 20         | ?             | 1986. 05. 31.      | Újváros, autóbuszállomás – Komáromi utca – Felszabadulás tér – Mártírok útja – Ifjúmunkás út – Sárberki út – Összekötő út – Ságvári Endre út – Semmelweis utca – Fő út – Bányaforgalmi iroda | 1985. 03. 04-től csak munkanapokon, a nap során elszórva csak néhány járat közlekedett. |
| 20         | 1986. 06. 01. | 1991. 06. 04.      | Újváros, autóbuszállomás – Komáromi utca – Felszabadulás tér – Mártírok útja – Táncsics Mihály utca – Vértanúk tere – Tóth Bucsoki utca – Ságvári Endre út – Összekötő út – Népköztársaság útja – Felszabadulás tér – Győri út – Újváros, autóbuszállomás | Visszafelé 10-es jelzéssel közlekedett. Csak munkanapokon, iskolakezdéskor és délutáni csúcsidőben közlekedett. 1986. 06. 01. és 1989. 05. 27. között Újvároson és Óvároson kívül gyorsjáratként közlekedett, nem érintette a József Attila Műveldési Ház, az AFIT, a KIMÉV, a Ságvári iskola és a Károlyi Mihály út megállókat. |
| 20         | 2003. 10. 01. | 2007. 05. 25.      | Újváros autóbuszállomás – Komáromi utca – Fő tér – Mártírok útja – Táncsics Mihály utca – Vértanúk tere – Népház utca – Ságvári Endre út – Összekötő út – Köztársaság út – Fő tér – Győri út – Újváros autóbuszállomás | Visszafelé 10-es jelzéssel közlekedett. |
| 20         | 2007. 05. 26. | 2008. 12. 31.      | Autóbuszállomás – Győri út – Komáromi utca – Fő tér – Mártírok útja – Táncsics Mihály utca – Vértanúk tere – Népház utca – Semmelweis utca – Fő út – Bányász körtér – Fő út – Semmelweis utca – Ságvári Endre út – Összekötő út – Köztársaság út – Fő tér – Győri út – Autóbuszállomás | Visszafelé 10-es jelzéssel közlekedett. Csak munkanapokon reggeltől délutánig, illetve szombat délelőttönként közlekedett. |
| 20A        | 2007. 05. 26. | 2008. 12. 31.      | Autóbuszállomás – Álmos vezér út – Fő tér – Mártírok útja – Táncsics Mihály utca – Vértanúk tere – Népház utca – Ságvári Endre út – Összekötő út – Köztársaság út – Fő tér – Győri út – Autóbuszállomás | Visszafelé 10A-s jelzéssel közlekedett. Csak munkanapokon reggeltől délutánig, illetve szombat délelőttönként közlekedett. |
| 20K        | 1986. 06. 01. | 1989. 05. 27.      | Újváros, autóbuszállomás – Komáromi utca – Felszabadulás tér – Mártírok útja – Táncsics Mihály utca – Vértanúk tere – Tóth Bucsoki utca – Ságvári Endre út – Sportpálya vagy Újváros, autóbuszállomás – Komáromi utca – Felszabadulás tér – Mártírok útja – Táncsics Mihály utca – Vértanúk tere – Tóth Bucsoki utca – Népház illetve Sportpálya – Ságvári Endre út – Összekötő út – Népköztársaság útja – Felszabadulás tér – Győri út – Újváros, autóbuszállomás vagy Népház – Tóth Bucsoki utca – Ságvári Endre út – Összekötő út – Népköztársaság útja – Felszabadulás tér – Győri út – Újváros, autóbuszállomás | Időszakos járat, színházi és sportrendezvények előtt, illetve után közlekedett csak a Sportpálya vagy Népház megállókig, illetve onnan indulva. |
| 21         | 2007. 05. 26. | 2008. 12. 31.      | Autóbuszállomás – Győri út – Rákóczi Ferenc út – Lapatári utca – Gerecse utca – Hadsereg út – Szent György utca – Szőlődomb utca – Búzavirág utca – Névtelen út – AGC | Csak munkanapokon reggeltől délutánig, illetve szombaton reggel és kora délután közlekedett. |
| 21         | 2009. 01. 01. | 2009. 01. 31.      | Autóbuszállomás – Győri út – Rákóczi Ferenc út – Lapatári utca – Gerecse utca – Hadsereg út – Kertváros végállomás – Hadsereg út – Szent György utca – Szőlődomb utca – Búzavirág utca – Névtelen út – AGC | Átszámozva 21Y-osról. |
| 21         | 2009. 02. 01. | 2014. 12. 31.      | AGC – Névtelen út – Búzavirág utca – Szőlődomb utca – Szent György utca – Hadsereg út – Kertváros végállomás – Hadsereg út – Gerecse utca – Lapatári utca – Rákóczi Ferenc út – Győri út – Autóbuszállomás | Csak ebben az irányban, néhány járattól eltekintve főként munkanapokon közlekedett. 2009. 12. 01-től 2010. 01. 31-ig munkanapokon egyes járatok meghosszabbítva, a BD Hungarytől jártak. 2012. 07. 01-től egyes járatok a BD Hungarytől, míg mások a Henkeltől, a maradék az AGC-től indult. |
| 21         | 2015. 01. 01. | 2017. 12. 31.      | AGC – Névtelen út – Búzavirág utca – Szőlődomb utca – Szent György utca – Petőfi Sándor utca – Hadsereg út – Kertváros végállomás – Hadsereg út – Gerecse utca – Lapatári utca – Rákóczi Ferenc út – Győri út – Autóbuszállomás | Csak ebben az irányban, néhány járattól eltekintve főként munkanapokon közlekedett. Egyes járatok a BD Hungarytől, míg mások a Henkeltől, a maradék az AGC-től indult. |
| 21A        | 2012. 07. 01. | 2014. 12. 31.      | Autóbusz-állomás – Győri út – Rákóczi Ferenc út – Lapatári utca – Gerecse utca – Hadsereg út – Kertváros végállomás – Hadsereg út – Petőfi Sándor utca – Szent György utca – Kertvárosi lakótelep forduló | Csak szabadnapokon reggeltől délig közlekedett. |
| 21A        | 2015. 01. 01. | 2017. 12. 31.      | Autóbusz-állomás – Győri út – Rákóczi Ferenc út – Lapatári utca – Gerecse utca – Hadsereg út – Kertváros végállomás – Hadsereg út – Szent György utca – Kertvárosi lakótelep forduló | Csak szabadnapokon reggeltől délig közlekedett. |
| 21Y        | 2007. 05. 26. | 2008. 12. 31.      | Autóbuszállomás – Győri út – Rákóczi Ferenc út – Lapatári utca – Gerecse utca – Hadsereg út – Kertváros végállomás – Hadsereg út – Szent György utca – Szőlődomb utca – Búzavirág utca – Névtelen út – AGC | 2008. 06. 30-ig csak iskolai előadási napokon közlekedett egy-egy járat. 2008. 07. 01-től csak műszakváltásokkor közlekedett néhány járat. |
| 21Y        | 2009. 02. 01. | 2014. 12. 31.      | Autóbuszállomás – Győri út – Rákóczi Ferenc út – Lapatári utca – Gerecse utca – Hadsereg út – Kertváros végállomás – Hadsereg út – Szent György utca – Szőlődomb utca – Búzavirág utca – Névtelen út – AGC | Csak ebben az irányban, néhány járattól eltekintve főként munkanapokon közlekedett. 2009. 12. 01-től 2010. 01. 31-ig munkanapokon egyes járatok meghosszabbítva, a BD Hungaryig jártak. 2012. 07. 01-től egyes járatok a BD Hungaryig, míg mások a Henkelig, a maradék az AGC-ig járt. |
| 21Y        | 2015. 01. 01. | 2017. 12. 31.      | Autóbuszállomás – Győri út – Rákóczi Ferenc út – Lapatári utca – Gerecse utca – Hadsereg út – Kertváros végállomás – Hadsereg út – Petőfi Sándor utca – Szent György utca – Szőlődomb utca – Búzavirág utca – Névtelen út – AGC | Csak ebben az irányban, néhány járattól eltekintve főként munkanapokon közlekedett. Egyes járatok a BD Hungarytől, míg mások a Henkeltől, a maradék az AGC-től indult. |
| 22         | 2016. 09. 01. | 2017. 12. 31.      | Szent István úti forduló – Szent István út – Szabadság tér – Baross Gábor utca – dr. Mohi Rezső út – Bányász körtér – Semmelweis utca – Ságvári Endre út – Károlyi Mihály út – Árpád utca – Kossuth Lajos utca – Bajcsy-Zsilinszki út – Dózsa György út – Erdész utca – Réti utca – Dózsa György út – Dankó Pista utca – Búzavirág utca – Ipari Park – Orgonás út – Üveggyár utca – Kőhíd út – Bridgestone | Naponta három járatpár közlekedett a műszakváltásokkor. Útvonalán nem érintette a Károlyi Mihály út, Madách Imre utca (Bánhidáról Dózsakert felé), SUOFTEC, Coloplast, Samsung megállóhelyeket. 2017. 04. 01-től a járatok nem érintették az AGC Üveggyár megállóhelyet sem, viszont a délután során egy-egy plusz járatpár közlekedett, némelyik járat pedig csak munkanapokon indult. |
| 22I        | 2016. 09. 01. | 2017. 12. 31.      | Szent István úti forduló – Szent István út – Szabadság tér – Baross Gábor utca – dr. Mohi Rezső út – Bányász körtér – Semmelweis utca – Ságvári Endre út – Összekötő út – Köztársaság út – Ifjúmunkás út – Mártírok útja – Fő tér – Komáromi utca – Ond vezér utca – Győri út – Rákóczi Ferenc út – Dózsakerti összekötő út – Réti utca – Dózsa György út – Erdész utca – Dózsakerti összekötő út – Lapatári utca – Gerecse utca – Szent György utca – Szőlődomb utca – Búzavirág utca – Ipari Park – Orgonás út – Üveggyár utca – Kőhíd út – Bridgestone | A Szent István út felől reggelente, a Bridgestone-tól késő délután indult egy-egy járat. Útvonalán nem érintette a Károlyi Mihály út, Összekötő út, Mentőállomás (mindkét irányban), Bánki Donát Iskola, Dózsakert utca, Erdész utca, Szent György utca, Szőlődomb utca, Szőlődomb utca alsó, SUOFTEC, Coloplast, Samsung megállóhelyeket. 2017. 04. 01-től a járatok nem érintették a Szabadság tér, Baross köz, Csarnok utca, Baross Gábor utca, Bányász körtér, Újtemető, Gőzfürdő és AGC Üveggyár megállóhelyeket sem. |
| 23         | 2012. 07. 01. | 2017. 12. 31.      | Autóbusz-állomás – Álmos vezér utca – Fő tér – Mártírok útja – Táncsics Mihály utca – Vértanúk tere – Népház utca – Ságvári Endre út – Omega Park | 2014-ben a Bányásznapi hétvégén munkanapi menetrenddel közlekedett. |
| 24         | ?             | 1985. 03. 03.      | Kertváros végállomás – Néphadsereg út – Dankó utca – Gellért tér – Kossuth Lajos utca – Árpád utca – Károlyi Mihály utca – Ságvári Endre út – Tóth Bucsoki út – Vértanúk tere – Táncsics Mihály út – Mártírok útja – Ifjúmunkás út – Népköztársaság útja – Felszabadulás tér – Erdész utca – Réti utca – Dózsa György út – Gellért tér – Dankó utca – Néphadsereg út – Kertváros végállomás (hurokjárat) | Visszafelé 124-es jelzéssel közlekedett. |
| 24         | 1985. 03. 04. | 1986. 05. 31.      | Kertváros végállomás – Néphadsereg út – Dankó utca – Gellért tér – Kossuth Lajos utca – Árpád utca – Károlyi Mihály utca – Ságvári Endre út – Tóth Bucsoki út – Vértanúk tere – Táncsics Mihály út – Mártírok útja – Ifjúmunkás út – Népköztársaság útja – Összekötő út – Károlyi Mihály utca – Árpád utca – Kossuth Lajos utca – Gellért tér – Dankó utca – Néphadsereg út – Kertváros végállomás (hurokárat) | Visszafelé 124-es jelzéssel közlekedett. |
| 24         | 2012. 07. 01. | 2017. 12. 31.      | Kertváros végállomás – Hadsereg utca – Szent György utca – Szőlődomb utca – Búzavirág utca – Dankó Pista utca – Dózsa György út – Vasúti felüljáró – Győri út – Komáromi utca – Fő tér – Mártírok útja – Ifjúmunkás út – Sárberki lakótelep – Bláthy Ottó utca – Ady Endre utca – Mátyás király utca – Aradi utca – Vértanúk tere – Népház utca – Semmelweis utca – Fő út – Bányász körtér | 2014-ben a Bányásznapi hétvégén munkanapi menetrenddel közlekedett. 2017. 08. 14-től egyes járatok a Vigadó út megállóhely érintésével közlekedtek. |
| 24F        | 2012. 07. 01. | 2012. 11. 30.      | Kertváros végállomás – Hadsereg utca – Szent György utca – Szőlődomb utca – Búzavirág utca – Dankó Pista utca – Dózsa György út – Vasúti felüljáró – Győri út – Komáromi utca – Fő tér – Mártírok útja – Ifjúmunkás út – Sárberki lakótelep – Bláthy Ottó utca – Ady Endre utca – Mátyás király utca – Aradi utca – Cementgyári út – 1-es főút – Tármester utca – Gyár utca – Széchenyi utca – Szabadság tér – Szent István út – Szent István úti forduló | Csak ebben az irányban iskolai előadási napokon közlekedett reggelente egy járat. |
| 24Y        | 2012. 07. 01. | 2017. 12. 31.      | Kertváros végállomás – Hadsereg utca – Szent György utca – Szőlődomb utca – Búzavirág utca – Dankó Pista utca – Dózsa György út – Vasúti felüljáró – Győri út – Komáromi utca – Fő tér – Mártírok útja – Ifjúmunkás út – Sárberki lakótelep – Bláthy Ottó utca – Csaba utca – Táncsics Mihály út – Vértanúk tere – Népház utca – Semmelweis utca – Fő út – Bányász körtér | Csak műszakváltásokkor közlekedett napi három járatpár. 2017. 08. 14-től egyes járatok a Vigadó út megállóhely érintésével közlekedtek. |
| 25         | ?             | 1986. 05. 31.      | Újváros, autóbuszállomás – Győri út – Felszabadulás tér – Népköztársaság útja – Összekötő út – Ságvári Endre út – Semmelweis utca – Fő út – Baross Gábor út – Beloiannisz út – Budai út | Átszámozva 5-ösre. |
| 25         | 2007. 05. 26. | 2012. 06. 30.      | Autóbuszállomás – Győri út – Fő tér – Köztársaság út – Összekötő út – Ságvári Endre út – Semmelweis utca – Fő út – Baross Gábor út – Szabadság tér – Széchenyi utca – Felsőgalla vasútállomás | Csak iskolai előadási napokon iskolakezdéskor és -végzéskor közlekedett néhány járat. |
| 25         | 2012. 07. 01. | 2017. 12. 31.      | Autóbusz-állomás – Győri út – Fő tér – Köztársaság út – Sárberki lakótelep – Összekötő út – Ságvári Endre út – Semmelweis utca – Fő út – Baross Gábor út – Szabadság tér – Széchenyi utca – Felsőgalla vasútállomás | Csak iskolai előadási napokon közlekedett, Újvárosból reggel, Felsőgalláról kora délután. |
| 25Y        | ?             | 1985. 03. 03.      | Újváros, autóbuszállomás – Győri út – Felszabadulás tér – Népköztársaság útja – Sárberek – Összekötő út – Ságvári Endre út – Semmelweis utca – Fő út – Baross Gábor út – Beloiannisz út – Budai út | Munkanapokon éjszakai járatként egyetlen járata volt a Budai útról. |
| 26         | 2012. 07. 01. | 2017. 12. 31.      | Omega Park – Károlyi Mihály út – Árpád utca – Kossuth Lajos utca – Dankó Pista utca – Környei út – Környei úti forduló – Környei út – Dankó Pista utca – Dózsa György út – Vasúti felüljáró – Győri út – Komáromi utca – Fő tér – Mártírok útja – Ifjúmunkás út – Sárberki lakótelep – Összekötő út – Omega Park | Csak ebben az irányban. Visszafelé 26B-s jelzéssel közlekedett. 2014-ben a Bányásznapi hétvégén munkanapi menetrenddel közlekedett. |
| 26         | 2018. 01. 01. | ma                 | Autóbusz-állomás – Jedlik Ányos utca – Mozdony út – Győri út – Vasúti felüljáró – Erdész utca – Réti utca – Dózsa György út – Bajcsy-Zsilinszky utca – Kossuth Lajos utca – Síkvölgyi út – Síkvölgy – Síkvölgyi út – Környebánya forduló | Naponta néhány járat indul csak, melyekből 2018. 12. 31-ig munkanapokon néhány a Rugógyárig, illetve onnan közlekedett. Ez utóbbi járatok 2019-től 26R jelzéssel közlekednek. |
| 26B        | 2012. 07. 01. | 2017. 12. 31.      | Omega Park – Összekötő út – Sárberki lakótelep – Ifjúmunkás út – Mártírok útja – Fő tér – Komáromi utca – Győri út – Vasúti felüljáró – Dózsa György út – Dankó Pista utca – Környei út – Környei úti forduló – Környei út – Dankó Pista utca – Kossuth Lajos utca – Árpád utca – Károlyi Mihály út – Omega Park | Csak ebben az irányban. Visszafelé 26-os jelzéssel közlekedett. 2014-ben a Bányásznapi hétvégén munkanapi menetrenddel közlekedett. |
| 26R        | 2019. 01. 01. | ma                 | Autóbusz-állomás – Jedlik Ányos utca – Mozdony út – Győri út – Vasúti felüljáró – Erdész utca – Réti utca – Dózsa György út – Bajcsy-Zsilinszky utca – Kossuth Lajos utca – Síkvölgyi út – Síkvölgy – Síkvölgyi út – Környebánya forduló – Síkvölgyi út – Rugógyár | Munkanapokon délutáni és esti műszakváltáskor közlekedik néhány járat. |
| 27         | 2007. 05. 26. | 2008. 12. 31.      | Kertváros végállomás – Hadsereg utca – Szent György utca – Szőlődomb utca – Búzavirág utca – Ipari park – Búzavirág utca – Kossuth Lajos utca – Árpád utca – Károlyi Mihály utca – Ságvári Endre út – Semmelweis utca – Fő út – Bányász körtér | Visszafelé 7-es jelzéssel közlekedett. Csak munkanapokon műszakváltásokkor közlekedett. |
| 27A        | 2007. 05. 26. | 2008. 12. 31.      | Kertváros végállomás – Hadsereg utca – Szent György utca – Szőlődomb utca – Búzavirág utca – Névtelen út – AGC – Névtelen út – Búzavirág utca – Kossuth Lajos utca – Árpád utca – Károlyi Mihály utca – Ságvári Endre út – Semmelweis utca – Fő út – Bányász körtér | Visszafelé 7A-s jelzéssel közlekedett. Csak műszakváltásokkor, néhány, csak munkanapon induló járat kivételével naponta közlekedett. |
| 27F        | 2007. 05. 26. | 2008. 12. 31.      | Kertváros végállomás – Hadsereg utca – Szent György utca – Szőlődomb utca – Búzavirág utca – Névtelen út – AGC – Névtelen út – Búzavirág utca – Kossuth Lajos utca – Árpád utca – Károlyi Mihály utca – Ságvári Endre út – Semmelweis utca – Fő út – Bányász körtér – Baross Gábor út – Szabadság tér – Szent István út – Szent István úti forduló | Visszafelé 7F-es jelzéssel közlekedett. Csak műszakváltásokkor közlekedett. |
| 28         | 2003. 10. 01. | 2007. 05. 25.      | Kertváros végállomás – Hadsereg utca – Szent György utca – Kertváros lakótelep forduló – Szent György utca – Hadsereg utca – Alkotmány utca – Lapatári utca – Dózsakerti összekötő út – Réti utca – Dózsa György út – Vasúti felüljáró – Győri út – Árpád vezér utca – Komáromi utca – Fő tér – Mártírok útja – Ifjúmunkás út – Sárberki lakótelep – Összekötő út – Ságvári Endre út – Semmelweis utca – Fő út – Baross Gábor út – Szabadság tér – Széchenyi utca – Szent István út – Szent István úti forduló | Csak késő délutánig közlekedett. |
| 28         | 2007. 05. 26. | 2007. 09. 30.      | Kertváros végállomás – Hadsereg utca – Szent György utca – Kertváros lakótelep forduló – Szent György utca – Hadsereg utca – Alkotmány utca – Lapatári utca – Dózsakerti összekötő út – Réti utca – Dózsa György út – Vasúti felüljáró – Köztársaság út – Sárberki lakótelep – Összekötő út – Ságvári Endre út – Semmelweis utca – Fő út – Baross Gábor út – Szabadság tér – Szent István út – Szent István úti forduló | |
| 28         | 2007. 10. 01. | 2008. 12. 31.      | Kertváros végállomás – Hadsereg utca – Szent György utca – Kertváros lakótelep forduló – Szent György utca – Hadsereg utca – Alkotmány utca – Lapatári utca – Dózsakerti összekötő út – Réti utca – Dózsa György út – Vasúti felüljáró – Győri út – Álmos vezér utca – Fő tér – Mártírok útja – Ifjúmunkás út – Sárberki lakótelep – Összekötő út – Ságvári Endre út – Semmelweis utca – Fő út – Baross Gábor út – Szabadság tér – Szent István út – Szent István úti forduló | |
| 28P        | 2007. 10. 01. | 2008. 12. 31.      | Kertváros végállomás – Hadsereg utca – Szent György utca – Kertváros lakótelep forduló – Szent György utca – Hadsereg utca – Alkotmány utca – Lapatári utca – Dózsakerti összekötő út – Réti utca – Dózsa György út – Vasúti felüljáró – Győri út – Álmos vezér utca – Fő tér – Mártírok útja – Ifjúmunkás út – Sárberki lakótelep – Összekötő út – Ságvári Endre út – Semmelweis utca – Fő út – Baross Gábor út – Szabadság tér – Széchenyi utca – Felsőgalla vasútállomás – Széchenyi utca – Szent István út – Szent István úti forduló | Csak ebben az irányban iskolai előadási napokon reggel közlekedett egyetlen járat. |
| 30         | 2007. 05. 26. | 2008. 03. 28.      | Autóbuszállomás – Győri út – Komáromi utca – Fő tér – Mártírok útja – Ifjúmunkás út – Köztársaság útja – Március 15. utca – Táncsics Mihály út – Cementgyári út – 1-es főút – Gyár utca – Széchenyi utca – Szabadság tér – Szent István út – Szent István úti forduló – Szent István út – Szabadság tér – Baross Gábor út – Gábor Áron utca / Deák Ferenc utca – Tatai út – Vértanúk tere – Népház utca – Ságvári Endre út – Károlyi Mihály út – Árpád utca – Kossuth Lajos utca – Dankó Pista utca – Búzavirág utca – Szőlődomb utca – Szent György utca – Hadsereg út – Kertvárosi végállomás – Hadsereg út – Gerecse utca – Lapatári utca – Dózsakerti összekötő út – Erdész utca – Vasúti felüljáró – Győri út – Autóbuszállomás (körjárat) | Esti-éjszakai járat, mindkét irányban. |
| 31         | 2007. 05. 26. | 2008. 03. 28.      | Autóbuszállomás – Győri út – Fő tér – Köztársaság útja – Sárberki lakótelep – Bláthy Ottó utca – Ady Endre utca – Mátyás király út – Aradi utca – Tatai út – Deák Ferenc utca / Gábor áron utca – Baross Gábor út – Fő út – Semmelweis utca – Ságvári Endre út – Károlyi Mihály út – Árpád utca – Kossuth Lajos utca – Dankó Pista utca – Környei út – Környei úti forduló – Környei út – Dankó Pista utca – Dózsa György út – Réti utca – Erdész utca – Vasúti felüljáró – Győri út – Autóbuszállomás (körjárat) | Esti-éjszakai járat, mindkét irányban. |
| 31         | 2008. 03. 29. | 2012. 06. 30.      | Autóbuszállomás – Győri út – Komáromi utca – Fő tér – Mártírok útja – Ifjúmunkás út – Sárberki lakótelep – Összekötő út – Károlyi Mihály út – Árpád utca – Kossuth Lajos utca – Bajcsy-Zsilinszky utca – Dózsa György út – Vasúti felüljáró – Győri út – Autóbuszállomás (körjárat) | 2008. 12. 31-ig csak esti-éjszakai járatként, csak ebben az irányban közlekedett. 2009. 01. 01-től mindkét irányban egész nap járt, 2009. 02. 01.-től csak ebben az itányban járt, visszafelé 41-es számozással közlekedett. |
| 31         | 2012. 07. 01. | 2017. 12. 31.      | Omega Park – Károlyi Mihály út – Árpád utca – Kossuth Lajos utca – Bajcsy-Zsilinszky utca – Dózsa György út – Vasúti felüljáró – Győri út – Győri út – Komáromi utca – Fő tér – Mártírok útja – Ifjúmunkás út – Sárberki lakótelep – Összekötő út – Omega Park | Esti-éjszakai járat volt, csak ebben az irányban közlekedett. |
| 32         | 2008. 03. 29. | 2009. 01. 31.      | Autóbuszállomás – Győri út – Vasúti felüljáró – Erdész utca – Réti utca – Dózsa György út – Dankó Pista utca – Környei út – Környei úti forduló – Környei út – Búzavirág utca – Szőlődomb utca – Szent György utca – Hadsereg út – Kertváros végállomás – Hadsereg út – Gerecse utca – Lapatári út – Rákóczi Ferenc út – Győri út – Autóbuszállomás (körjárat) | 2008. 12. 31-ig csak esti-éjszakai járatként csak ebben az irányban járt. 2009. 01. 01-től kora délutántól éjszakáig közlekedett mindkét irányban. |
| 32         | 2009. 02. 01. | 2012. 06. 30.      | Autóbuszállomás – Győri út – Vasúti felüljáró – Erdész utca – Réti utca – Dózsa György út – Dankó Pista utca – Búzavirág utca – Szőlődomb utca – Szent György utca – Hadsereg út – Kertváros végállomás – Hadsereg út – Gerecse utca – Lapatári út – Rákóczi Ferenc út – Győri út – Autóbuszállomás (körjárat) | Csak délutántól kora estig közlekedett. Visszafelé 42-es számozással közlekedett. |
| 32         | 2012. 07. 01. | 2017. 12. 31.      | Autóbusz-állomás – Győri út – Vasúti felüljáró – Erdész utca – Réti utca – Dózsa György út – Dankó Pista utca – Környei út – Környei úti forduló – Környei út – Búzavirág utca – Szőlődomb utca – Szent György utca – Hadsereg út – Kertváros végállomás – Hadsereg út – Gerecse utca – Lapatári út – Rákóczi Ferenc út – Győri út – Autóbusz-állomás | Esti-éjszakai járat volt, csak ebben az irányban közlekedett. |
| 32Y        | 2009. 02. 01. | 2012. 06. 30.      | Autóbuszállomás – Győri út – Vasúti felüljáró – Erdész utca – Réti utca – Dózsa György út – Dankó Pista utca – Környei út – Környei úti forduló – Környei út – Búzavirág utca – Szőlődomb utca – Szent György utca – Hadsereg út – Kertváros végállomás – Hadsereg út – Gerecse utca – Lapatári út – Rákóczi Ferenc út – Győri út – Autóbuszállomás (körjárat) | Esti-éjszakai járat volt, csak ebben az irányban közlekedett. |
| 33         | 2008. 03. 29. | 2012. 06. 30.      | Autóbuszállomás – Álmos vezér út – Fő tér – Mártírok útja – Ifjúmunkás út – Táncsics Mihály út – Vértanúk tere – Népház utca – Ságvári Endre út – Károlyi Mihály út – Összekötő út – Köztársaság útja – Fő tér – Győri út – Autóbuszállomás (körjárat) | 2008. 12. 31-ig csak esti-éjszakai járatként, csak ebben az irányban közlekedett. 2009. 01. 01. és 2009. 01. 31. között kora délutántól éjszakáig járt mindkét irányban. 2009. 02. 01-től csak ebben az irányban, kora délutántól éjszakáig közlekedett. Visszafelé 43-as jelzéssel járt. |
| 33         | 2012. 07. 01. | 2017. 12. 31.      | Omega Park – Összekötő út – Köztársaság útja – Fő tér – Győri út – Álmos vezér utca – Fő tér – Mártírok útja – Ifjúmunkás út – Táncsics Mihály út – Vértanúk tere – Népház utca – Ságvári Endre út – Omega Park | Esti-éjszakai járat volt, csak ebben az irányban közlekedett. |
| 35         | 2008. 03. 29. | 2008. 12. 31.      | TESCO – Összekötő út – Ságvári Endre út – Népház utca – Vértanúk tere – Tatai út – Deák Ferenc utca – Baross Gábor út – Szent István út – Szent István úti forduló – Szent István út – Széchenyi utca – Gyár utca – Térmester utca – 1-es főút – Tarjáni út – Cementgyári út – Aradi utca – Mátyás király utca – Ady Endre utca – Bláthy Ottó utca – TESCO (körjárat) | Esti-éjszakai járat csak ebben az irányban. |
| 35         | 2009. 01. 01. | 2009. 01. 31.      | Összekötő út – Ságvári Endre út – Semmelweis utca – Fő út – Baross Gábor út – Gábor Áron út – Deák Ferenc utca – Baross Gábor út – Szent István út – Szent István úti forduló – Szent István út – Széchenyi utca – Gyár utca – Térmester utca – 1-es főút – Tarjáni út – Cementgyári út – Aradi utca – Mátyás király utca – Ady Endre utca – Bláthy Ottó utca – Összekötő út (körjárat) | 2009. 01. 31-ig kora délutántól éjszakáig közlekedett mindkét irányban. 2009. 02. 01-től csak ebben az irányban, kora délutántól éjszakáig járt. Visszafelé 45-ös jelzéssel közlekedett. |
| 35         | 2012. 07. 01. | 2017. 12. 31.      | Omega Park – Ságvári Endre út – Semmelweis utca – Fő út – Baross Gábor út – Gábor Áron út – Deák Ferenc utca – Baross Gábor út – Szent István út – Szent István úti forduló – Szent István út – Széchenyi utca – Gyár utca – Térmester utca – 1-es főút – Tarjáni út – Cementgyári út – Aradi utca – Mátyás király utca – Ady Endre utca – Bláthy Ottó utca – Összekötő út – Omega Park | Esti-éjszakai járat volt, csak ebben az irányban közlekedett. |
| 36         | 2018. 01. 01. | ma                 | Bányász körtér – Hosszú sor – Síkvölgyi út – Rugógyár | Csak munkanapokon műszakváltásokkor, és szombat reggelente közlekedik egy-egy járat. |
| 38         | 2020. 03. 16. | ma                 | Kertváros végállomás – Hadsereg utca – Alkotmány utca – Lapatári utca – Dózsakerti összekötő út – Réti utca – Dózsa György út – Vasúti felüljáró – Győri út – Mozdony út – Jedlik Ányos utca – Autóbusz-állomás – Jedlik Ányos utca – Ond vezér utca – Győri út – Töhötöm vezér utca (csak visszafelé) – Komáromi utca – Mártírok útja – Ifjúság út – Köztársaság út – Bláthy Ottó utca – Ady Endre utca – Mátyás király utca – Aradi utca – Tatai út – Népház utca – Vértanúk tere – Népház utca – Semmelweis út – Dr. Mohi Rezső utca – Bányász körtér | Munkanapokon ritkán, hétvégente és ünnepnapokon egész nap sűrűbben közlekedik. 2020. 06. 14-ig egyes járatok Kertvárosi lakótelep betéréssel közlekedtek. |
| 38G        | 2020. 06. 15. | ma                 | Kertváros végállomás – Hadsereg utca – Alkotmány utca – Lapatári utca – Dózsakerti összekötő út – Réti utca – Dózsa György út – Vasúti felüljáró – Győri út – Mozdony út – Jedlik Ányos utca – Autóbusz-állomás – Jedlik Ányos utca – Ond vezér utca – Győri út – Töhötöm vezér utca (csak visszafelé) – Komáromi utca – Mártírok útja – Ifjúság út – Köztársaság út – Bláthy Ottó utca – Ady Endre utca – Mátyás király utca – Aradi utca – Tatai út – Népház utca – Vértanúk tere – Népház utca – Semmelweis út – Dr. Mohi Rezső utca – Mikovinyi Sámuel utca – Vigadó utca – Rózsa utca – Gyöngyvirág sor – Dr. Mohi Rezső utca – Bányász körtér | Munkanapokon ritkán, hétvégente és ünnepnapokon egész nap sűrűbben közlekedik. |
| 41         | 2009. 02. 01. | 2012. 06. 30.      | Autóbuszállomás – Győri út – Vasúti felüljáró – Dózsa György út – Bajcsy-Zsilinszky utca – Kossuth Lajos utca – Árpád utca – Károlyi Mihály út – Összekötő út – Sárberki lakótelep – Ifjúmunkás út – Mártírok útja – Fő tér – Komáromi utca – Győri út – Autóbuszállomás (körjárat) | Visszafelé 31-es számozással közlekedett. |
| 42         | 2009. 02. 01. | 2012. 06. 30.      | Autóbuszállomás – Győri út – Rákóczi Ferenc út – Lapatári út – Gerecse utca – Hadsereg út – Kertváros végállomás – Hadsereg út – Szent György utca – Szőlődomb utca – Búzavirág utca – Dankó Pista utca – Dózsa György út – Réti utca – Erdész utca – Vasúti felüljáró – Győri út – Autóbuszállomás (körjárat) | Csak délutántól kora estig közlekedett. Visszafelé 32-es számozással közlekedett. |
| 43         | 2009. 02. 01. | 2012. 06. 30.      | Autóbuszállomás – Győri út – Fő tér – Köztársaság útja – Összekötő út – Károlyi Mihály út – Ságvári Endre út – Népház utca – Vértanúk tere – Táncsics Mihály út – Ifjúmunkás út – Mártírok útja – Fő tér – Álmos vezér út – Autóbuszállomás (körjárat) | Csak ebben az irányban, kora délutántól éjszakáig közlekedett. Visszafelé 33-as jelzéssel közlekedett. |
| 44         | 2003. 10. 01. | 2007. 05. 25.      | Kertváros végállomás – Hadsereg utca – Szent György utca – Szőlődomb utca – Búzavirág utca – Ipari park – Búzavirág utca – Kossuth Lajos utca – Árpád utca – Károlyi Mihály utca – Ságvári Endre út – Semmelweis utca – Fő út – Bányász körtér | 2006. 02. 14-ig az utolsó Kertvárosból induló járat a Bányász körtér – Fő út – Baross Gábor út – Szabadság tér – Szent István út kibővített útvonalon a Szent István úti fordulóig közlekedett. A járatok az Ipari Parkban a kertvárosi oldalon fekvő buszmegállókban nem álltak meg. 2005. 12. 22-től ugyanez a járat az Ipari Park – Névtelen út – AGC – Névtelen út – Ipari Park betéréssel járt. 2006. 02. 15-től egyes járatok munkanapokon az AGC-ig meghosszabbított betéréssel közlekedtek. Az utolsó Kertvárosból induló járat AGC-s betérővel a Bányász körtér – Fő út – Baross Gábor út – Szabadság tér – Szent István út kibővített útvonalon a Szent István úti fordulóig közlekedett. 2006. 08. 01-től ugyanezen az útvonalon visszafelé a hétvégén és ünnepnapokon 21:00-kor induló járat a Szent István úti fordulótól közlekedett. A járatok az Ipari Parkban a kertvárosi oldalon fekvő buszmegállókban 2007. 01. 16-ig nem álltak meg. 2007. 01. 17-től viszont igen, ezért a Kertvárosból induló járatok egy különálló „K”, a Bányász körtértől indulók „B” jelzéssel közlekedtek. Ezek általában a busz ablakára ragasztott jelzések voltak. |
| 45         | 2009. 02. 01. | 2012. 06. 30.      | Összekötő út – Bláthy Ottó utca – Ady Endre utca – Mátyás király utca – Aradi utca – Cementgyári út – Tarjáni út – 1-es főút – Térmester utca – Gyár utca – Széchenyi utca – Szent István út – Szent István úti forduló – Szent István út – Baross Gábor út – Gábor Áron út – Deák Ferenc utca – Baross Gábor út – Fő út – Semmelweis utca – Ságvári Endre út – Összekötő út (körjárat) | Csak ebben az irányban, kora délutántól éjszakáig közlekedett. Visszafelé 35-ös jelzéssel közlekedett. |
| 45         | 2012. 07. 01. | 2017. 12. 31.      | Omega Park – Összekötő út – Március 15. út – Táncsics Mihály út – Csaba utca – Ady Endre utca – Mátyás király utca – Aradi utca – Cementgyári út – Tarjáni út – 1-es főút – Térmester utca – Gyár utca – Szent István út – Szent István úti forduló | 2014-ben a Bányásznapi hétvégén munkanapi menetrenddel közlekedett. |
| 50         | 2018. 01. 01. | ma                 | Autóbusz-állomás – Jedlik Ányos utca – Mozdony út – Győri út – Vasúti felüljáró – Dózsa György út – Dankó Pista utca – Búzavirág út – Orgonás út – Üveggyár utca – Kőhíd út – Bridgestone | Reggeli és délutáni csúcsidőben közlekedik néhány járat. |
| 51         | 2018. 01. 01. | ma                 | Szent István úti forduló – Szent István út – Szabadság tér – Baross Gábor út – Dr. Mohi Rezső utca – Semmelweis út – Sztent Borbála út – Omega Park – Károlyi Mihály utca – Árpád utca – Kossuth Lajos utca – Dankó Pista utca – Búzavirág út – Orgonás út – Üveggyár utca – Henkel | Műszakváltásokkor közlekedik néhány járat. Munkanapokon reggelente a Szent István út felől, délutánonként az Ipari Parkból induló járatok közül egy-egy a Bridgestone-ig, illetve onnan közlekedik. |
| 51B        | 2018. 01. 01. | ma                 | Szent István úti forduló – Szent István út – Szabadság tér – Baross Gábor út – Dr. Mohi Rezső utca – Semmelweis út – Sztent Borbála út – Omega Park – Károlyi Mihály utca – Árpád utca – Kossuth Lajos utca – Bajcsy-Zsilinszky utca – Dózsa György út – Réti utca – Dózsakerti összekötő út – Rákóczi Ferenc út – Búzavirág út – Orgonás út – Üveggyár utca – Kőhíd út – Bridgestone | Naponta a reggeli és a délutáni műszakváltásokkor közlekedik egy-egy járatpár. 2019. 01. 01-ig az Ipari Parkban az Otto Fuchs, Lotte-Samsung, BD Hungary és Henkel megállóhelyeken nem állt meg. Hétvégenként nem érinti az Otto Fuchs, Coloplast, Lotte-Samsung, AGC Üveggyár, BD Hungary, Henkel megállóhelyeket. |
| 52         | 2018. 01. 01. | ma                 | Végállomás – Tatai út – Eszterházy József utca – Táncsics Mihály út – Március 15. út – Köztársaság út – Sárberki lakótelep – Köztársaság út – Összekötő út – Omega Park – Károlyi Mihály utca – Árpád utca – Kossuth Lajos utca – Bajcsy-Zsilinszky utca – Dózsa György út – Réti utca – Dózsakerti összekötő út – Lapatári út – Gerecse utca – Hadsereg utca – Kertváros, végállomás | Munkanapokon reggel a Végállomástól és este Kertvárosból, valamint szabadnapokon reggelente mindkét irányból közlekedik egy-egy járat. |
| 52I        | 2018. 01. 01. | ma                 | Végállomás – Tatai út – Eszterházy József utca – Táncsics Mihály út – Március 15. út – Köztársaság út – Sárberki lakótelep – Köztársaság út – Összekötő út – Omega Park – Károlyi Mihály utca – Árpád utca – Kossuth Lajos utca – Bajcsy-Zsilinszky utca – Dózsa György út – Réti utca – Dózsakerti összekötő út – Rákóczi Ferenc út – Búzavirág út – Orgonás út – Üveggyár utca – Kőhíd út – Bridgestone | Munkanapokon a reggeli és a délutáni műszakváltáskor közlekedik egy-egy járatpár. |
| 53         | 2018. 01. 01. | ma                 | Végállomás – Tatai út – Eszterházy József utca – Táncsics Mihály út – Mártírok útja – Komáromi utca – Töhötöm vezér utca (csak odafelé) – Győri út – Rákóczi Ferenc út – Búzavirág út – Orgonás út – Üveggyár utca – Henkel | Naponta műszakváltásokkor közlekedik néhány járat. 2020. 06. 15. óta szabad- és munkaszüneti napokon induló járatok kertvárosi betéréssel közlekednek a következő útvonalon: ... – Rákóczi Ferenc utca – Lapatári út – Gerecse utca – Hadsereg utca – Kertváros, végállomás – Hadsereg utca – Szent György utca – Szőlődomb utca – Búzavirág utca – .... |
| 53B        | 2018. 01. 01. | ma                 | Végállomás – Tatai út – Aradi utca – Mátyás király utca – Ady Endre utca – Bláthy Ottó utca – Köztársaság út – Ifjúság út – Mártírok útja – Komáromi utca – Töhötöm vezér utca (csak odafelé) – Győri út – Rákóczi Ferenc út – Lapatári út – Gerecse utca – Hadsereg utca – Kertváros, végállomás – Hadsereg utca – Szent György utca – Szőlődomb utca – Búzavirág út – Orgonás út – Üveggyár utca – Kőhíd út – Bridgestone | Naponta a reggeli és a délutáni műszakváltásokkor közlekedik egy-egy járatpár. 2019. 01. 01-ig az Ipari Parkban az Otto Fuchs, Lotte-Samsung, BD Hungary és Henkel megállóhelyeken nem állt meg. Hétvégenként nem érinti az Otto Fuchs, Coloplast, Lotte-Samsung, AGC Üveggyár, BD Hungary, Henkel megállóhelyeket. |
| 53I        | 2018. 01. 01. | ma                 | Végállomás – Tatai út – Eszterházy József utca – Táncsics Mihály út – Március 15. út – Köztársaság út – Győri út – Álmos vezér utca – Komáromi utca – Töhötöm vezér utca (csak odafelé) – Győri út – Rákóczi Ferenc út – Búzavirág út – Orgonás út – Üveggyár utca – Kőhíd út – Bridgestone | Munkanapokon reggel a Végállomástól és délután a Bridgestone-tól közlekedik egy-egy járat. |
| 54         | 2018. 01. 01. | 2018. 06. 30.      | Kertváros, végállomás – Hadsereg utca – Szent György utca – Szőlődomb utca – Búzavirág út – Orgonás út – Üveggyár utca – Henkel | Naponta műszakváltásokkor közlekedett néhány járat. Egyes járatok a Bridgestone-ig, illetve onnan jártak. |
| 54         | 2018. 07. 01. | ma                 | Kertváros, végállomás – Hadsereg utca – Szent György utca – Szőlődomb utca – Búzavirág út – Orgonás út – Üveggyár utca – Kőhíd út – Bridgestone | Naponta műszakváltásokkor közlekedik néhány járat. |
| 55         | 2018. 01. 01. | ma                 | Omega Park – Összekötő út – Köztársaság út – Győri út – Mozdony út – Jedlik Ányos utca – Ond vezér utca – Győri út – Rákóczi Ferenc út – Búzavirág út – Orgonás út – Üveggyár utca – Henkel | Naponta műszakváltásokkor közlekedik néhány járat. Munkanapokon délutánonként egy járat a Bridgestone-ig, illetve onnan közlekedik. |
| 57         | 2018. 01. 01. | 2018. 06. 30.      | Végállomás – Tatai út – Aradi utca – Mátyás király utca – Ady Endre utca – Bláthy Ottó utca – Köztársaság út – Ifjúság út – Mártírok útja – Komáromi utca – Töhötöm vezér utca (csak odafelé) – Győri út – Rákóczi Ferenc út – Búzavirág út – Orgonás út – Üveggyár utca – Kőhíd út – Bridgestone | Munkanapokon a reggeli és a délutáni műszakváltáskor közlekedett, reggelente csak a Végállomástól, délután mindkét irányban indult egy-egy járat. |
| 57         | 2018. 07. 01. | ma                 | Végállomás – Tatai út – Aradi utca – Mátyás király utca – Ady Endre utca – Bláthy Ottó utca – Köztársaság út – Ifjúság út – Mártírok útja – Komáromi utca – Töhötöm vezér utca (csak odafelé) – Győri út – Ond vezér utca – Jedlik Ányos utca – Mozdony út – Győri út – Vasúti felüljáró – Dózsa György út – Dankó Pista utca – Búzavirág út – Orgonás út – Üveggyár utca – Kőhíd út – Bridgestone | Munkanapokon a reggeli és a délutáni műszakváltáskor közlekedik, reggelente a Végállomástól, délután a Bridgestone-tól indul egy-egy járat. |
| 59         | 2018. 01. 01. | ma                 | Végállomás – Tatai út – Aradi utca – Mátyás király utca – Ady Endre utca – Bláthy Ottó utca – Sárberki lakótelep – Köztársaság út – Dózsa György út – Réti utca – Dózsakerti összekötő út – Rákóczi Ferenc út – Búzavirág út – Orgonás út – Üveggyár utca – Henkel | Naponta műszakváltásokkor közlekedik néhány járat. |
| 59B        | 2018. 01. 01. | ma                 | Végállomás – Tatai út – Népház utca – Vértanúk tere – Népház utca – Szent Borbála út – Összekötő út – Köztársaság út – Ifjúság út – Mártírok útja – Komáromi utca – Álmos vezér utca – Győri út – Vasúti felüljáró – Dózsa György út – Réti utca – Dózsakerti összekötő út – Rákóczi Ferenc út – Búzavirág út – Orgonás út – Üveggyár utca – Kőhíd út – Bridgestone | Naponta a délutáni és esti műszakváltásokkor közlekedik egy-egy járatpár. Hétvégenként nem érinti az Otto Fuchs, Coloplast, Lotte-Samsung, AGC Üveggyár, BD Hungary, Henkel megállóhelyeket. |
| 59I        | 2018. 01. 01. | ma                 | Végállomás – Tatai út – Aradi utca – Mátyás király utca – Ady Endre utca – Bláthy Ottó utca – Sárberki lakótelep – Ifjúság út – Mártírok útja – Komáromi utca – Álmos vezér utca – Győri út – Vasúti felüljáró – Erdész utca – Réti utca – Dózsa György út – Dankó Pista utca – Búzavirág út – Orgonás út – Üveggyár utca – Kőhíd út – Bridgestone | Munkanapokon a reggeli és a délutáni műszakváltáskor közlekedik egy-egy járatpár. |
| 60         | 1994. 08. 29. | 2001. 05. 05.      | Újváros, autóbuszállomás – Komáromi utca – Fő tér – Mártírok útja – Ifjúmunkás út – Köztársaság út – Fő tér – Vasúti felüljáró – Erdész utca – Réti utca – Dózsa György út – Bajcsy-Zsilinszky utca – Kossuth Lajos utca – Síkvölgyi út – Környebánya forduló – Síkvölgyi utca – Rugógyár | Esténként egy-egy járat közlekedett csak. |
| 61         | 1994. 08. 29. | 2001. 05. 05.      | Újváros, autóbuszállomás – Komáromi utca – Fő tér – Mártírok útja – Ifjúmunkás út – Köztársaság út – Fő tér – Vasúti felüljáró – Erdész utca – Réti utca – Dózsa György út – Bajcsy-Zsilinszky utca – Kossuth Lajos utca – Síkvölgyi út – Síkvölgy – Környebánya – Síkvölgyi utca – Fő utca – Semmelweis utca – Ságvári Endre út – Összekötő út – Sárberki lakótelep –Ifjúmunkás út – Mártírok útja – Fő tér – Komáromi utca – Újváros, autóbuszállomás | Csak ebben az irányban közlekedett korán reggelente. 1994. 10. 01. és 1996. 06. 14. között volt egy ellenirányú párja 62-es jelzéssel. |
| 62         | 1994. 10. 01. | 1996. 06. 14.      | Újváros, autóbuszállomás – Komáromi utca – Komáromi utca – Fő tér – Mártírok útja – Ifjúmunkás út – Ifjúmunkás út – Sárberki lakótelep – Összekötő út – Ságvári Endre út – Semmelweis utca – Fő utca – Síkvölgyi utca – Környebánya – Síkvölgyi út – Síkvölgy – Síkvölgyi út – Kossuth Lajos utca – Bajcsy-Zsilinszky utca – Dózsa György út – Réti utca – Erdész utca – Vasúti felüljáró – Fő tér – Köztársaság út – Ifjúmunkás út – Mártírok útja – Fő tér – Komáromi utca – Újváros, autóbuszállomás | Visszafelé 61-es számozással közlekedett. Csak kora este, április 1-től október 30-ig járt, minden nap egyetlen alkalommal. |
| 70         | 2019. 01. 01. | ma                 | Autóbusz-állomás – Jedlik Ányos utca – Mozdony út – Álmos vezér utca – Komáromi utca – Mártírok útja – Táncsics Mihály út – Tolnai utca – Panoráma út – Gerecse Kapuja | Csak március 15. és október 31. között hétvégenként, kirándulásra alkalmas idő és – 2020. 06. 15-től – utazási igény esetén közlekedik. |
| 71         | 2020. 06. 15. | ma                 | Autóbusz-állomás – Jedlik Ányos utca – Mozdony út – Álmos vezér utca – Komáromi utca – Töhötöm vezér utca (csak odafelé) – Győri út – Szanatóriumi út – Szanatórium | Csak március 15. és október 31. között naponta közlekedik reggel és délután egy-egy járatpár. |
| 88         | 2006. 06. 06. | 2007. 05. 25.      | Kertváros végállomás – Hadsereg utca – Szent György utca – Kertváros lakótelep forduló – Szent György utca – Hadsereg utca – Alkotmány utca – Lapatári utca – Dózsakerti összekötő út – Réti utca – Dózsa György út – Vasúti felüljáró – Győri út – Árpád vezér utca – Komáromi utca – Fő tér – Mártírok útja – Ifjúmunkás út – Sárberki lakótelep – Összekötő út – Ságvári Endre út – Népház utca – Vértanúk tere – Aradi utca – Mátyás király utca – Ady Endre utca – Csaba utca – Táncsics Mihály utca – Autópálya elágazás | Csak ebben az irányban, csak tanszünetben munkanapokon közlekedett műszakváltáskor egy-egy járat. |
| 104        | ?             | 1986. 05.31.       | Kertváros végállomás – Néphadsereg utca – Élmunkás utca – Kertváros lakótelep forduló – Élmunkás utca – Néphadsereg utca – Dankó utca – Gellért tér – Kossuth Lajos utca – Árpád utca – Károlyi Mihály utca – Ságvári Endre út – Semmelweis utca – Fő út – Bányász körtér – Baross Gábor utca – Szabadság tér – Széchenyi utca – Felső vasútállomás | Visszafelé 4-es számozással közlekedett. |
| 106        | ?             | 1985. 03. 03.      | Újváros autóbusz állomás – Komáromi utca – Felszabadulás tér – Mártírok útja – Ifjúmunkás út – Népköztársaság útja – Összekötő út – Ságvári Endre út – Semmelweis utca – Fő utca – Bányász körtér – Hosszú sor – Síkvölgy út – Környebánya – Síkvölgyi utca – Kossuth Lajos utca – Bajcsy-Zsilinszky utca – Dózsa György út – Réti utca – Erdész utca – Győri út – Újváros autóbusz állomás | Visszafelé 6-os számozással közlekedett. |
| 106        | 1985. 03. 04. | 1986. 05. 31.      | Újváros, autóbuszállomás – Komáromi utca – Felszabadulás tér – Mártírok útja – Ifjúmunkás út – Népköztársaság útja – Összekötő út – Ságvári Endre út – Semmelweiss utca – Fő utca – Bányász körtér – Hosszú sor – Síkvölgy út – Környebánya – Síkvölgyi utca – Kossuth Lajos utca – Bajcsy-Zsilinszky utca – Réti utca – Erdész utca – Dózsa György út – II. sz. Kórház – Dózsa György út – Bajcsy-Zsilinszky utca – Kossuth Lajos utca – Síkvölgyi utca – Környebánya – Síkvölgy út – Hosszú sor – Bányász körtér – Fő utca – Semmelweis utca – Ságvári Endre út – Összekötő út – Népköztársaság útja – Ifjúmunkás út – Mártírok útja – Felszabadulás tér – Komáromi utca – Újváros, autóbuszállomás | Ebben az időszakban 6-os számozással nem közlekedett járat. |
| 115        | ?             | 1985. 03. 03.      | Újváros, autóbuszállomás – Komáromi utca – Mártírok útja – Ifjúmunkás út – Népköztársaság útja – Összekötő út – Károlyi Mihály utca – Árpád utca – Kossuth Lajos utca – Bajcsy-Zsilinszky utca – Dózsa György út – Réti utca – Erdész utca – Győri út – Újváros, autóbuszállomás | Visszafelé 15-ös számozással közlekedett. |
| 115        | 1985. 03. 04. | 1986. 05. 31.      | Újváros, autóbuszállomás – Komáromi utca – Mártírok útja – Ifjúmunkás út – Népköztársaság útja – Összekötő út – Károlyi Mihály utca – Árpád utca – Kossuth Lajos utca – Bajcsy-Zsilinszky utca – Dózsa György út – Réti utca – Erdész utca – Dózsa György út – II. sz. Kórház – Dózsa György út – Bajcsy-Zsilinszky utca – Kossuth Lajos utca – Árpád utca – Károlyi Mihály utca – Összekötő út – Népköztársaság útja – Ifjúmunkás út – Mártírok útja – Komáromi utca – Újváros, autóbuszállomás | Ebben az időszakban 15-ös számozással nem közlekedett járat. |
| 119        | ?             | 1985. 03. 03.      | Kertváros végállomás – Néphadsereg út – Élmunkás utca – Kertvárosi lakótelep forduló – Élmunkás utca – Néphadsereg út – Dankó utca – Gellért tér – Dózsa György út – Felszabadulás tér – Komáromi utca – Újváros, autóbuszállomás | Visszafelé 19-es számozással közlekedett. |
| 119        | 1985. 03. 04. | 1986. 05. 31.      | Kertváros végállomás – Néphadsereg út – Élmunkás utca – Kertvárosi lakótelep forduló – Élmunkás utca – Néphadsereg út – Dankó utca – Gellért tér – Kossuth Lajos utca – Árpád utca – Károlyi Mihály utca – Összekötő út – Népköztársaság útja – Felszabadulás tér – Komáromi utca – Újváros, autóbuszállomás | Visszafelé 19-es számozással közlekedett. A járat a Kertvárosi elágazás és Sárberek bejárati út között megállás nélkül, gyorsjáratként közlekedett. |
| 124        | ?             | 1985. 03. 03.      | Kertváros végállomás – Néphadsereg út – Dankó utca – Gellért tér – Dózsa György út – Réti utca – Erdész utca – Felszabadulás tér – Népköztársaság útja – Ifjúmunkás út – Mártírok útja – Táncsics Mihály út – Vértanúk tere – Tóth Bucsoki út – Ságvári Endre út – Károlyi Mihály utca – Árpád utca – Kossuth Lajos utca – Gellért tér – Dankó utca – Néphadsereg út – Kertváros végállomás (hurokjárat) | Visszafelé 24-es jelzéssel közlekedett. |
| 124        | 1985. 03. 04. | 1986. 05. 31.      | Kertváros végállomás – Néphadsereg út – Dankó utca – Gellért tér – Kossuth Lajos utca – Árpád utca – Károlyi Mihály utca – Összekötő út – Népköztársaság útja – Ifjúmunkás út – Mártírok útja – Táncsics Mihály út – Vértanúk tere – Tóth Bucsoki út – Ságvári Endre út – Károlyi Mihály utca – Árpád utca – Kossuth Lajos utca – Gellért tér – Dankó utca – Néphadsereg út – Kertváros végállomás (hurokjárat) | Visszafelé 24-es jelzéssel közlekedett. |
| A          | 1986. 06. 01. | 1989. 05. 27.      | Újváros, autóbuszállomás – Komáromi utca – Felszabadulás tér – Mártírok útja – Táncsics Mihály út – Tolnai utca – Panoráma út – Turul Emlékmű | Csak május 1. és szeptember 30. között hétvégenként, kirándulásra alkalmas idő esetén közlekedett. Csak a buszvezetőnél megváltott menetjeggyel lehetett igénybe venni. |
| B          | 1986. 06. 01. | 1989. 05. 27.      | Újváros, autóbuszállomás – Győri út – Felszabadulás tér – Népköztársaság útja – Összekötő út – Ságvári Endre út – Semmelweis utca – Fő út – Bányász körtér – Baross Gábor út – Beloiannisz út – Budai út – 1-es út – Birka csárda | Csak december 1. és február 28. között hétvégenként, síelésre alkalmas idő esetén közlekedett. Csak a buszvezetőnél megváltott menetjeggyel lehetett igénybe venni. |
| Nosztalgia | 2005. 07. 31. | 2006. 09. 03.      | Újváros autóbuszállomás – Komáromi utca – Fő tér – Mártírok útja – Táncsics Mihály út – Panoráma út – Turul emlékmű – Panoráma út – Táncsics Mihály út – Vértanúk tere – Népház utca – Ságvári Endre út – Károlyi Mihály utca – Vágóhíd utca – Skanzen – Vágóhíd utca – Árpád utca – Kossuth Lajos utca – Bajcsy-Zsilinszky utca – Dózsa György út – Vasúti felüljáró – Fő tér – Győri út – Újváros autóbuszállomás | A járatok csak 2005. 07. 31-től 2005. 09. 04-ig, 2006. 07. 18-tól 2006. 07. 23-ig, valamint 2006. 08. 20-tól 2006. 09. 03-ig, vasárnaponként közlekedtek. A meneteket egy felújított Ikarus 55-ös autóbusz végezte. |
| Nosztalgia | 2014. 09. 01. | 2014. 09. 07.      | Vértes Agorája – Köztársaság útja – Összekötő út – Károlyi Mihály utca – Vágóhíd utca – Bányászati és Ipari Skanzen – Vágóhíd utca – Károlyi Mihály utca – Ságvári Endre út – Semmelweis utca – Népház utca – Vértanúk tere – Táncsics Mihály utca – Tolnai utca – Panoráma út – Turul-emlékmű – Panoráma út – Tolnai utca – Táncsics Mihály utca – Március 15. utca – Köztársaság útja – Sárberki út – Csónakázó-tó (Fellner iskola parkolója) | Csak Bányásznap idején, csak ebben az irányban közlekedett délelőttől késő délutánig. A vonalon egy Ikarus 55-ös közlekedett. |